# Biserica de lemn din Ciubăncuța

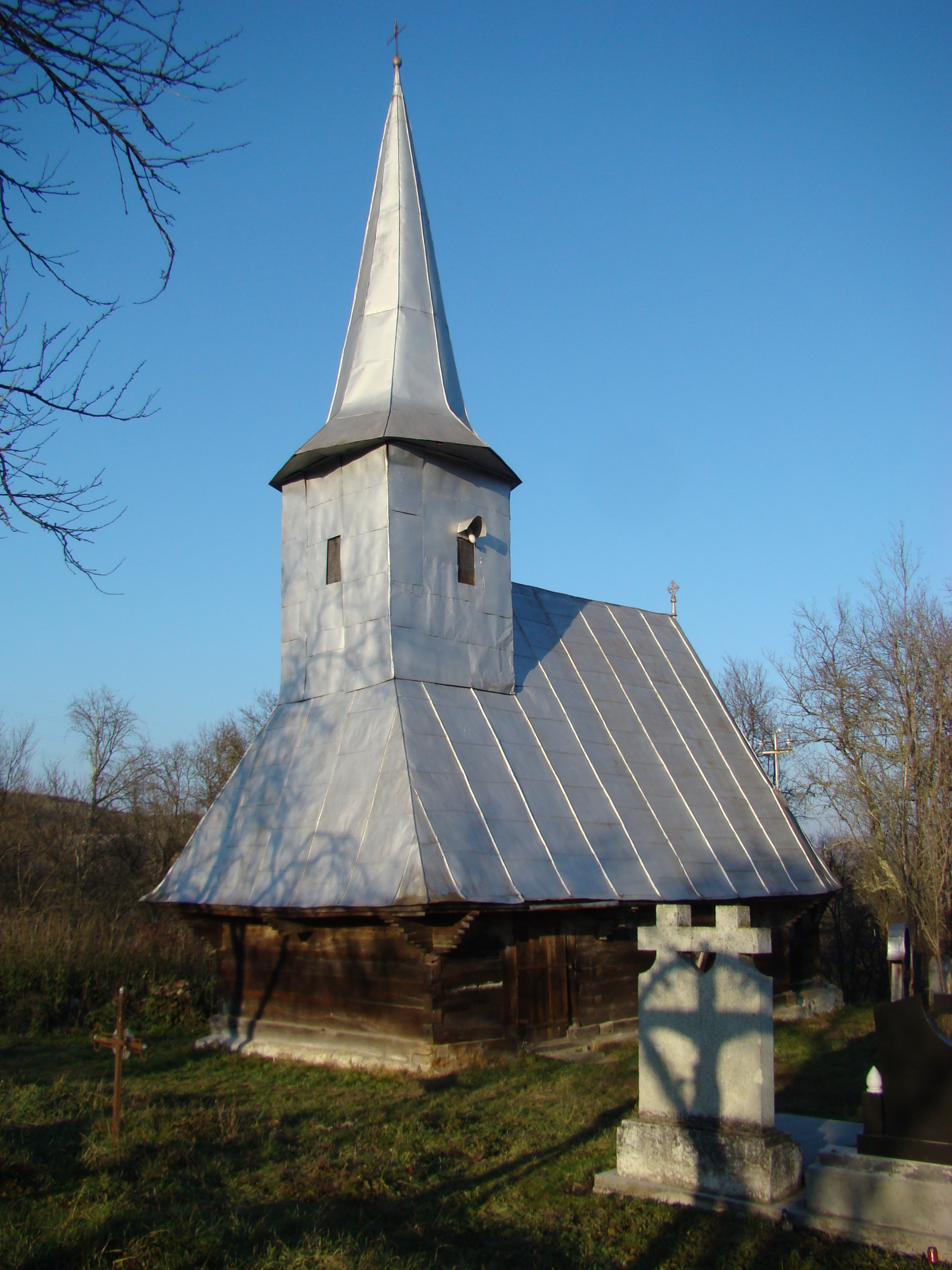
Biserica de lemn „Sfântul Nicolae” din Ciubăncuța, comuna Recea-Cristur, județul Cluj, foto: noiembrie 2012.

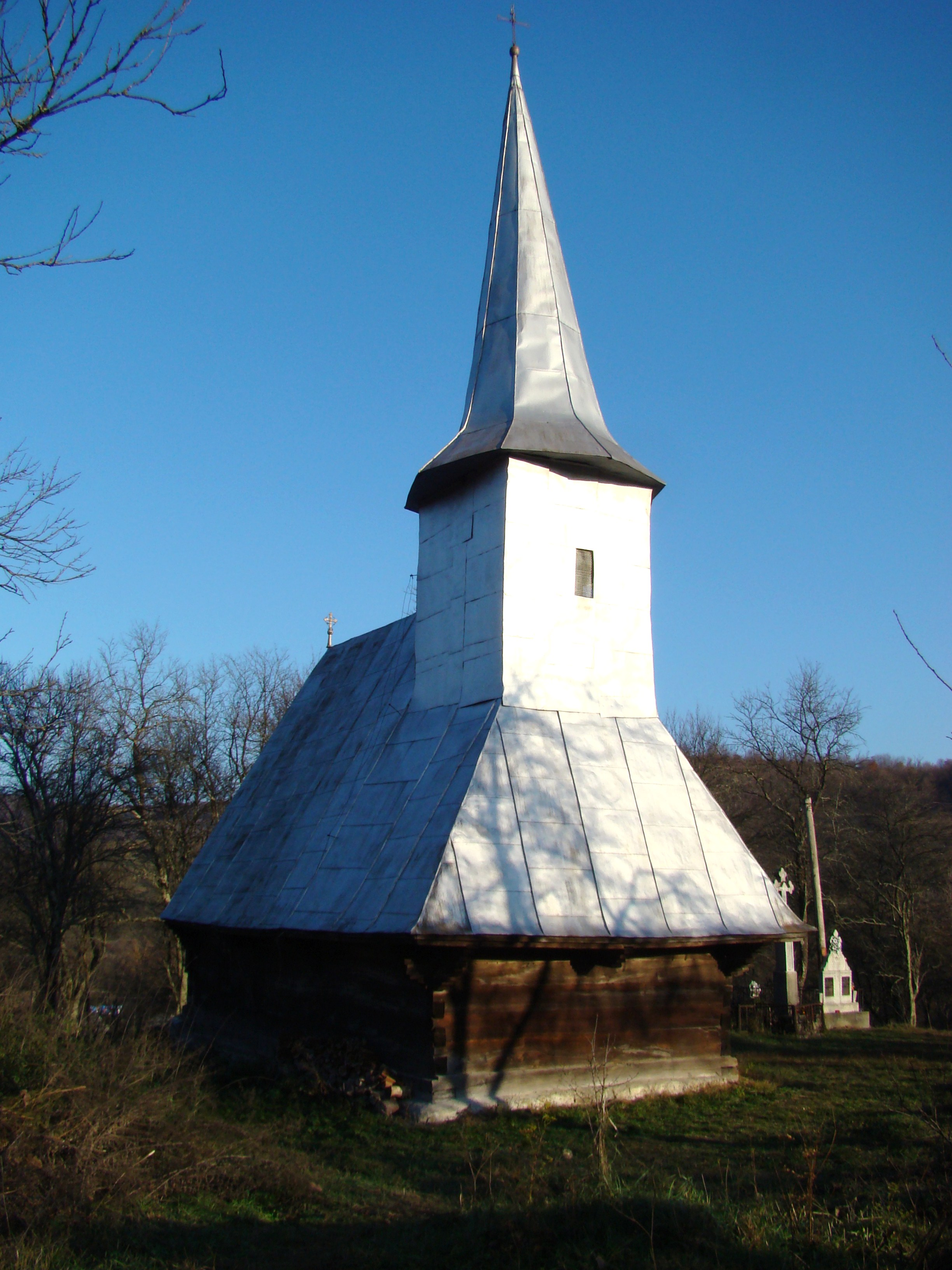
Biserica de lemn „Sfântul Nicolae” din Ciubăncuța, comuna Recea-Cristur, județul Cluj, foto: noiembrie 2012.

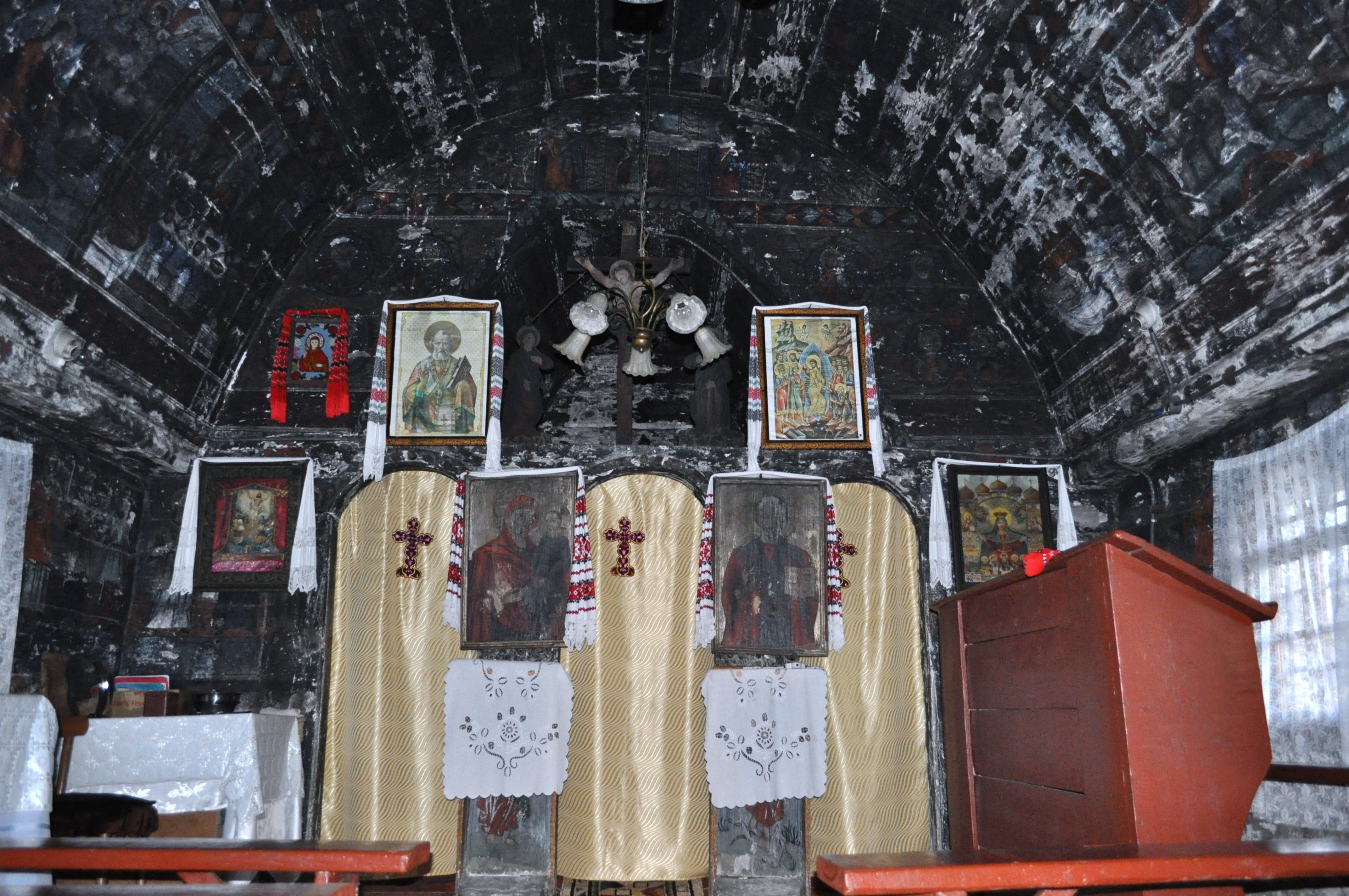
Nava spre iconostas

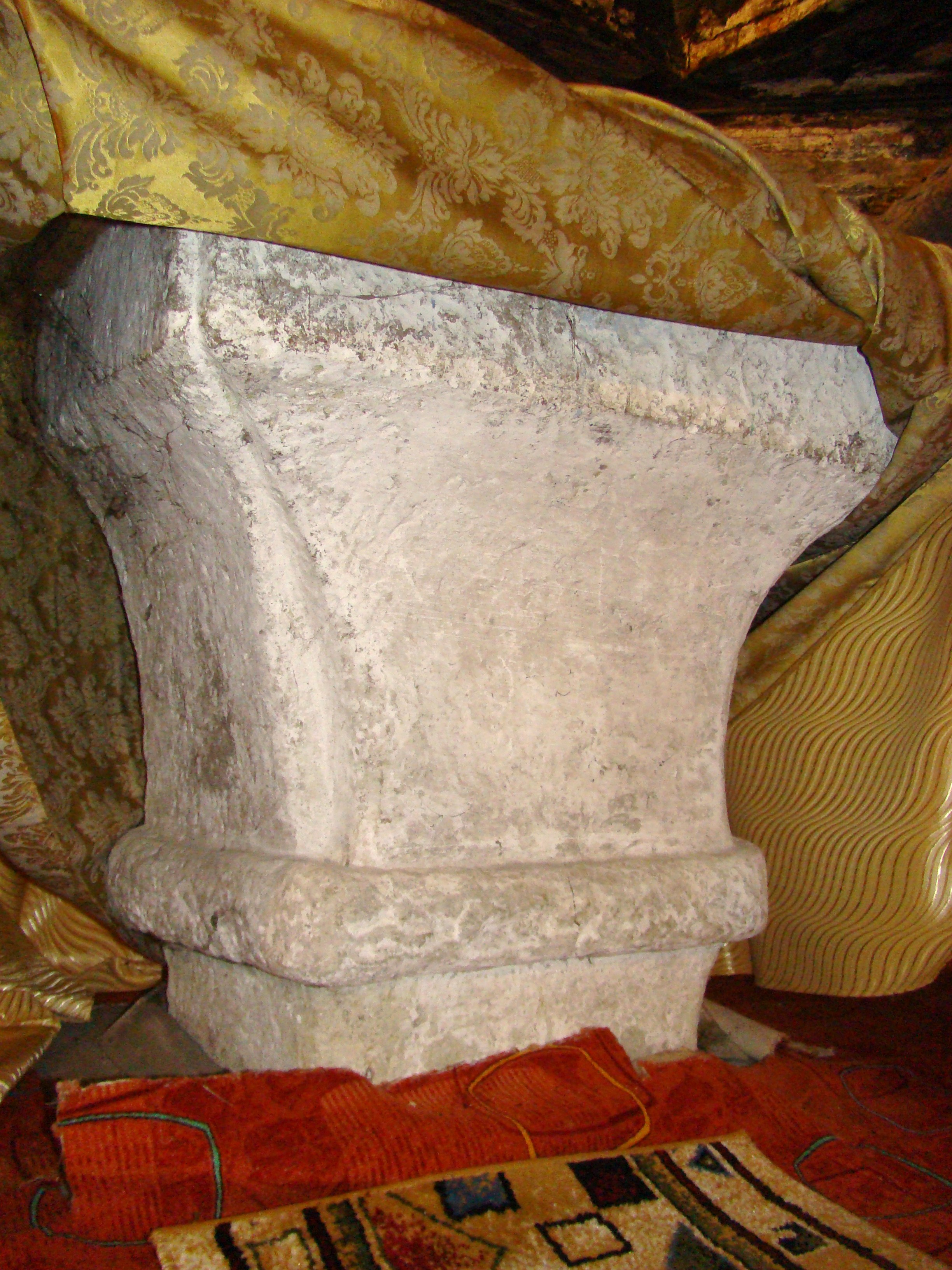
Piciorul mesei altarului

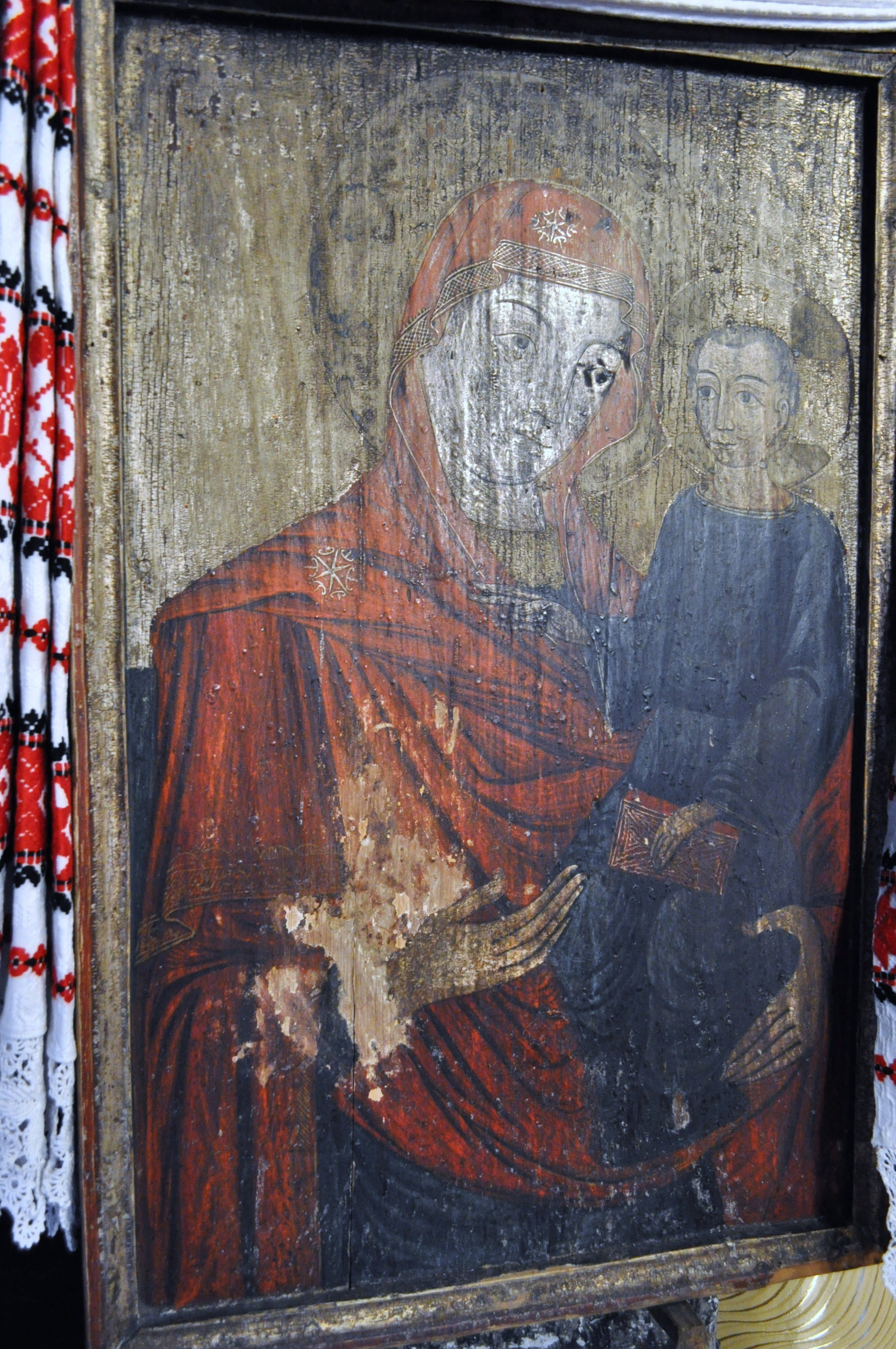
Maica Domnului cu pruncul

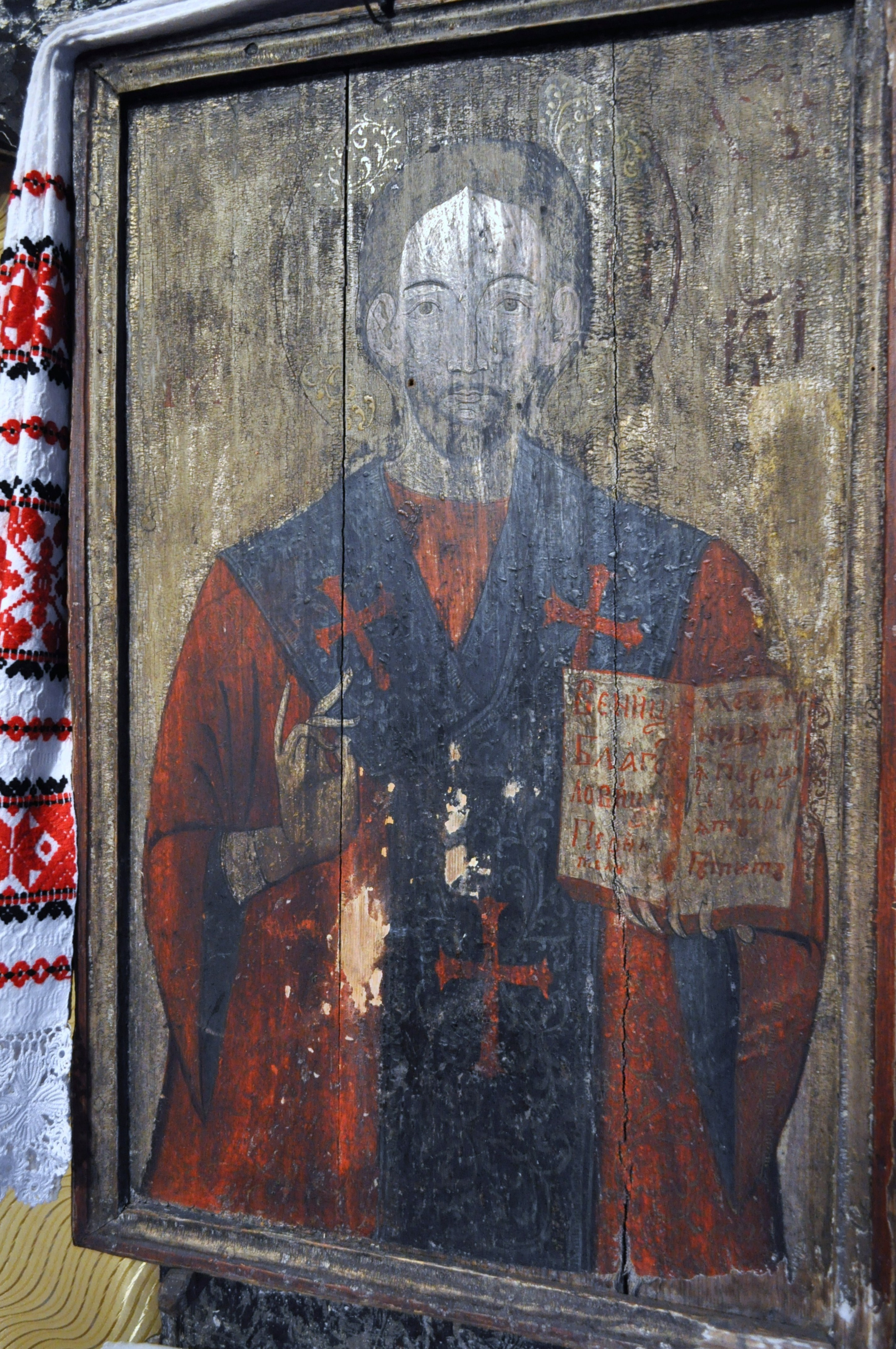
Deisis

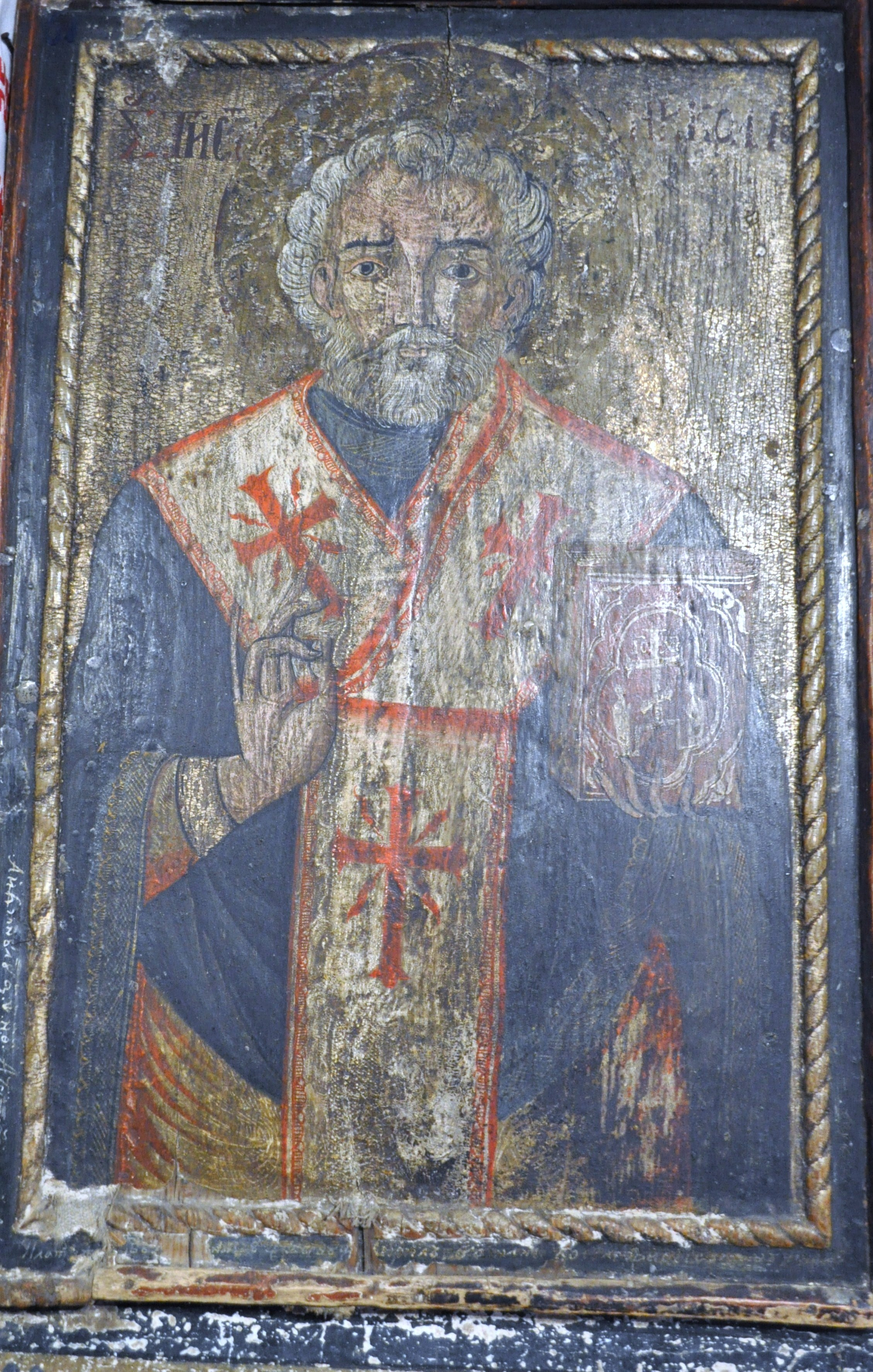
Sfântul Nicolae

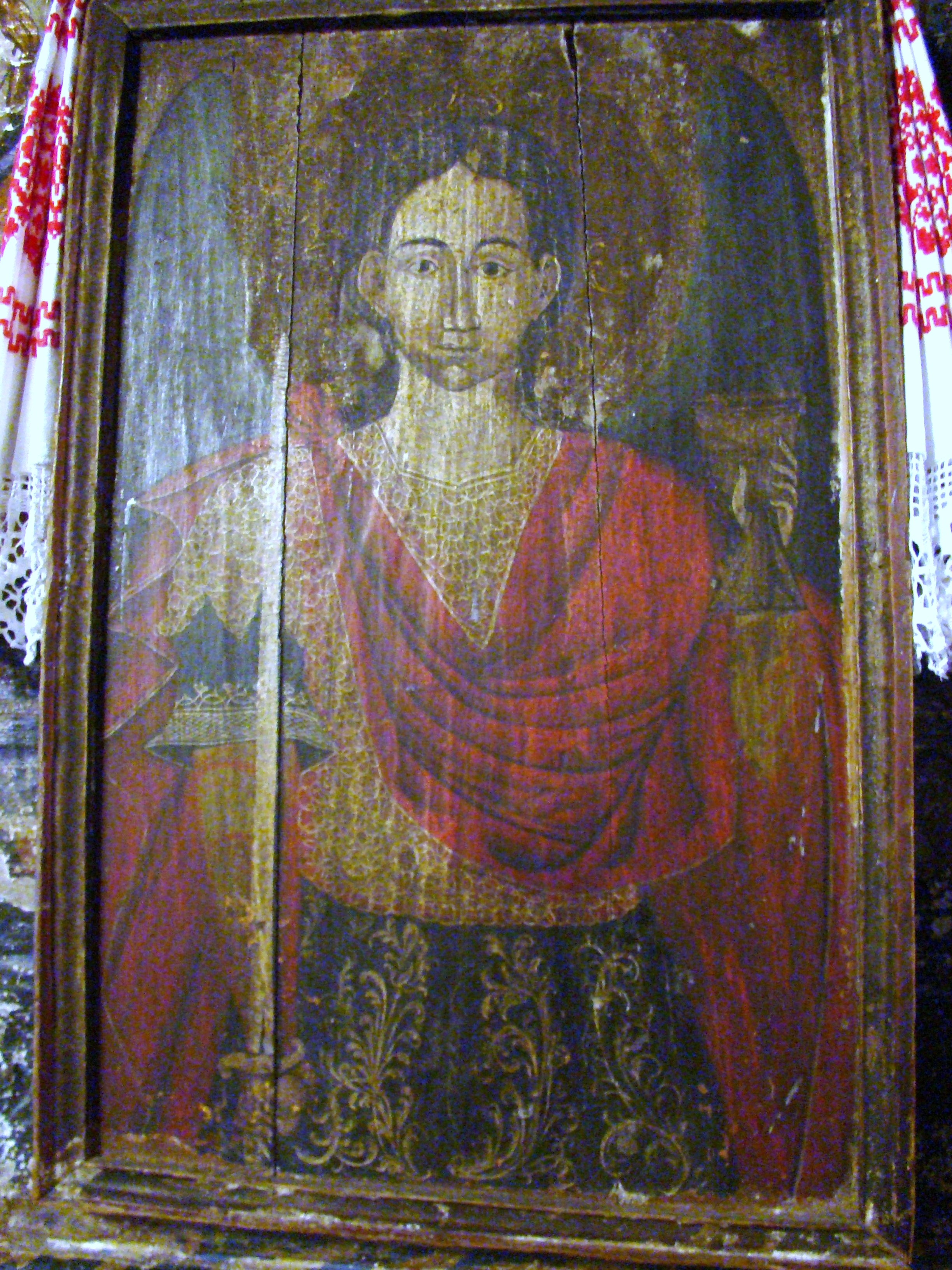
Arhanghelul Mihail

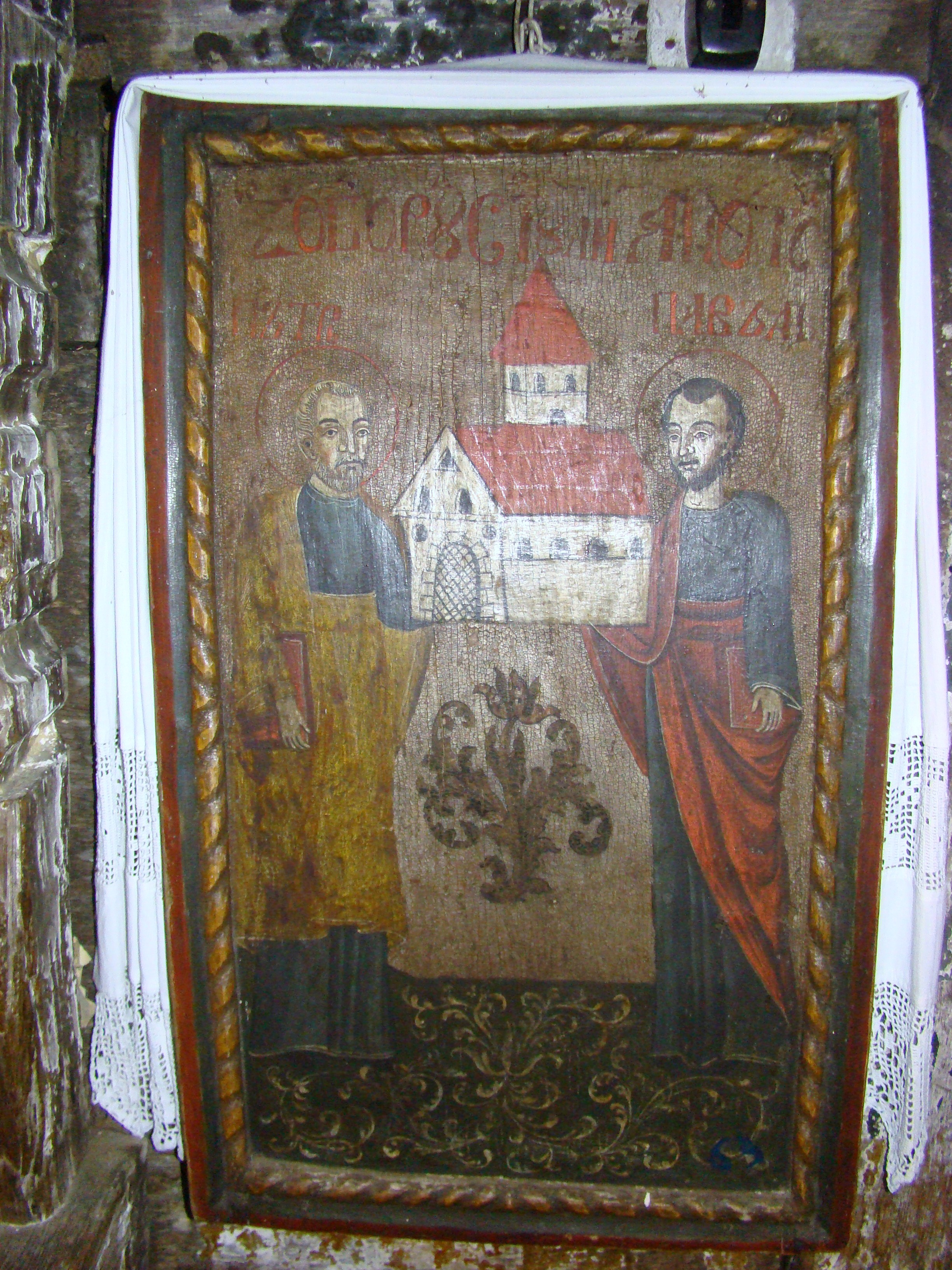
Sfinții Apostoli Petru și Pavel

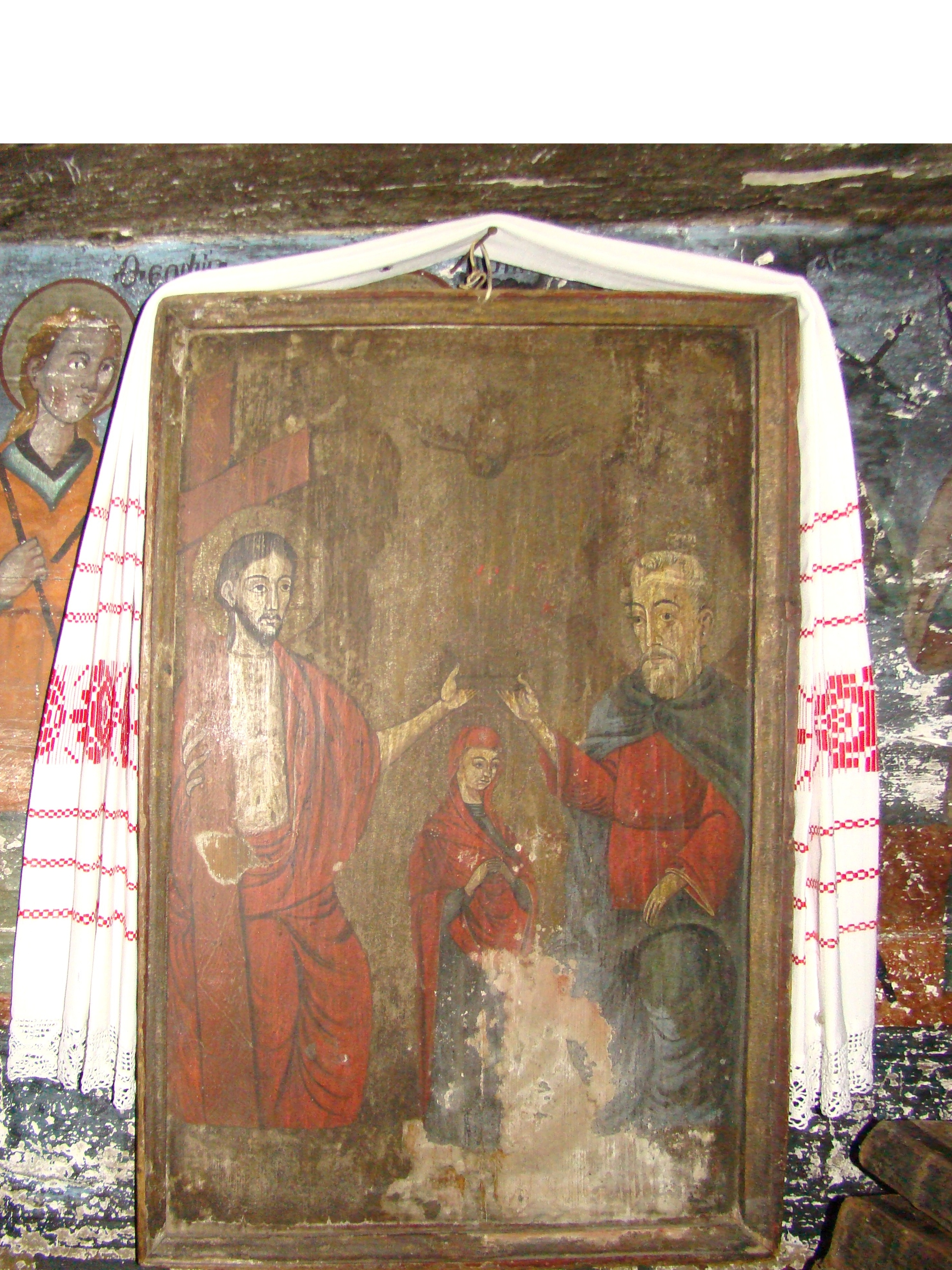
Încoronarea Mariei

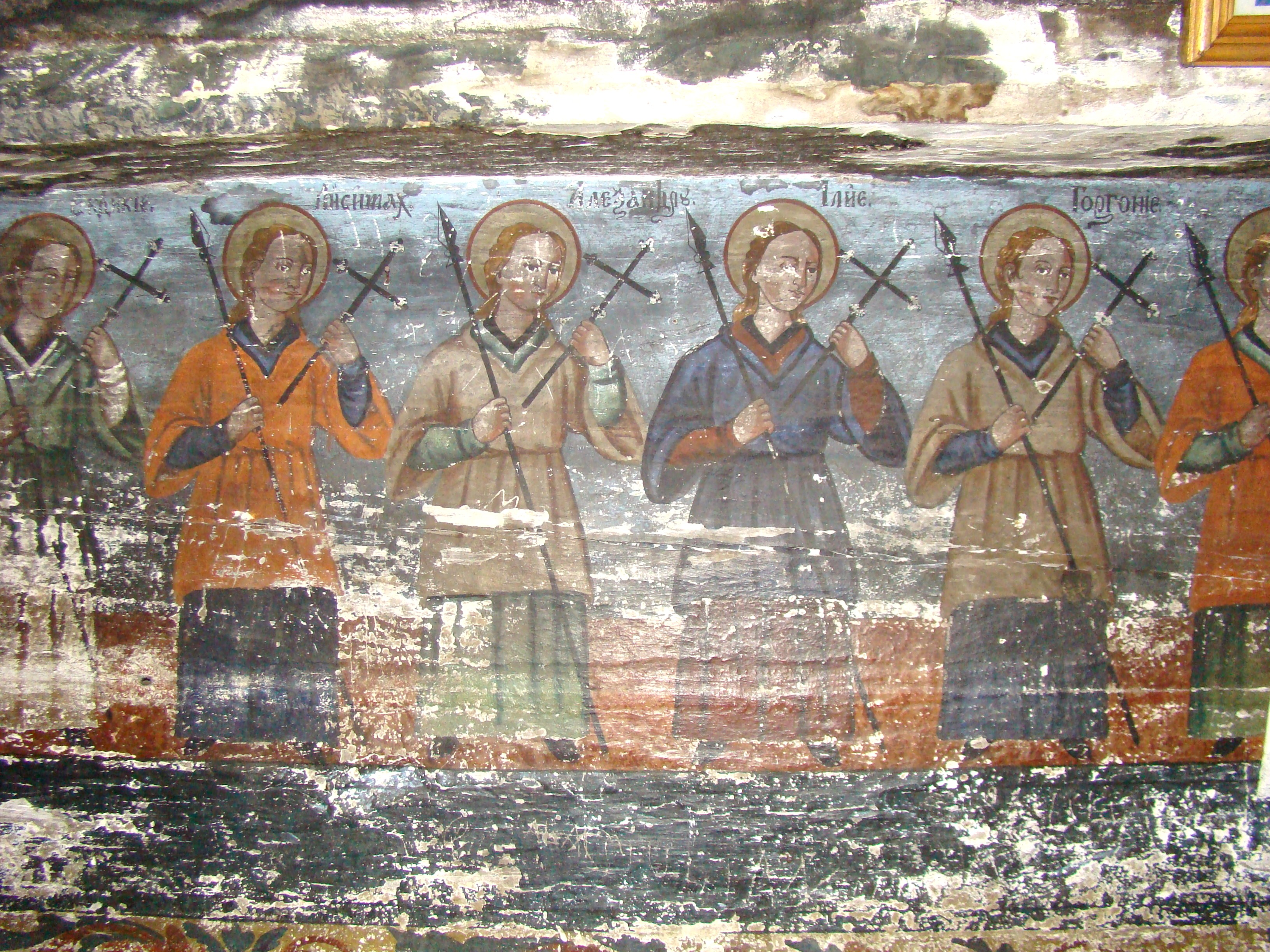
Friza sfinților mucenici

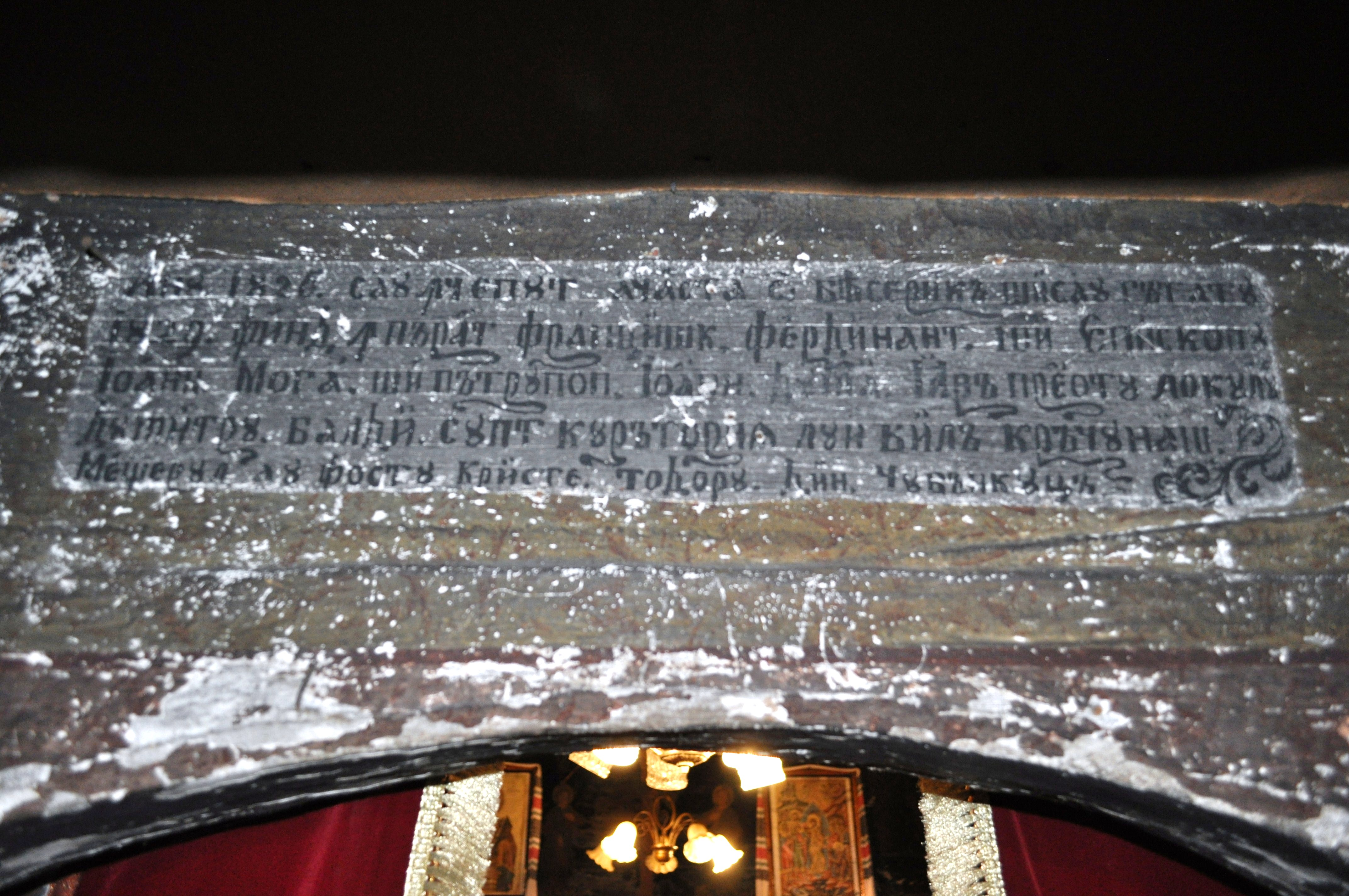
Pisania

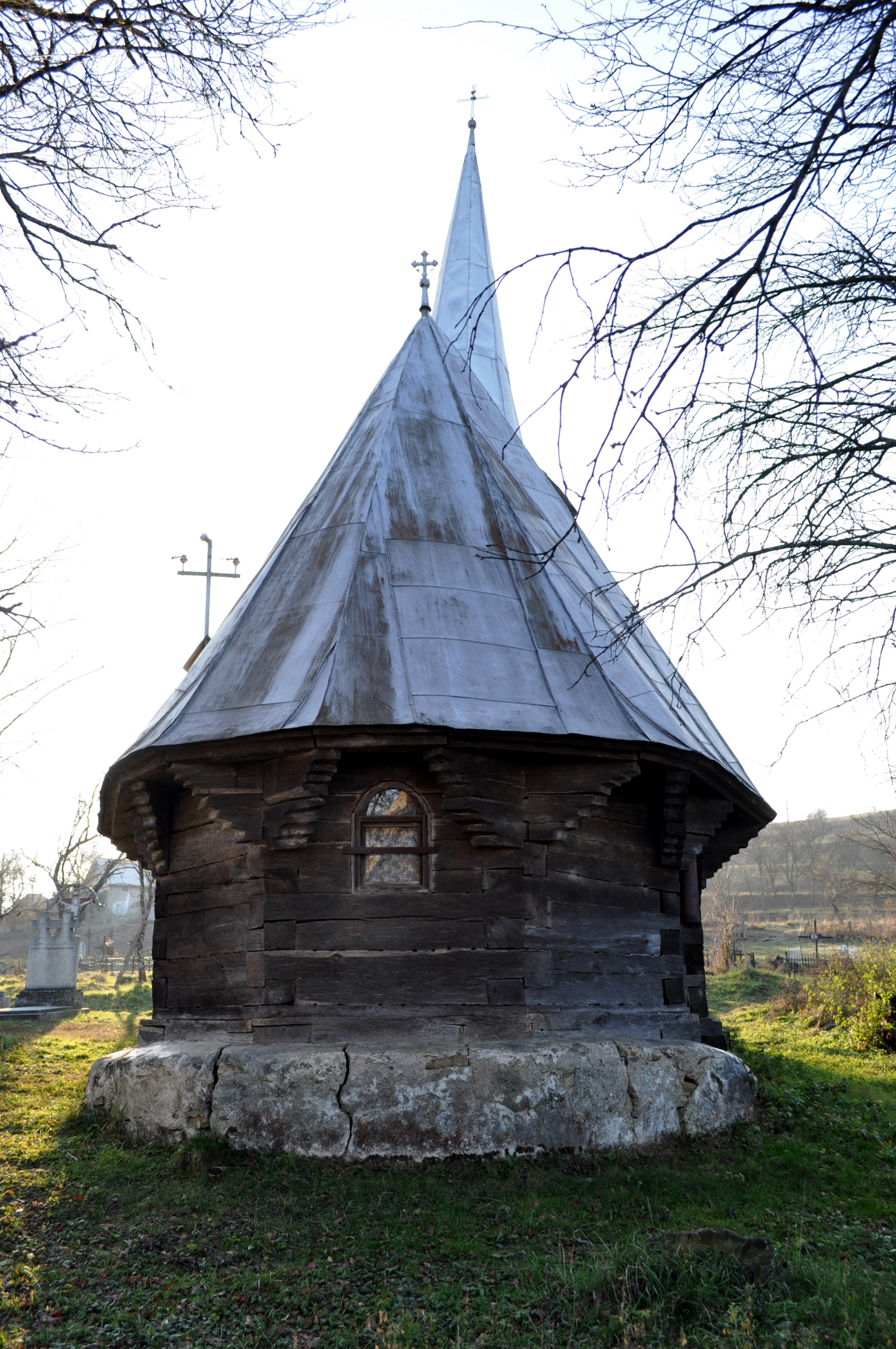
Biserica (est)

Biserica de lemn din Ciubăncuța, comuna Recea-Cristur, județul Cluj, datează din anul 1826.
Are hramul „Sfântul Nicolae”. Biserica se află pe noua listă a monumentelor istorice sub codul LMI:  CJ-II-m-B-07567.

## Istoric și trăsături
Biserica de lemn „Sfântul Nicolae” a fost construită între anii 1826-1829, conform pisaniei: „Anu 1826 sau început aceasta st beaserică și sau gătatu 1829, fiind împărat Franțișc Ferdinant și episcopu Ioan Moga, și pătrupop Ioan Duma, iară preotul locului Dumitru Baldi, supt curatoriia lui Bilea Crăciunaș. Meșterul au fostu Criste Todoru din Ciubăncuțea.” Lăcașul de cult, de plan rectangular, cu pronaos, naos și altar poligonal, mai îngust ca restul clădirii, a fost înălțat pe o fundație de piatră. Cununile de bârne din partea superioară a pereților, depășesc fațadele, alcătuind console, numite aripi, cu rol constructiv, dar și decorativ. Deasupra pronaosului este prins turnul-clopotniță, prevăzut cu galerie cu arcade și încoronat cu un coif ascuțit. În interior pronaosul are un tavan obișnuit, iar naosul și altarul au fost acoperite cu câte o boltă semicilindrică din scânduri. Biserica a fost precedată de o construcție mai veche, din moment ce într-un document din 1658 este menționat preotul satului. Din inventarul vechiului lăcaș poate să provină icoana Isus Pantocrator datată la 1667. Celelalte icoane pe lemn reprezentând Botezul Domnului, Coborârea la iad, Răstignirea, Maica Domnului cu Pruncul, Sfântul Nicolae și Arhanghelul Mihail sunt din secolul al XVIII-lea. 

## Imagini din exterior

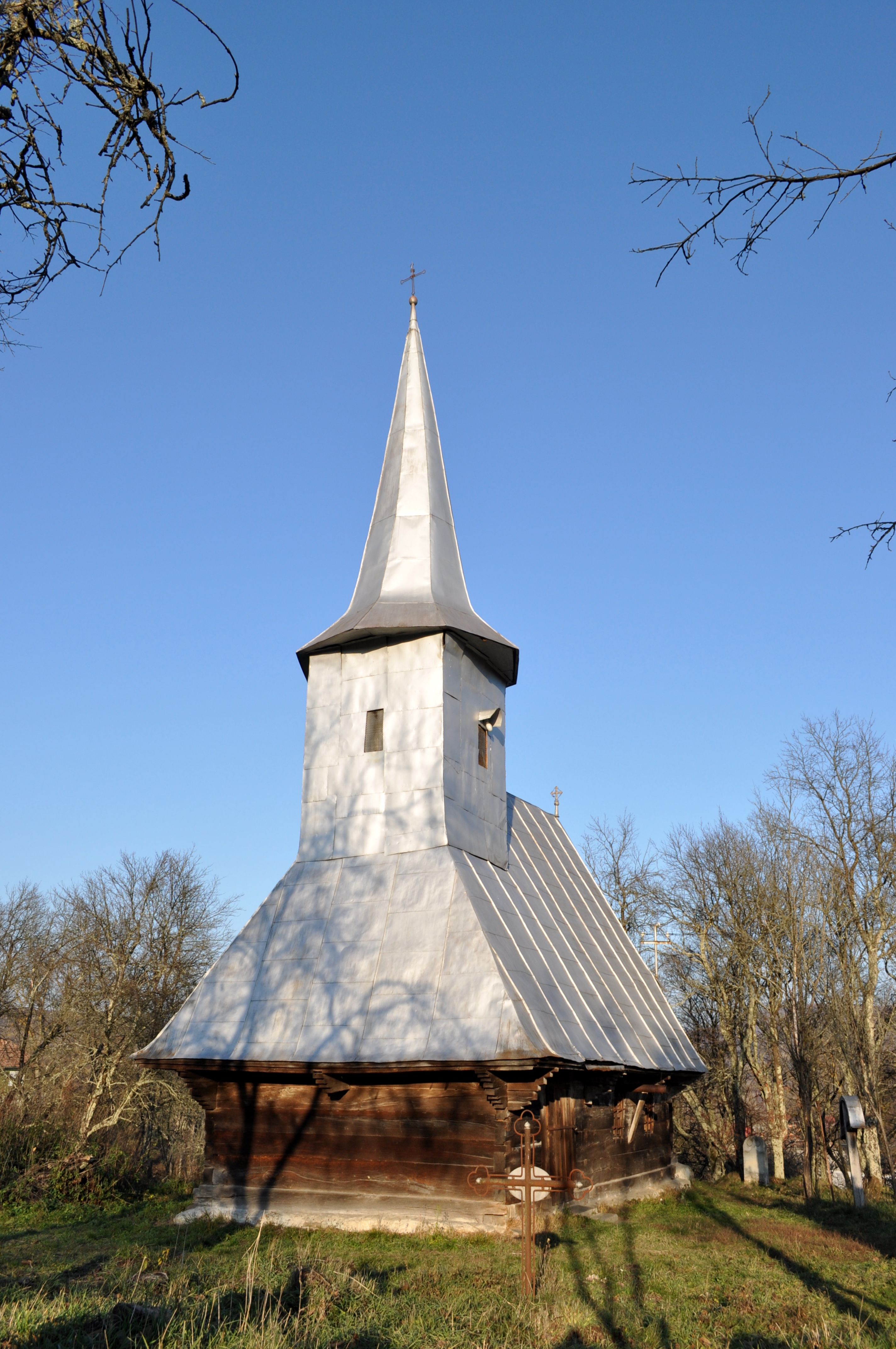
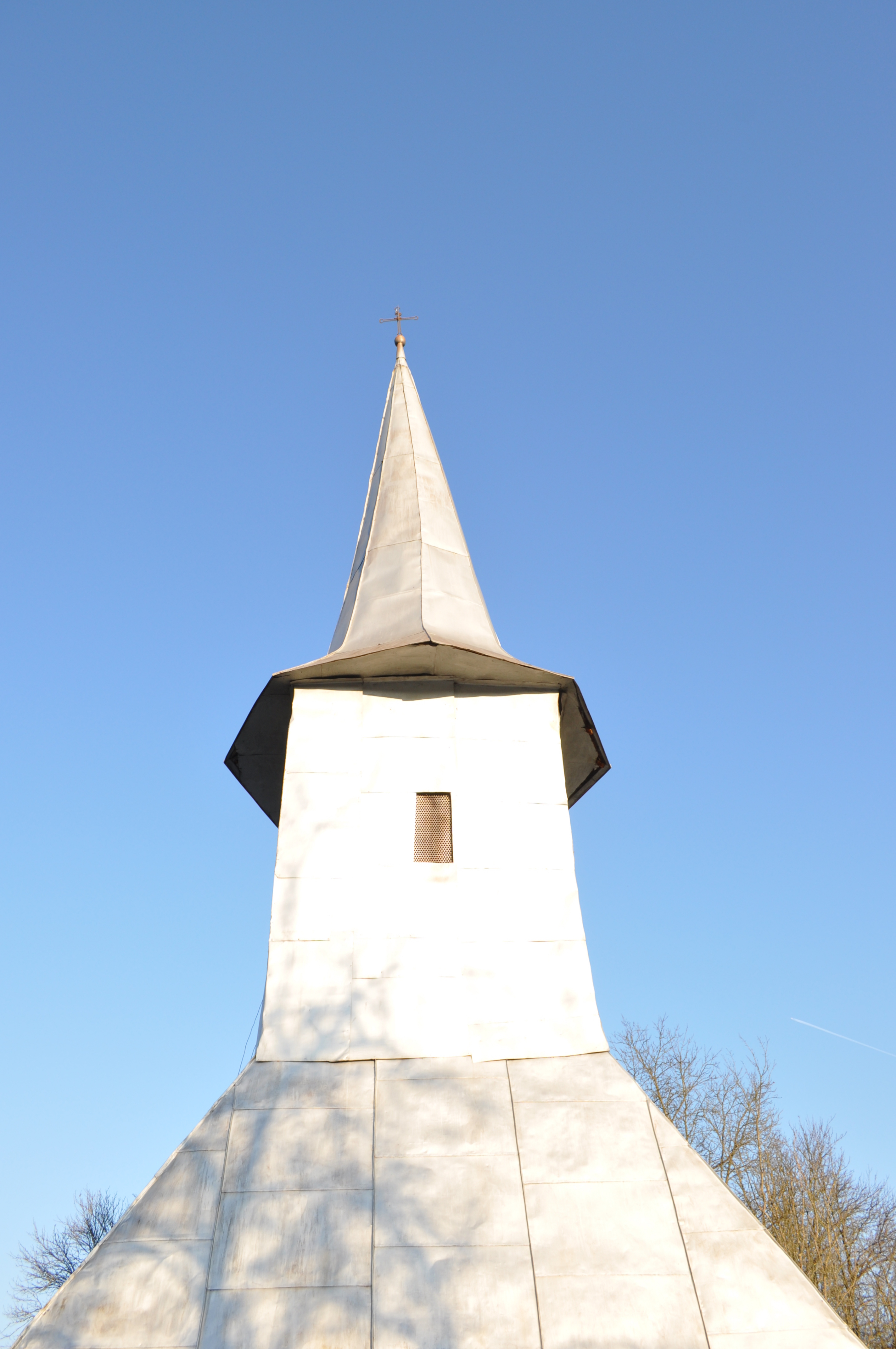
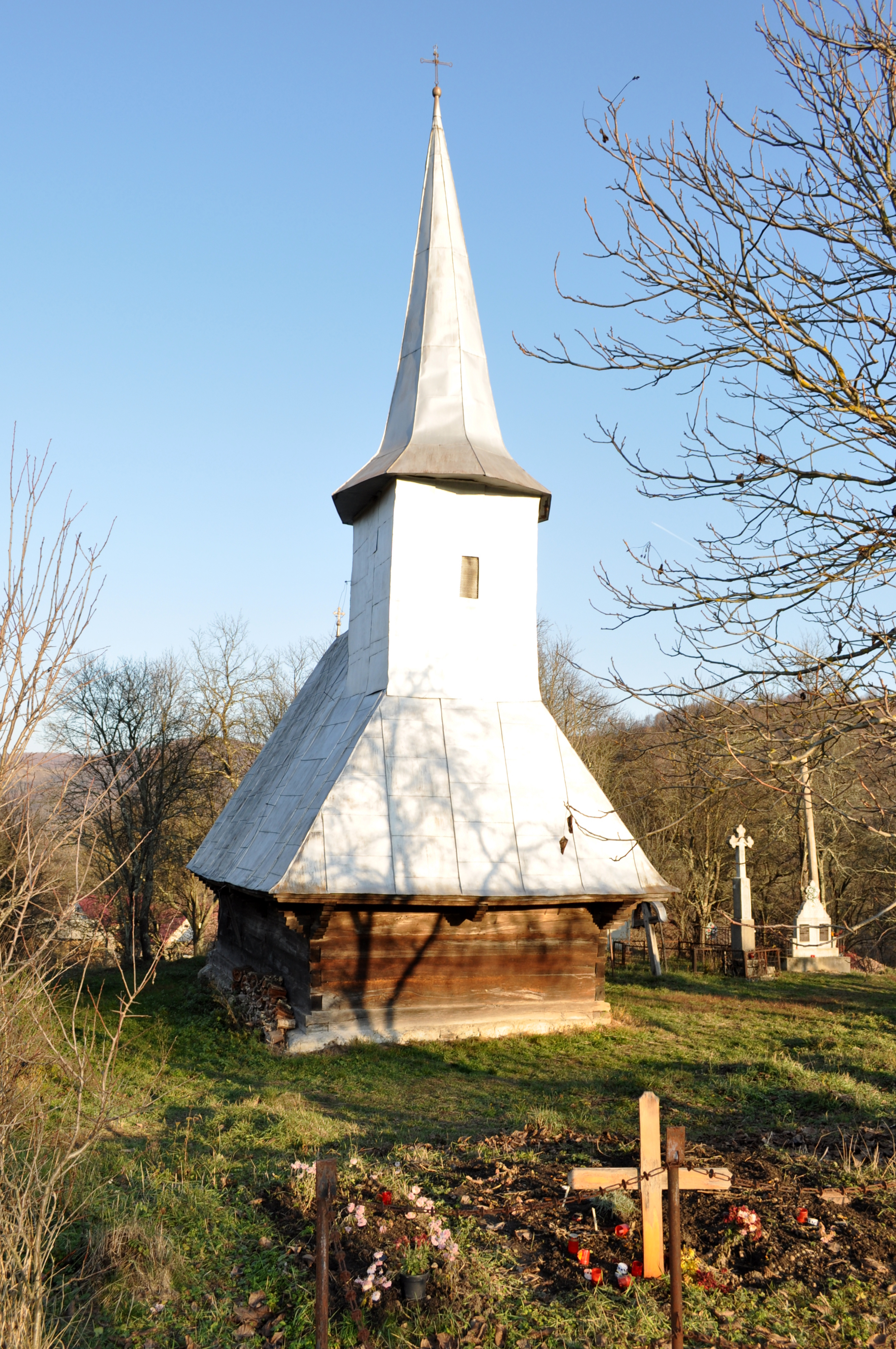
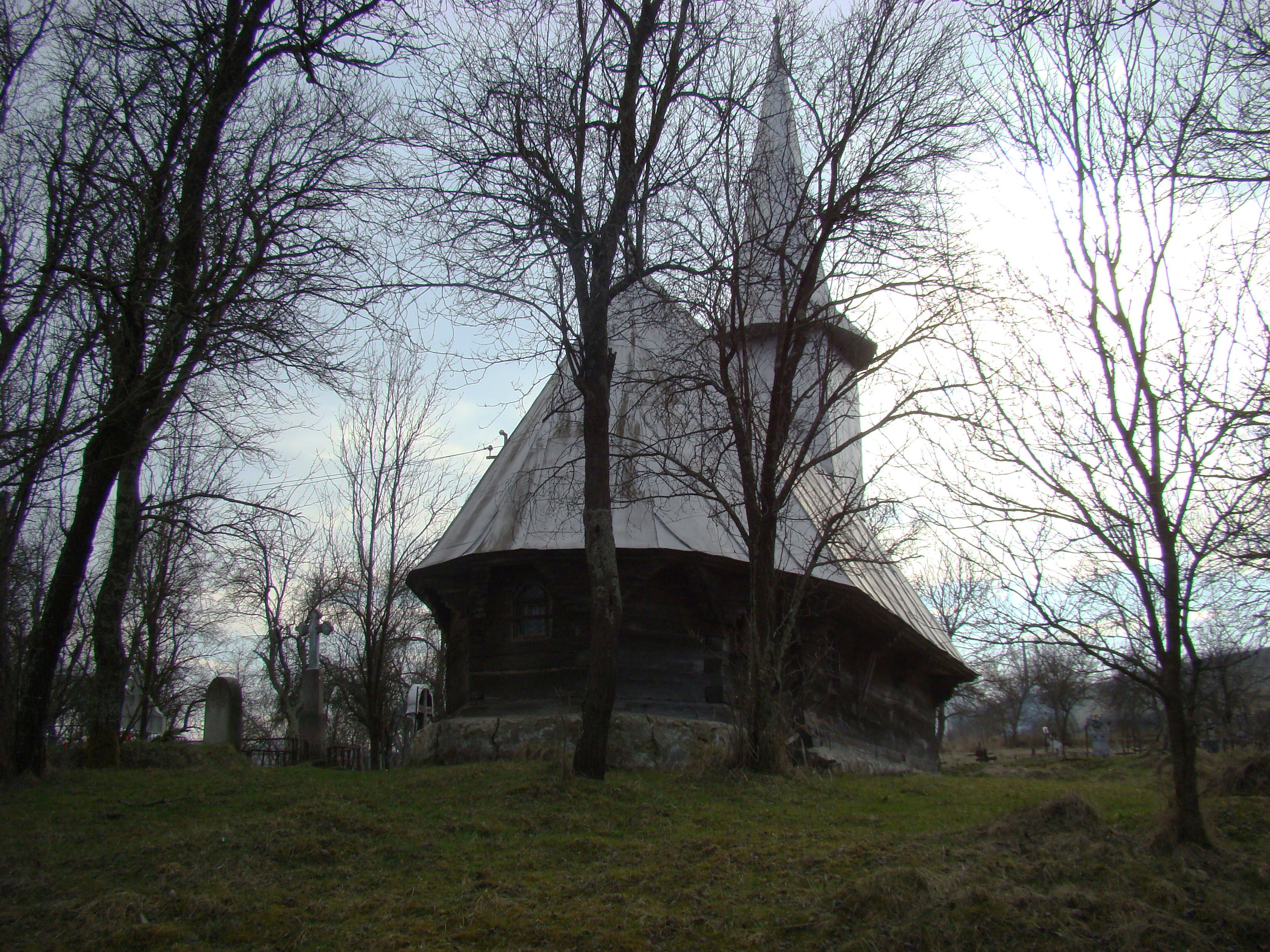
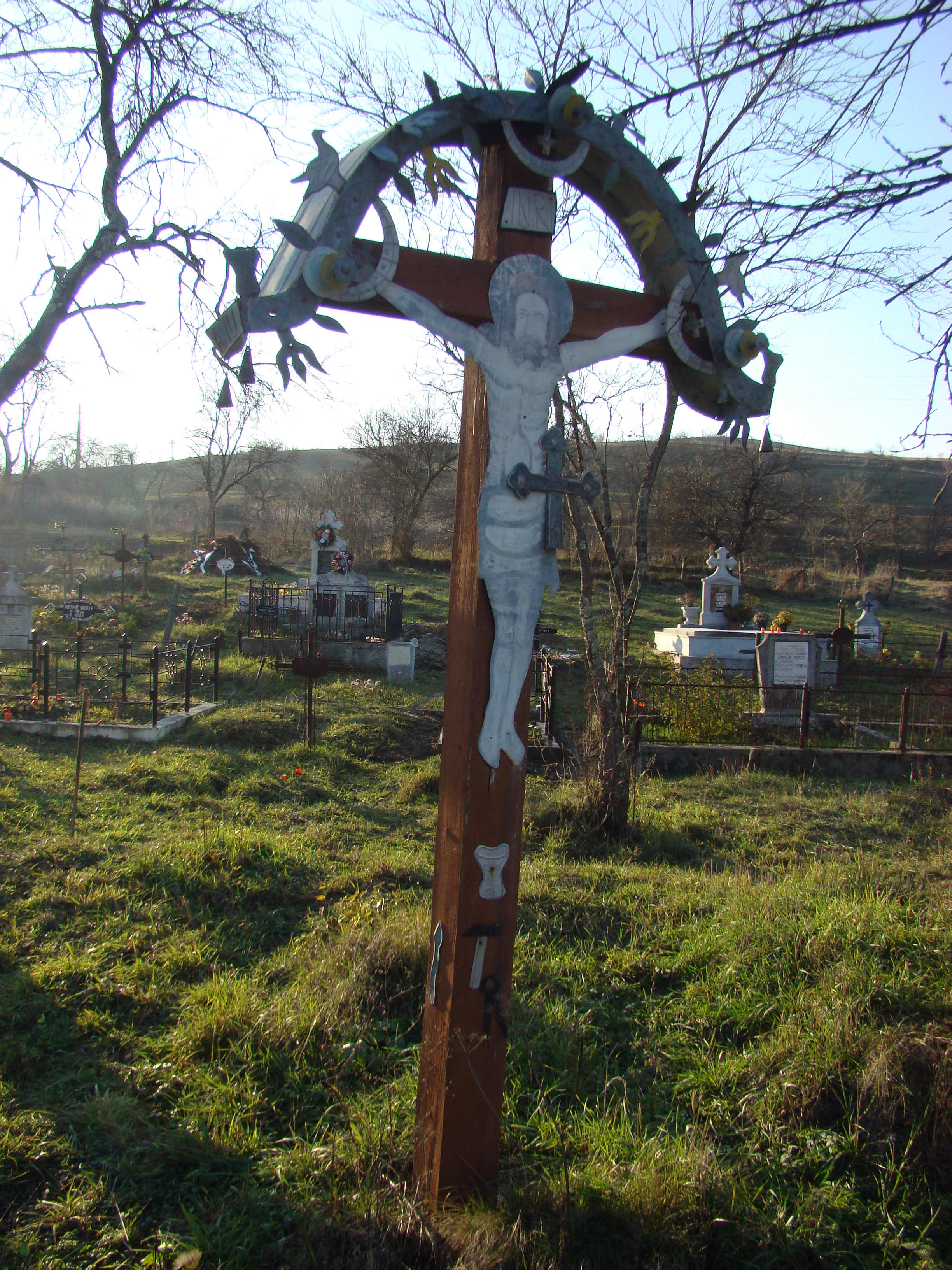
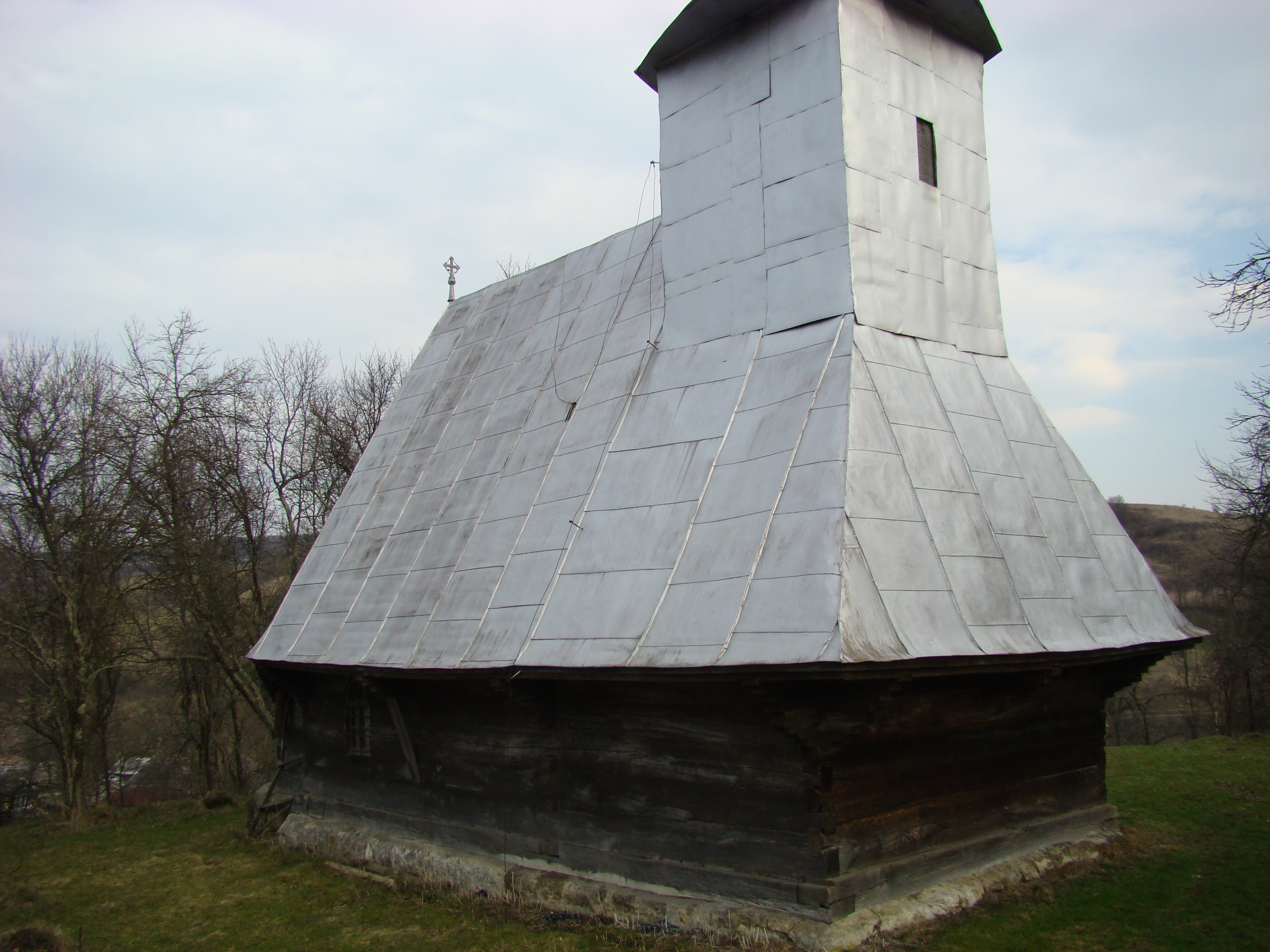
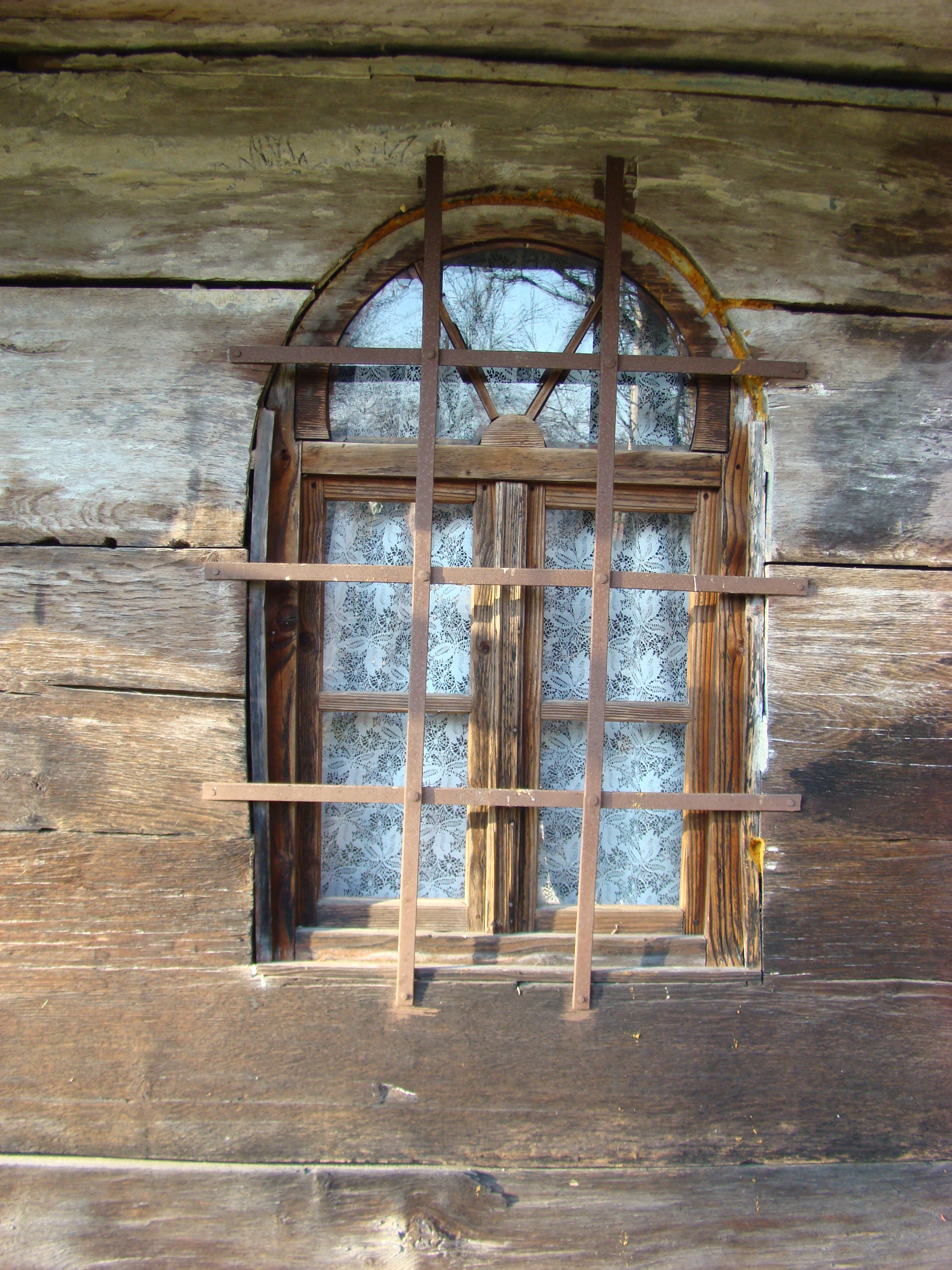
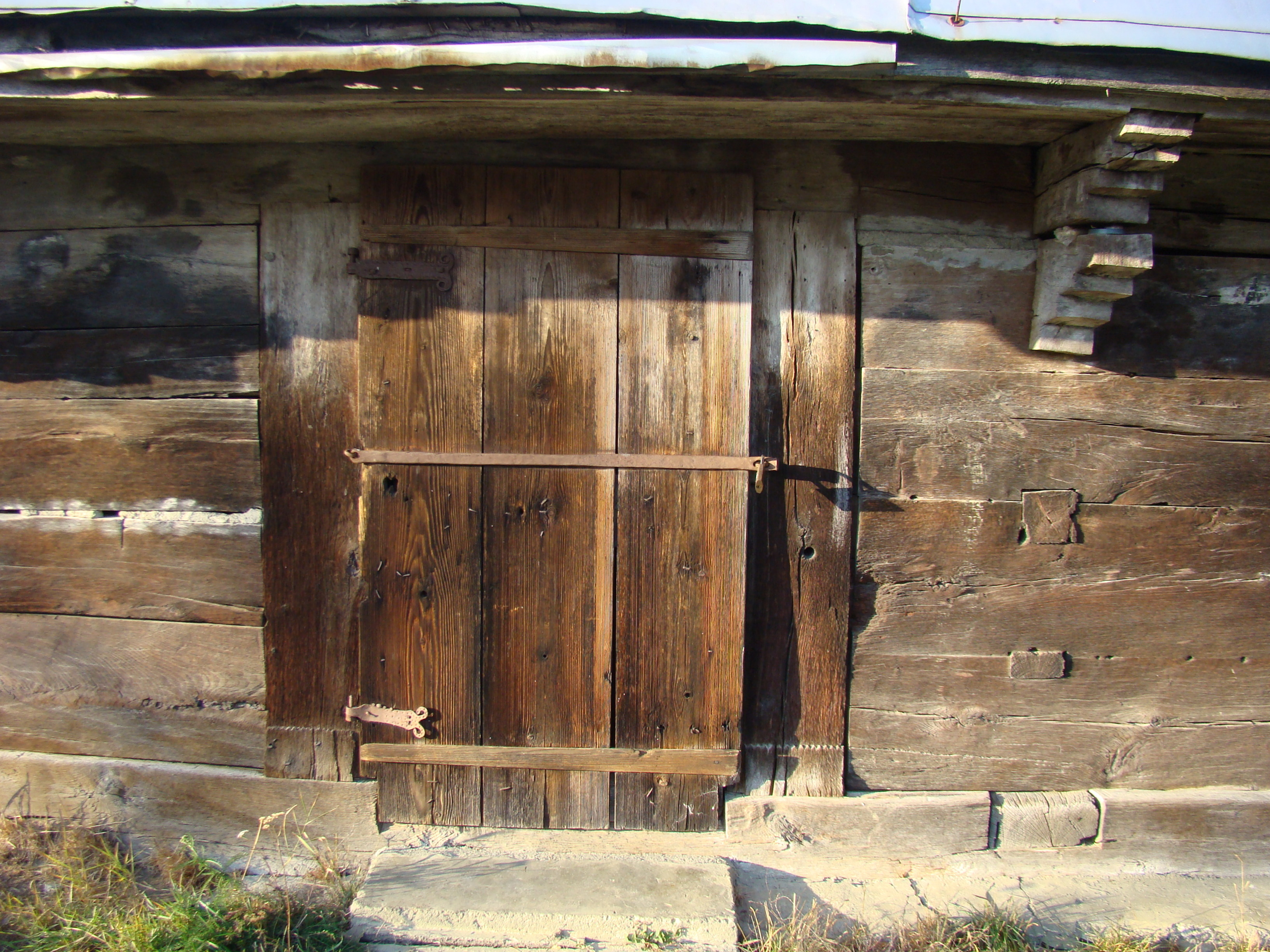
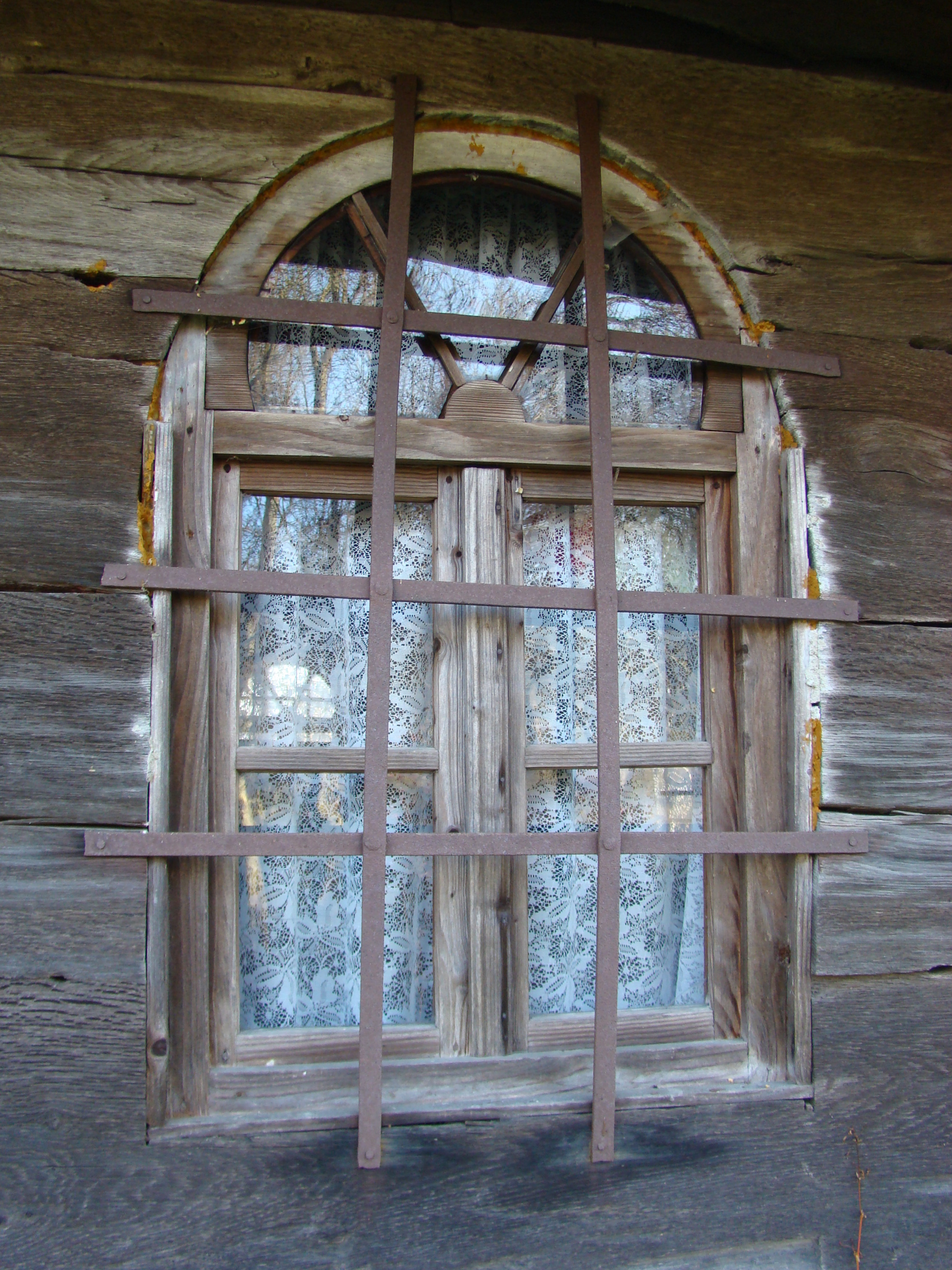
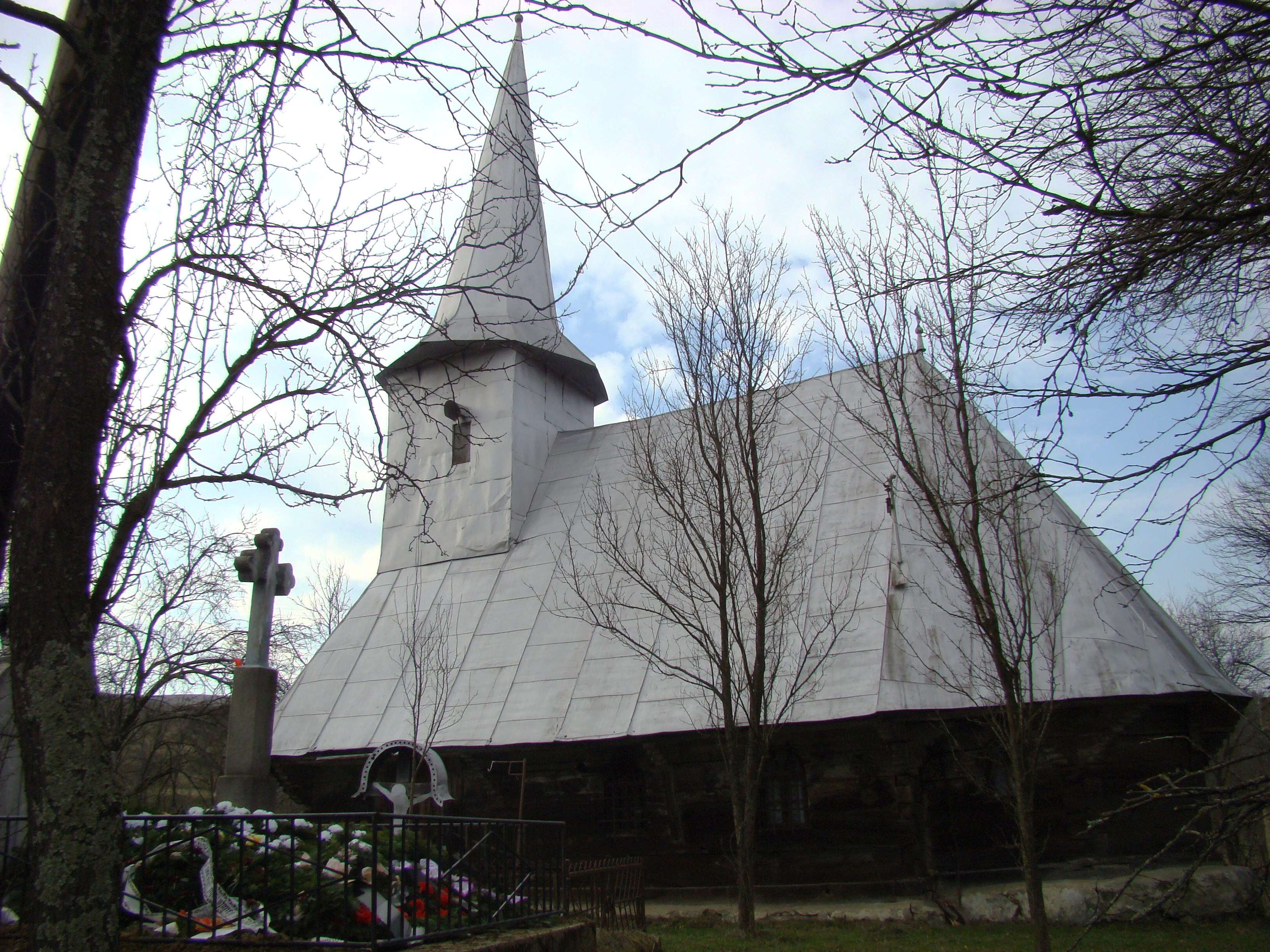
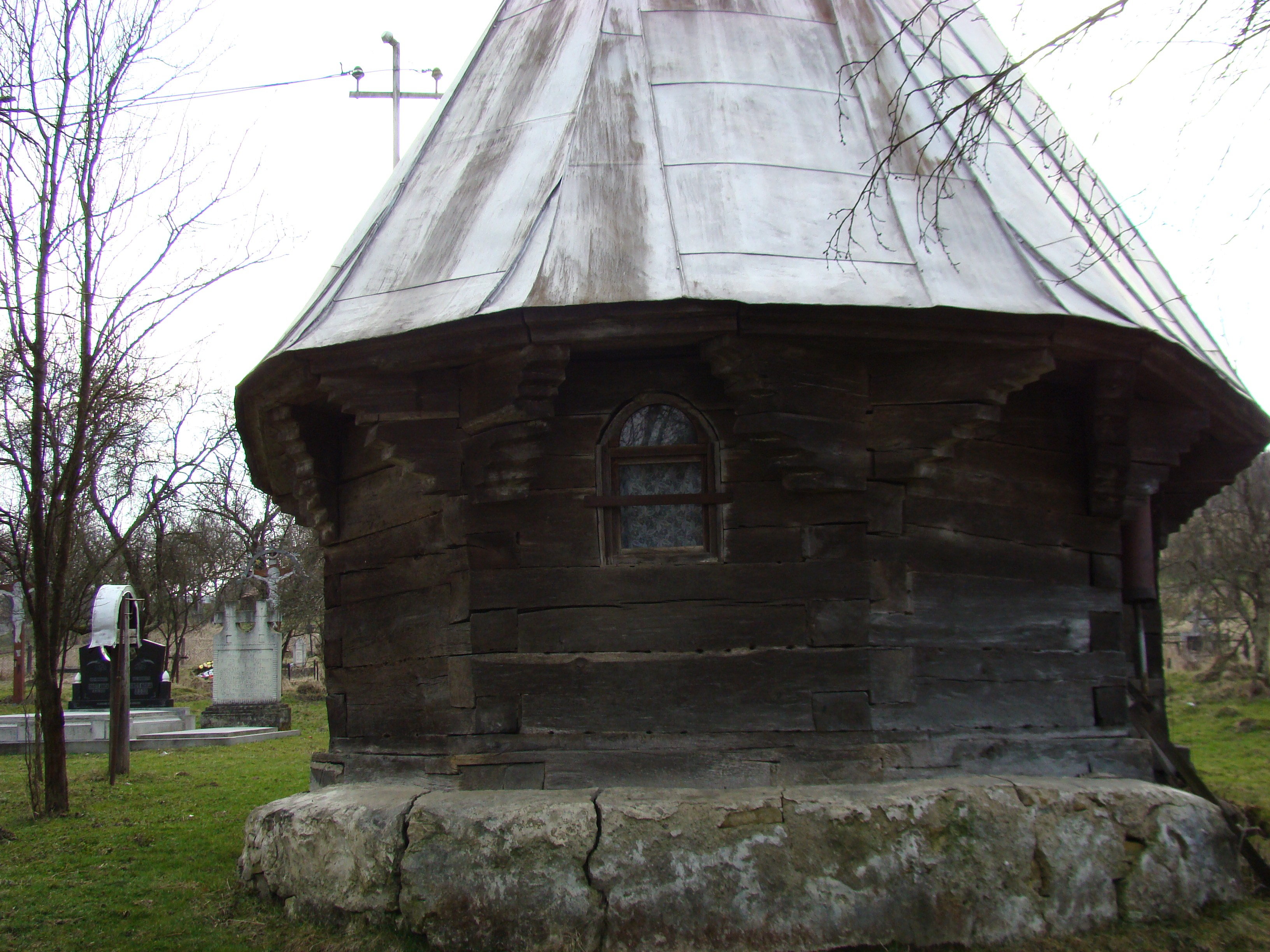
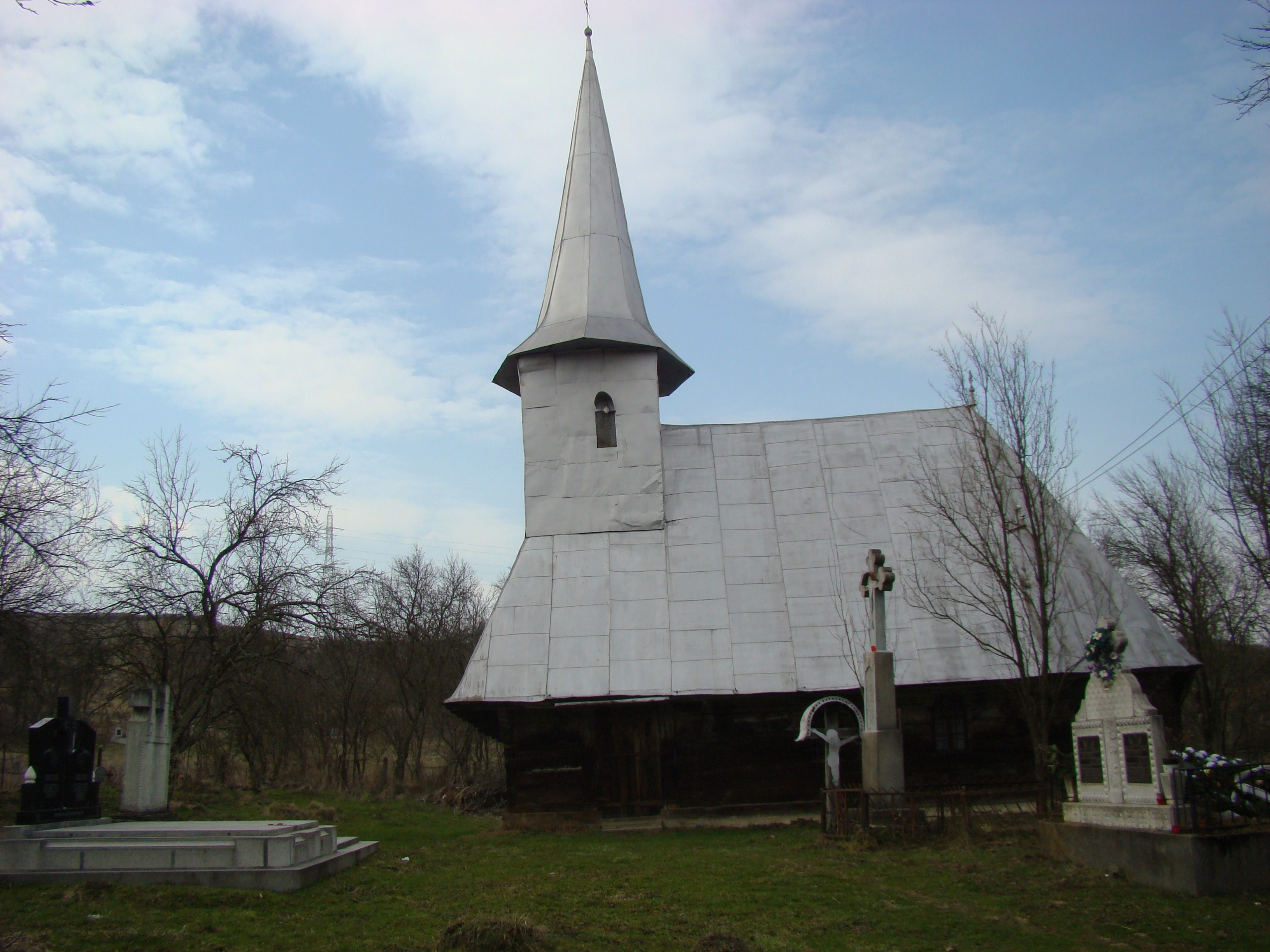
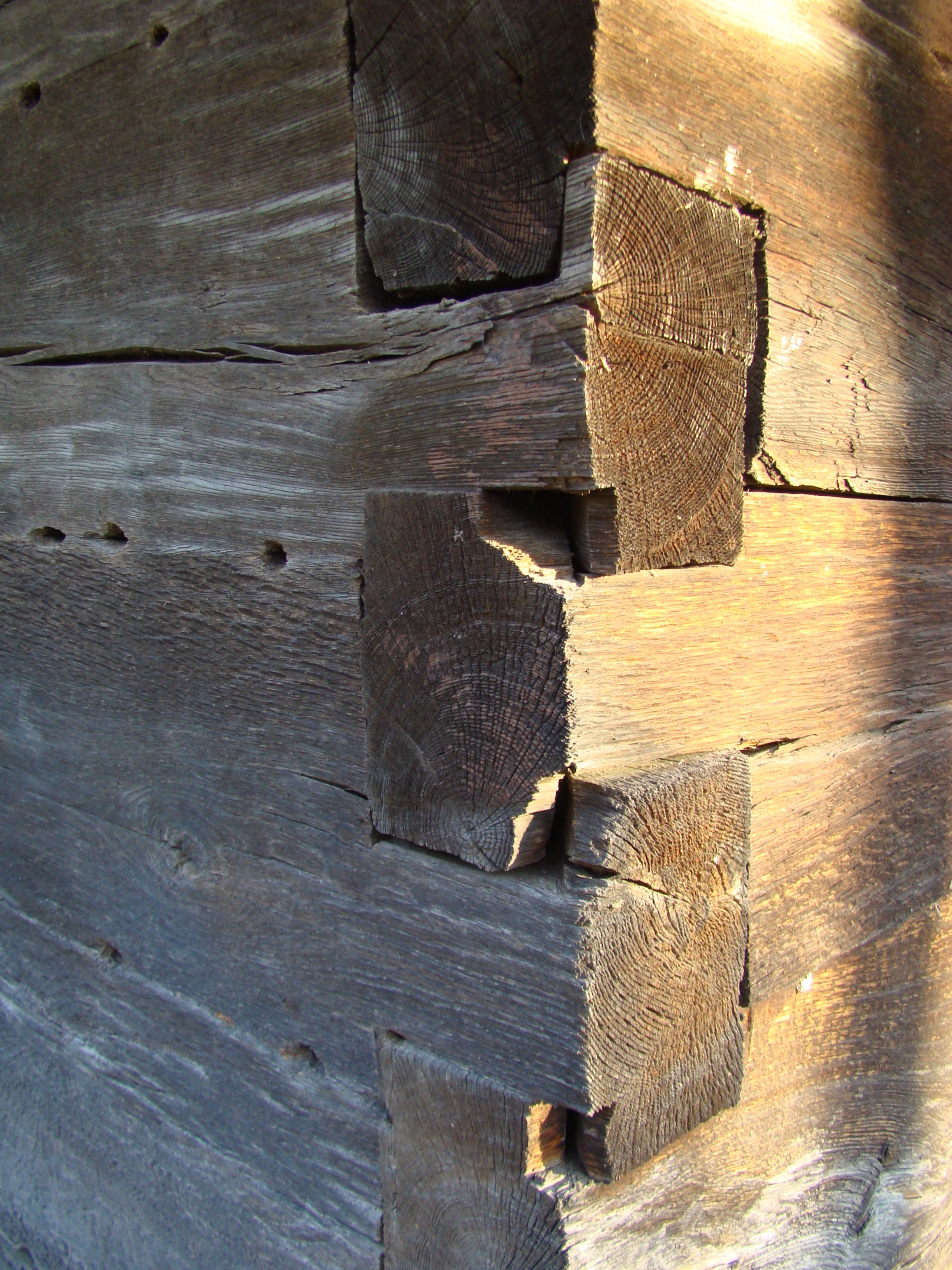
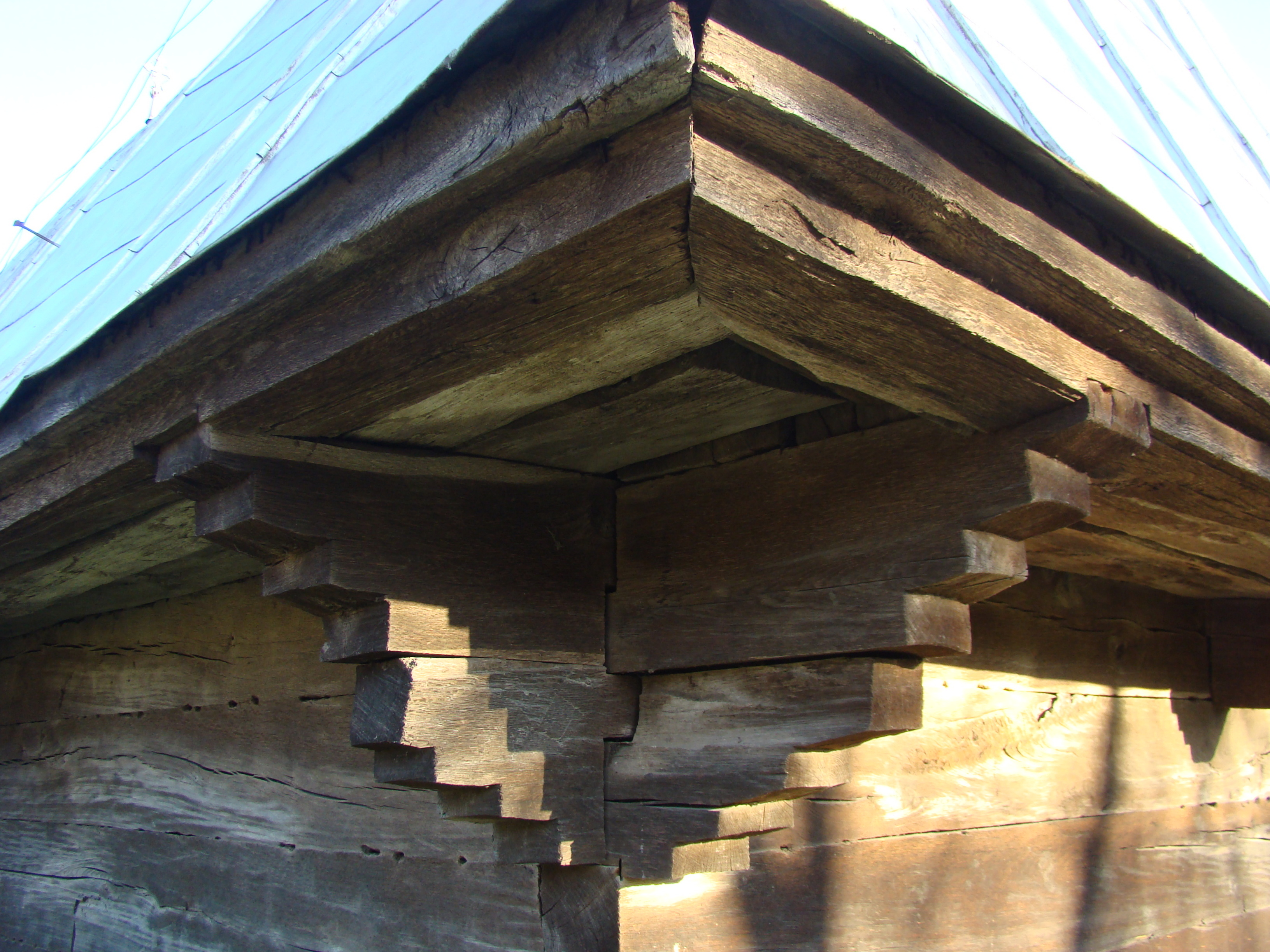
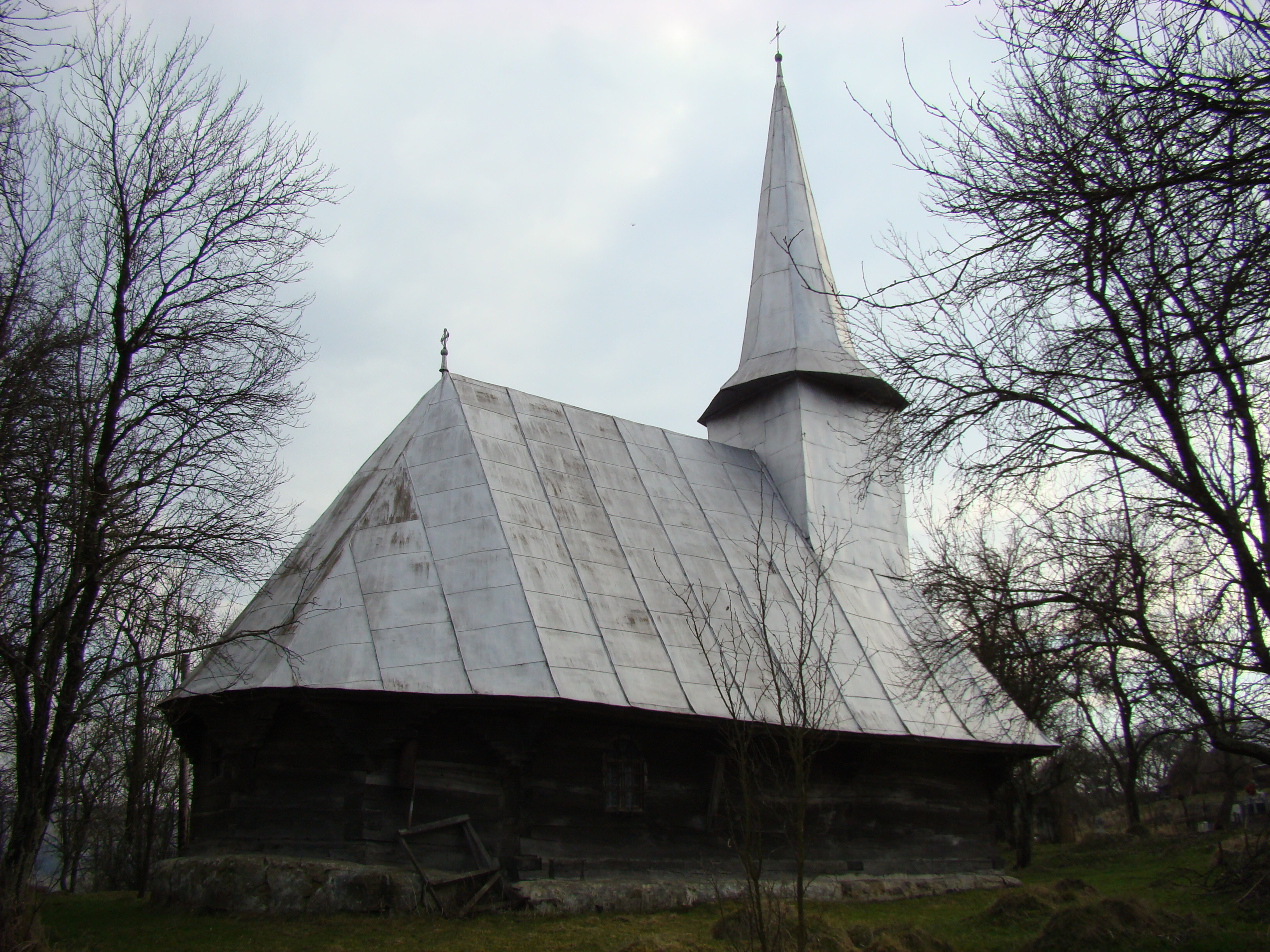

## Imagini din interior

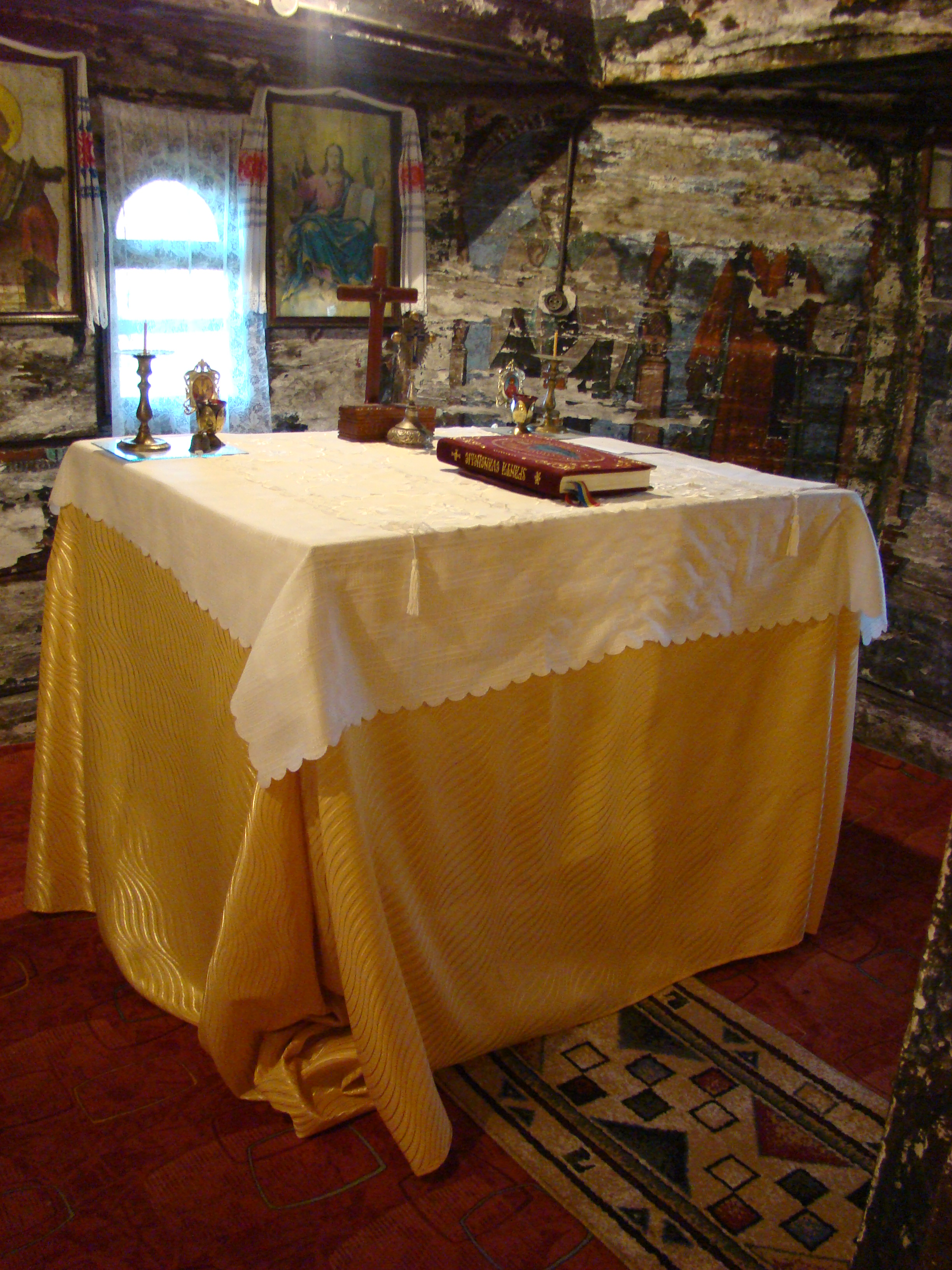
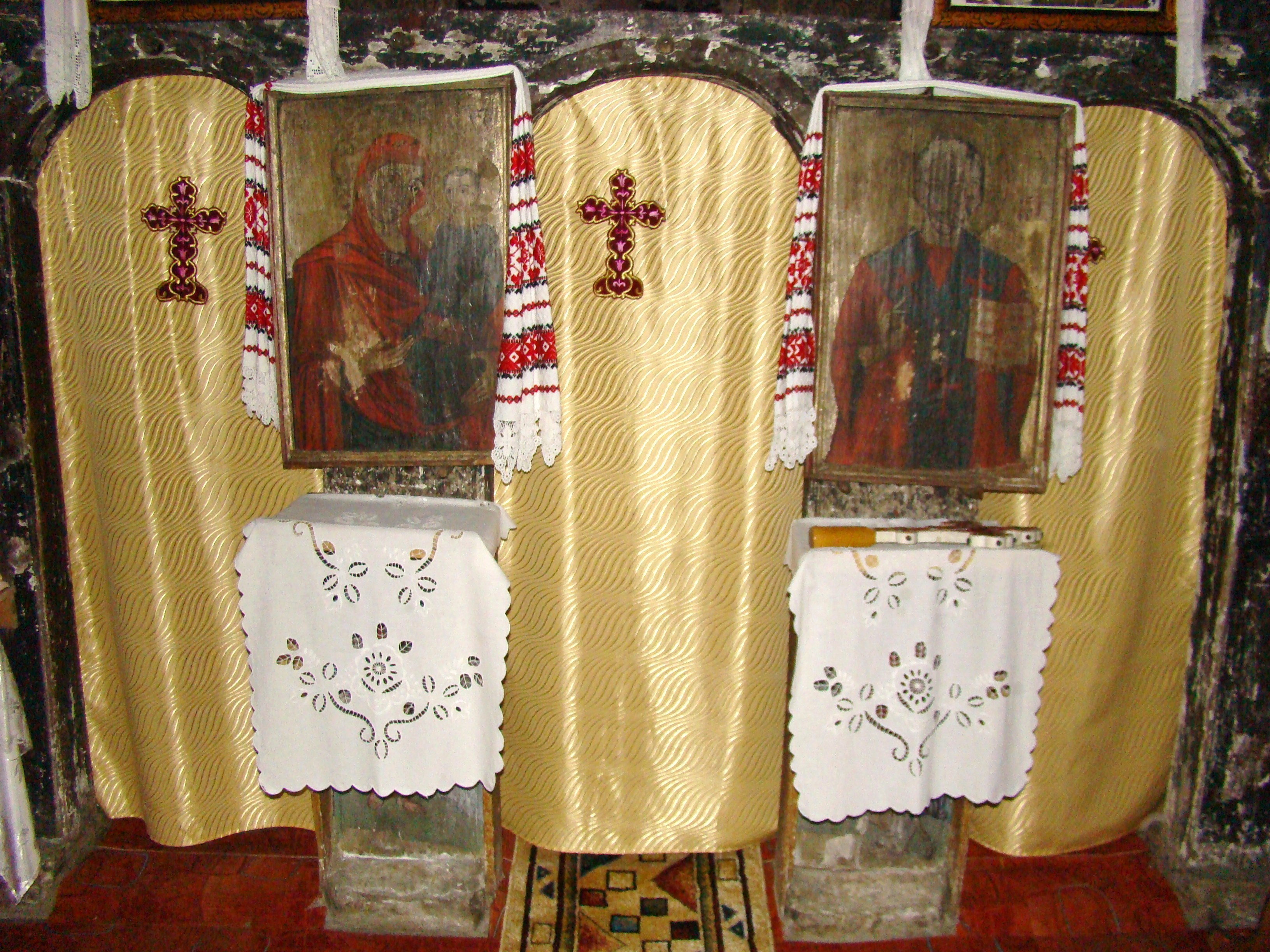
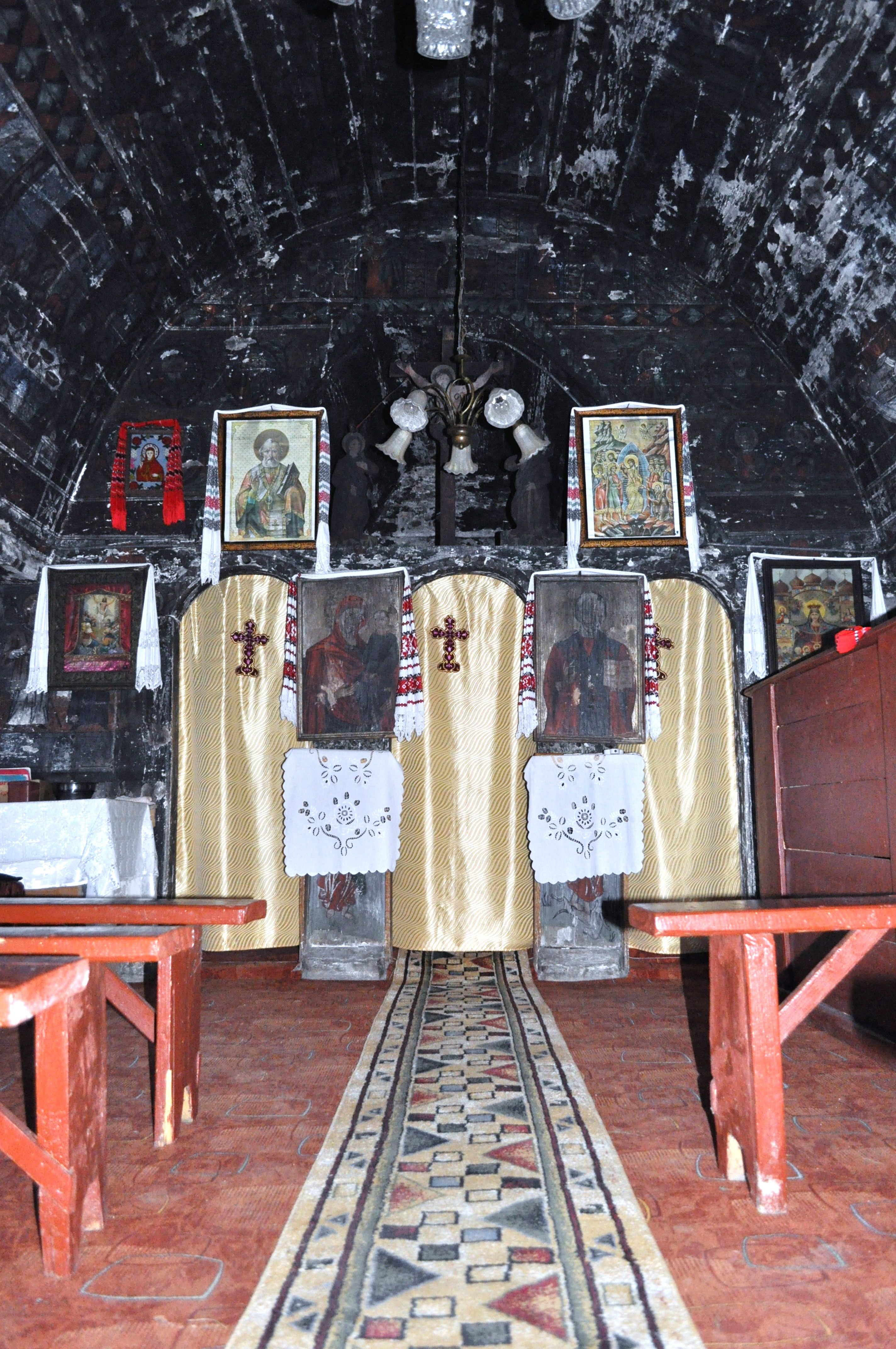
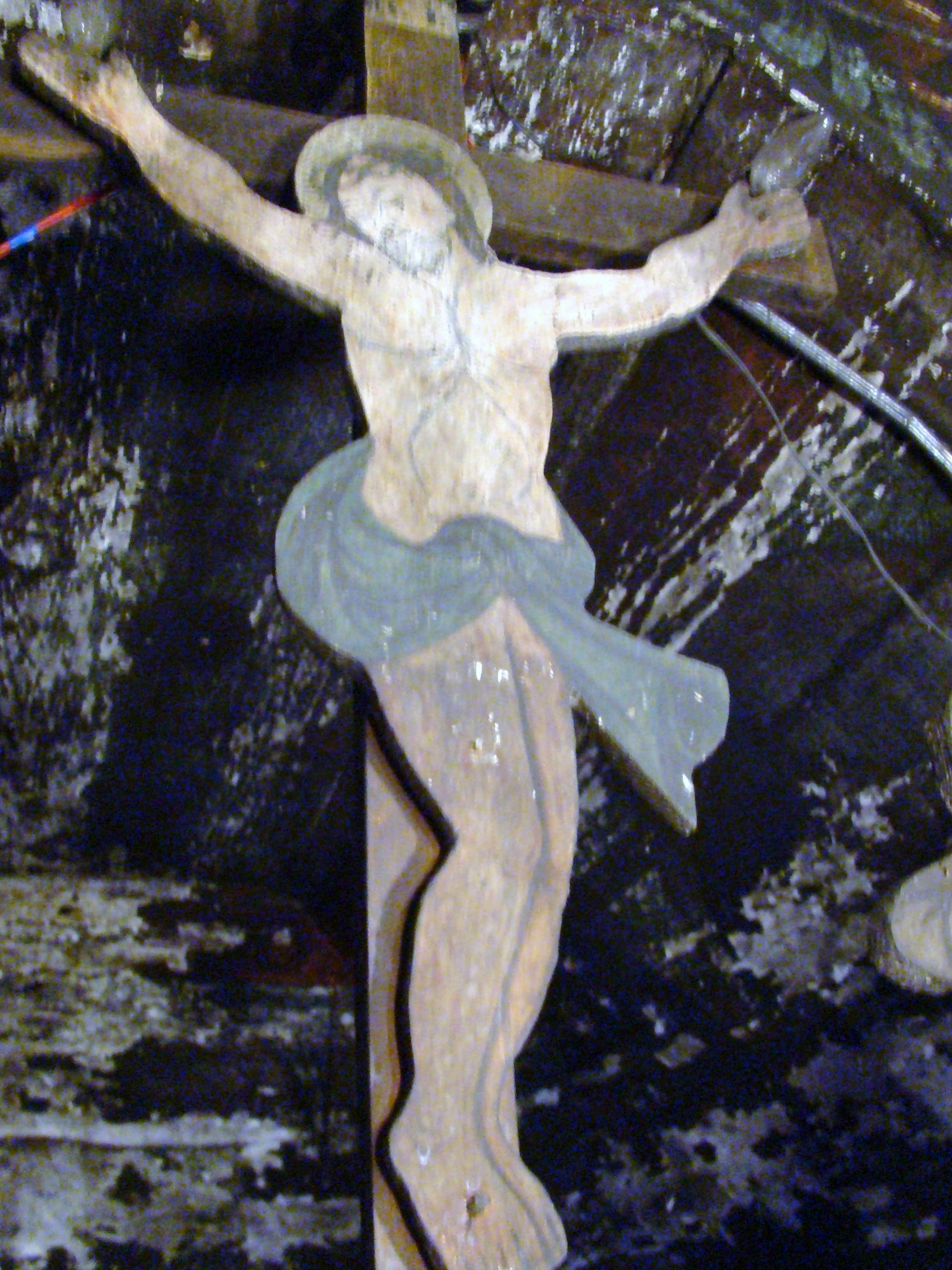
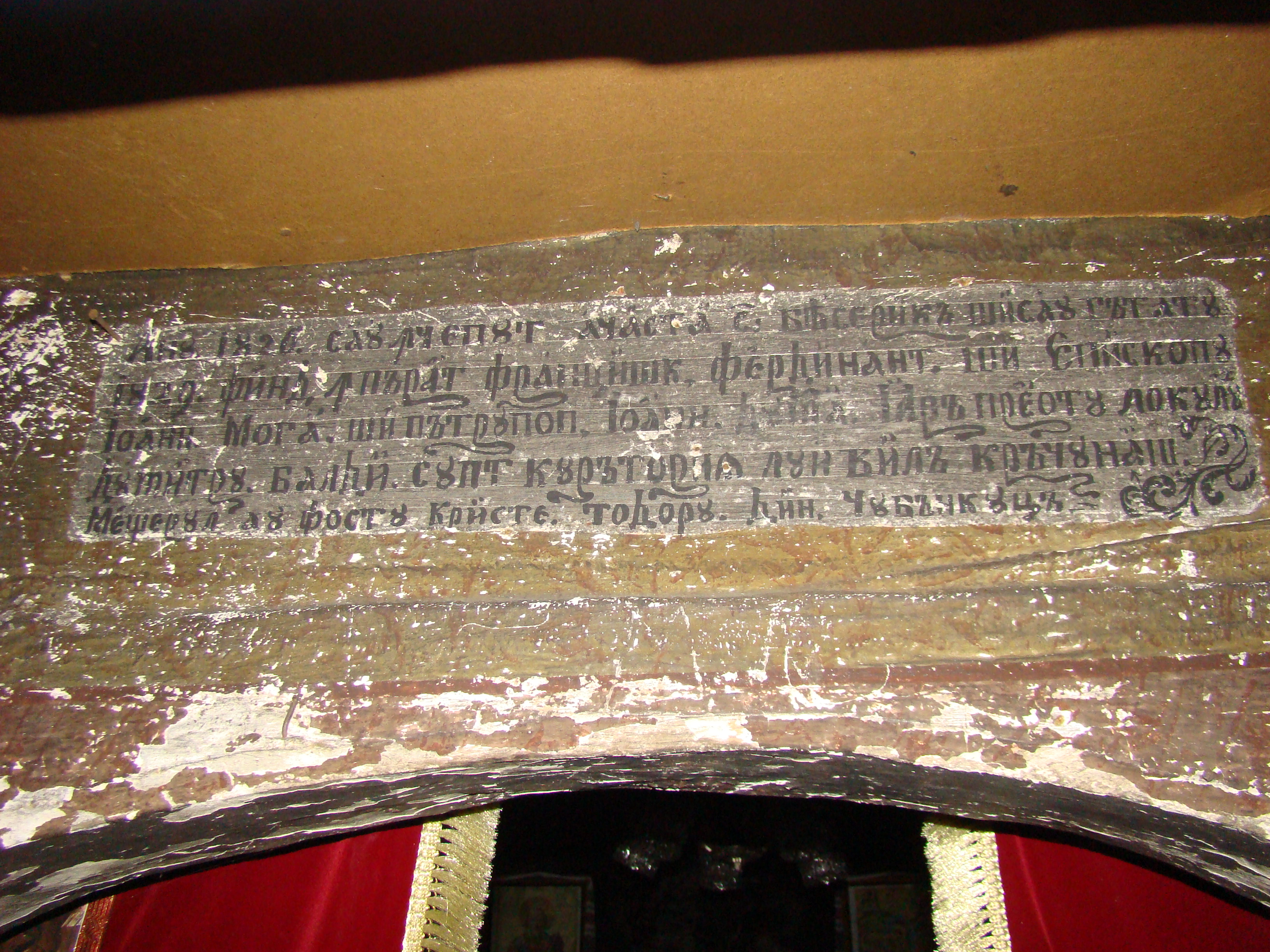
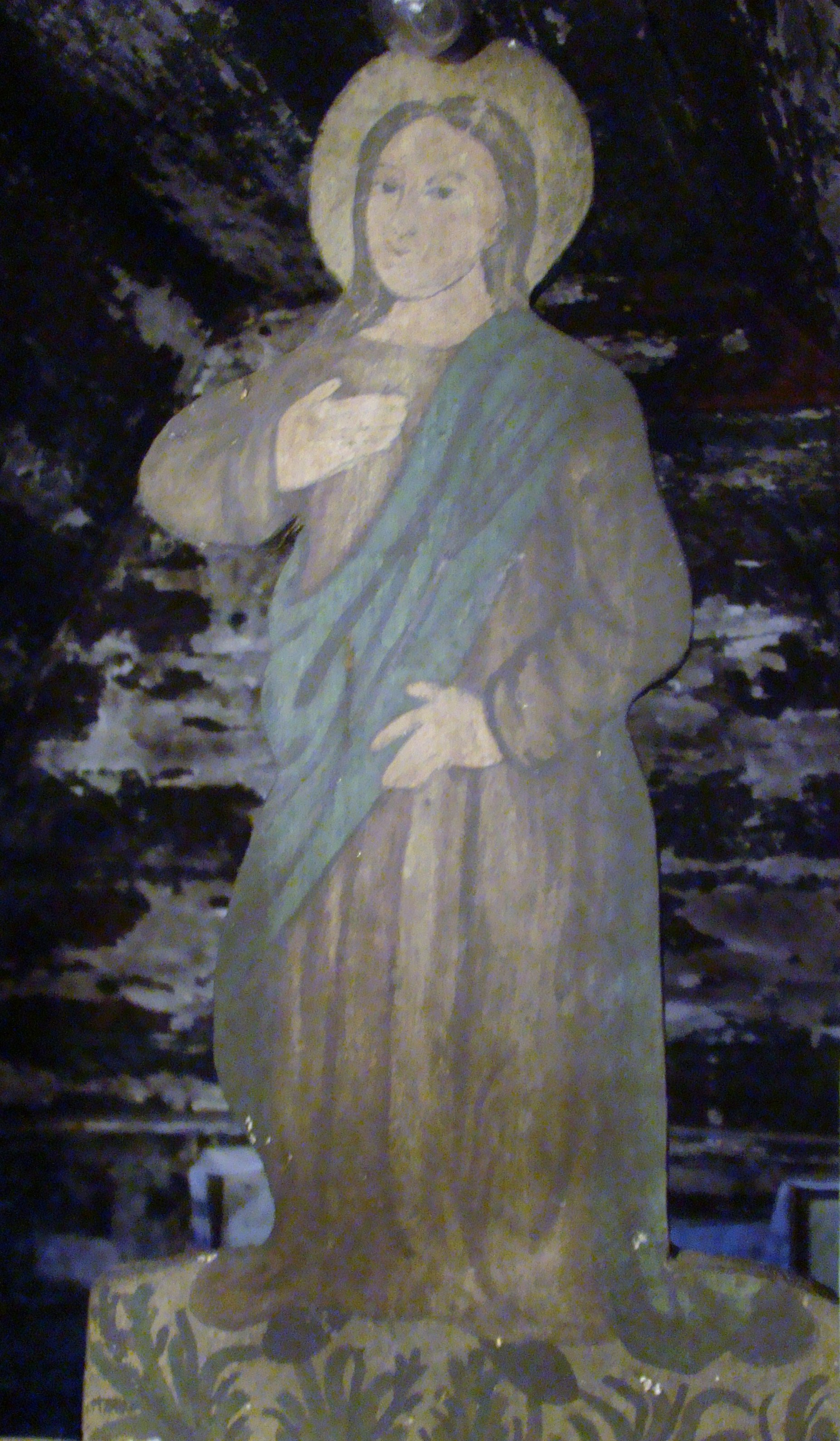
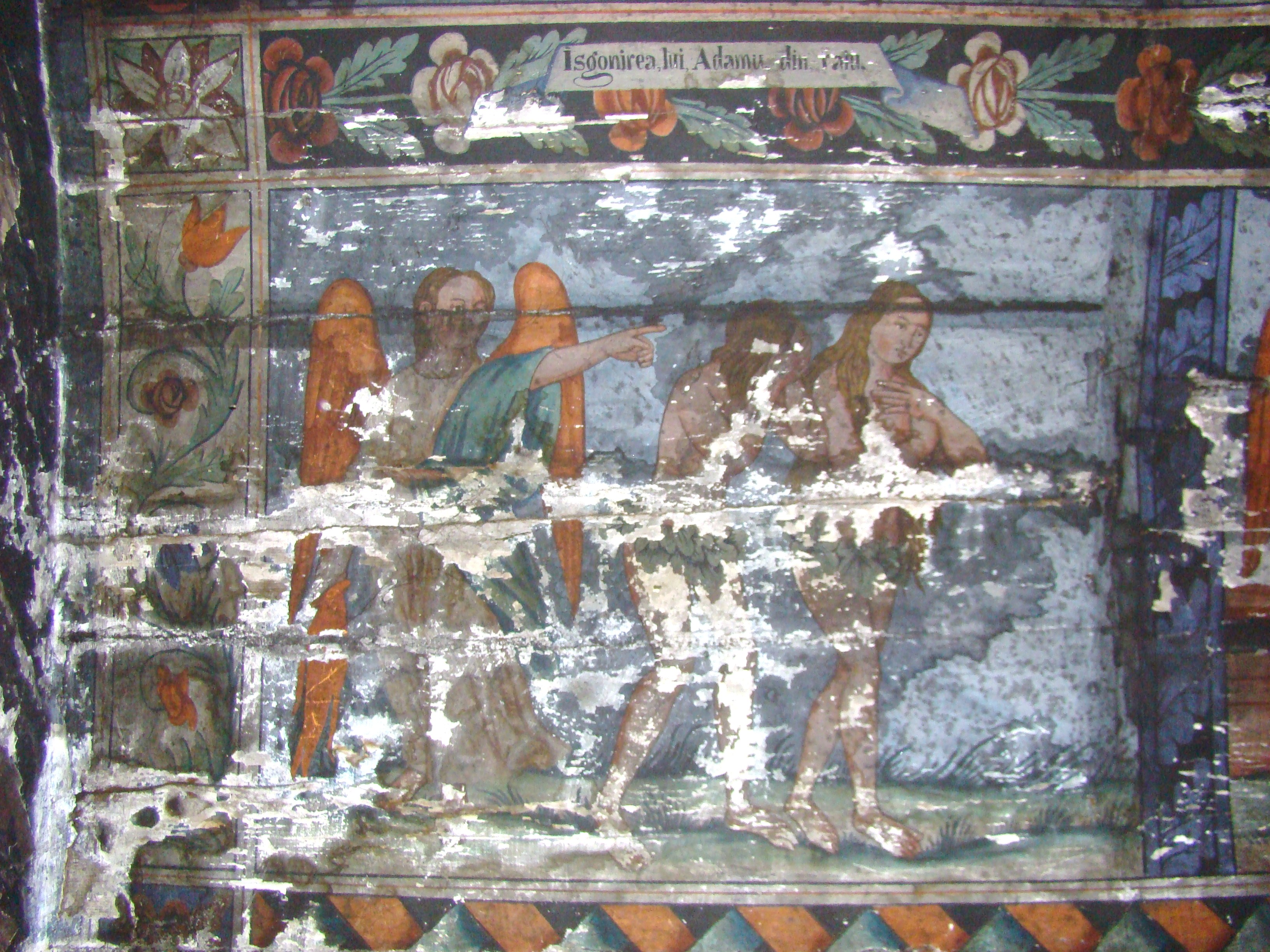
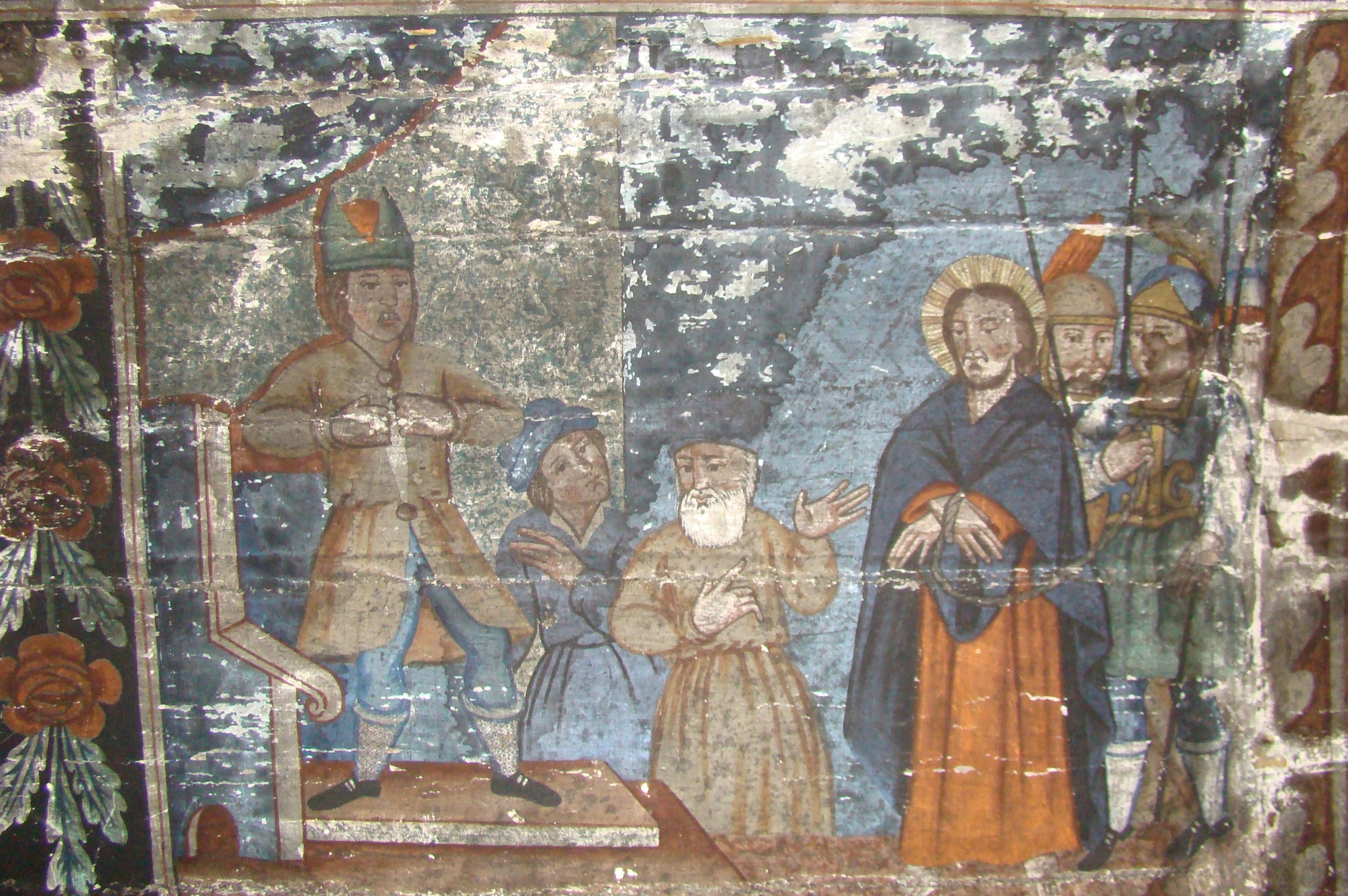
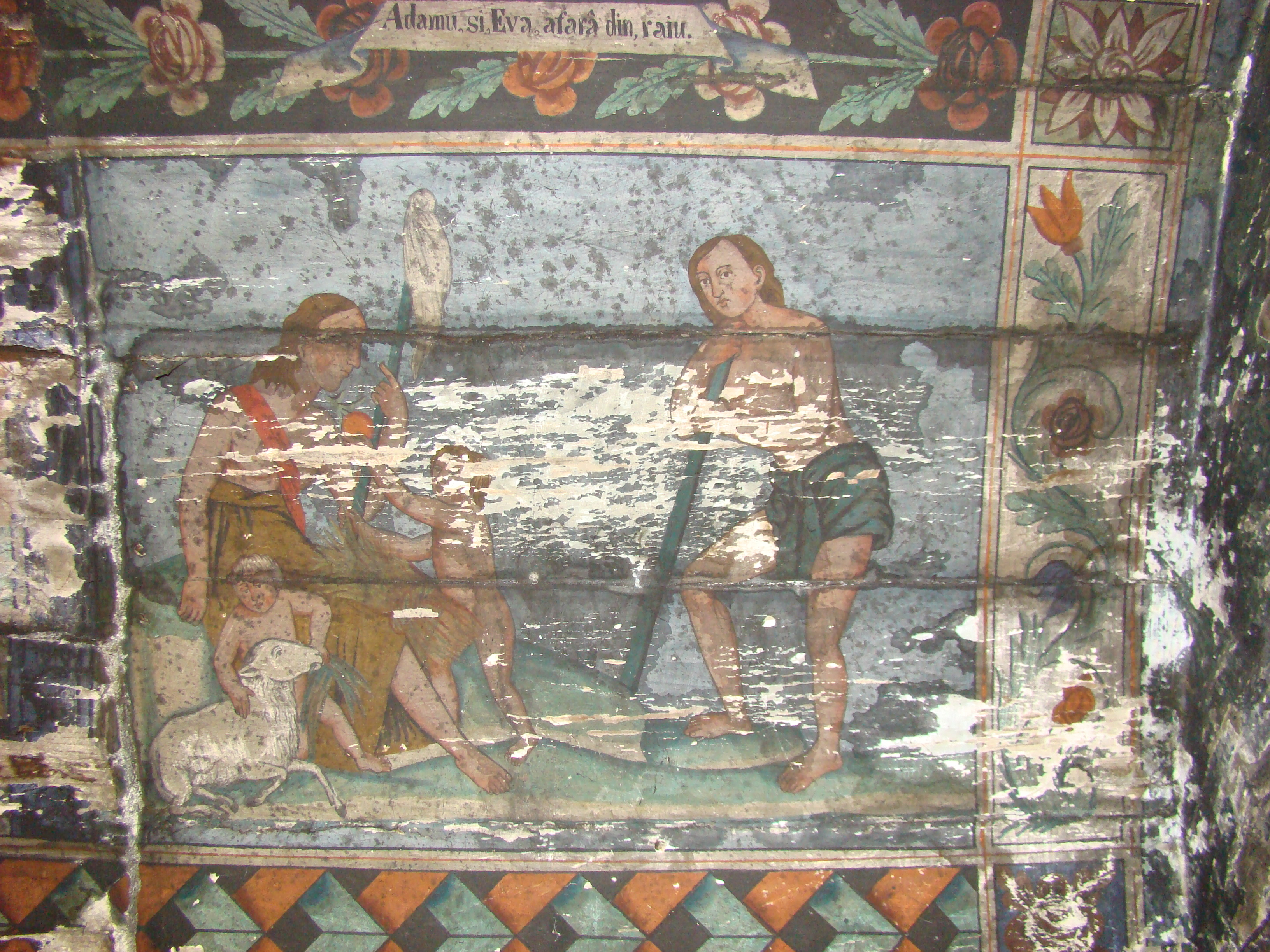
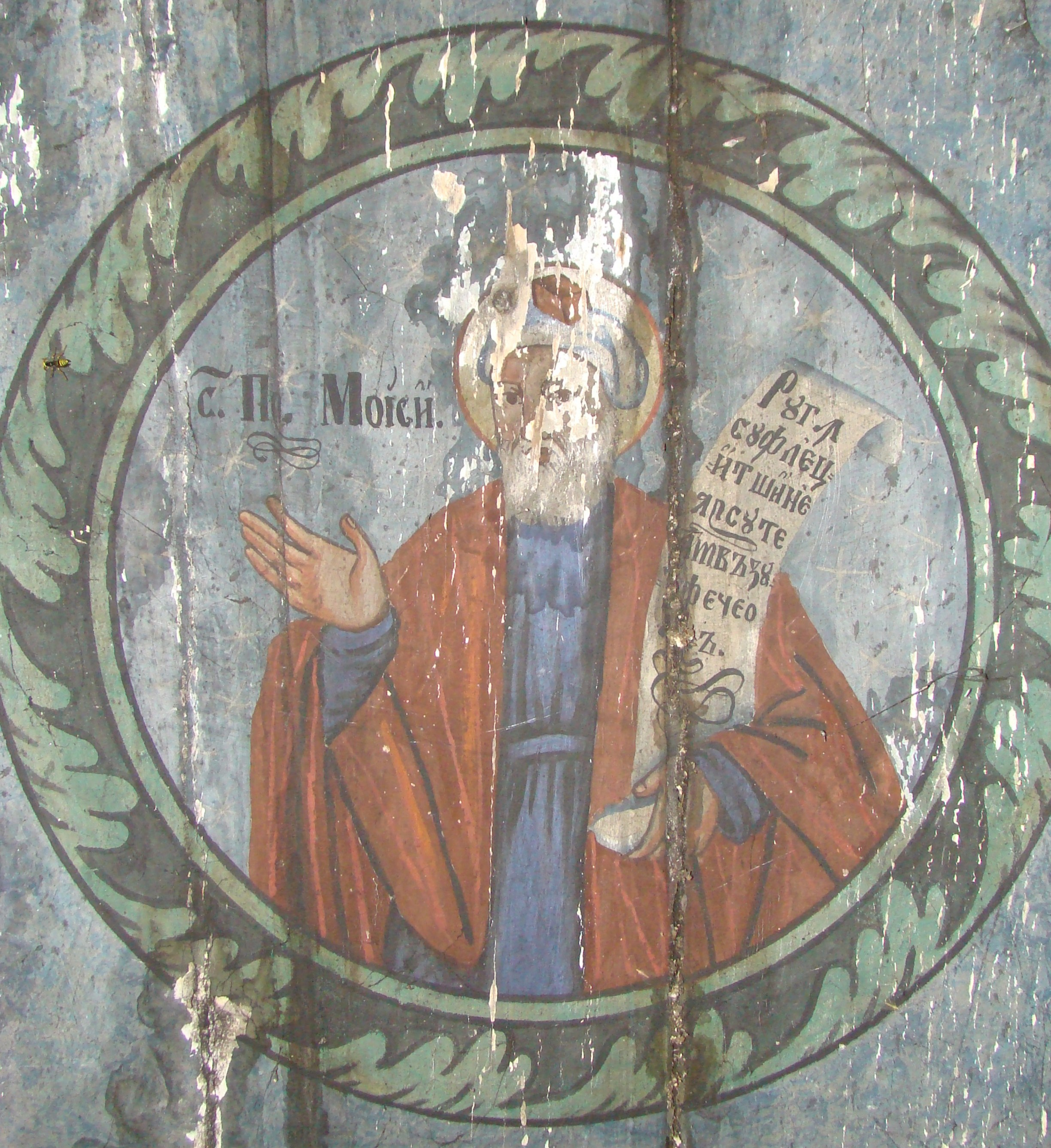
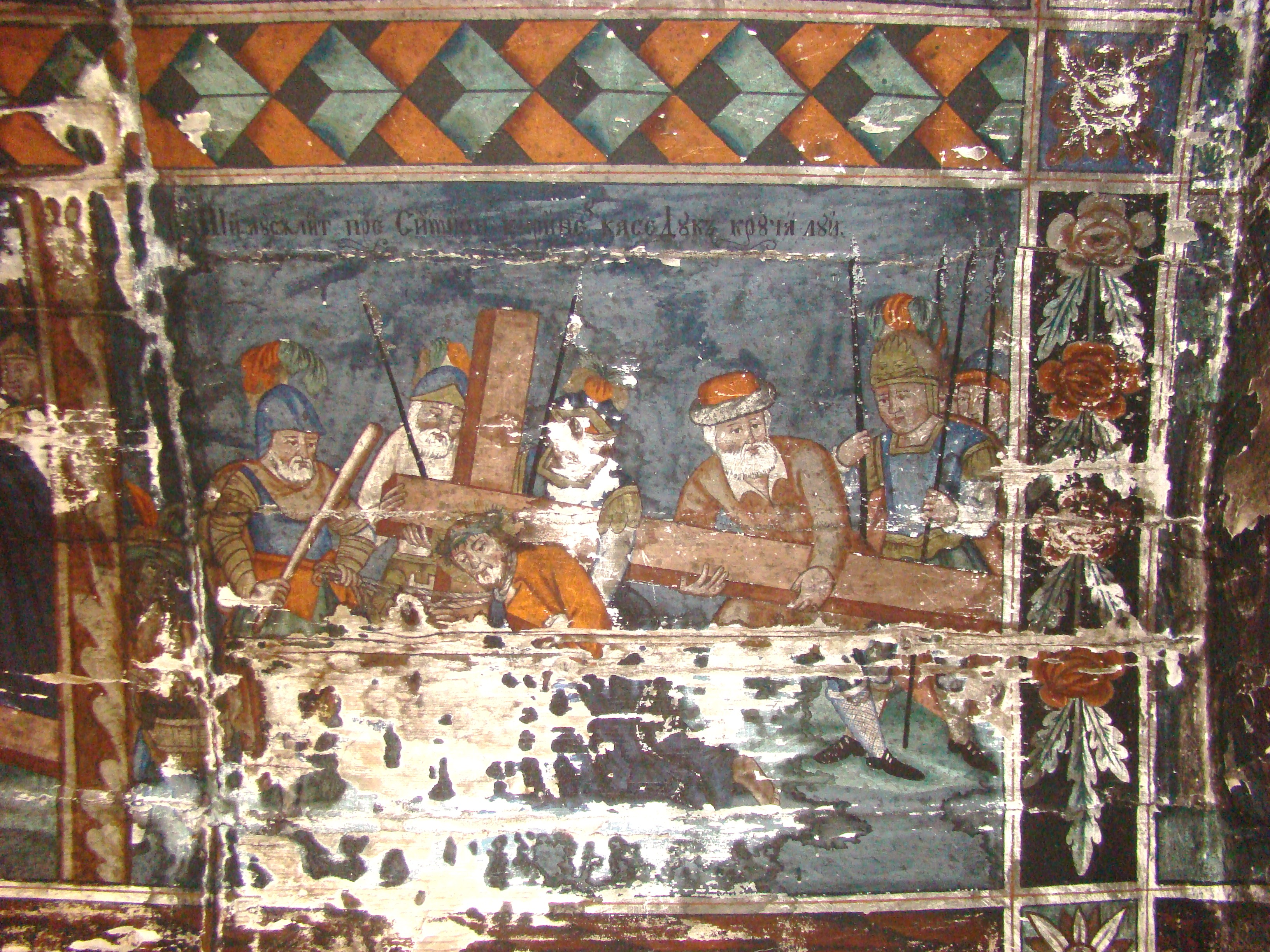
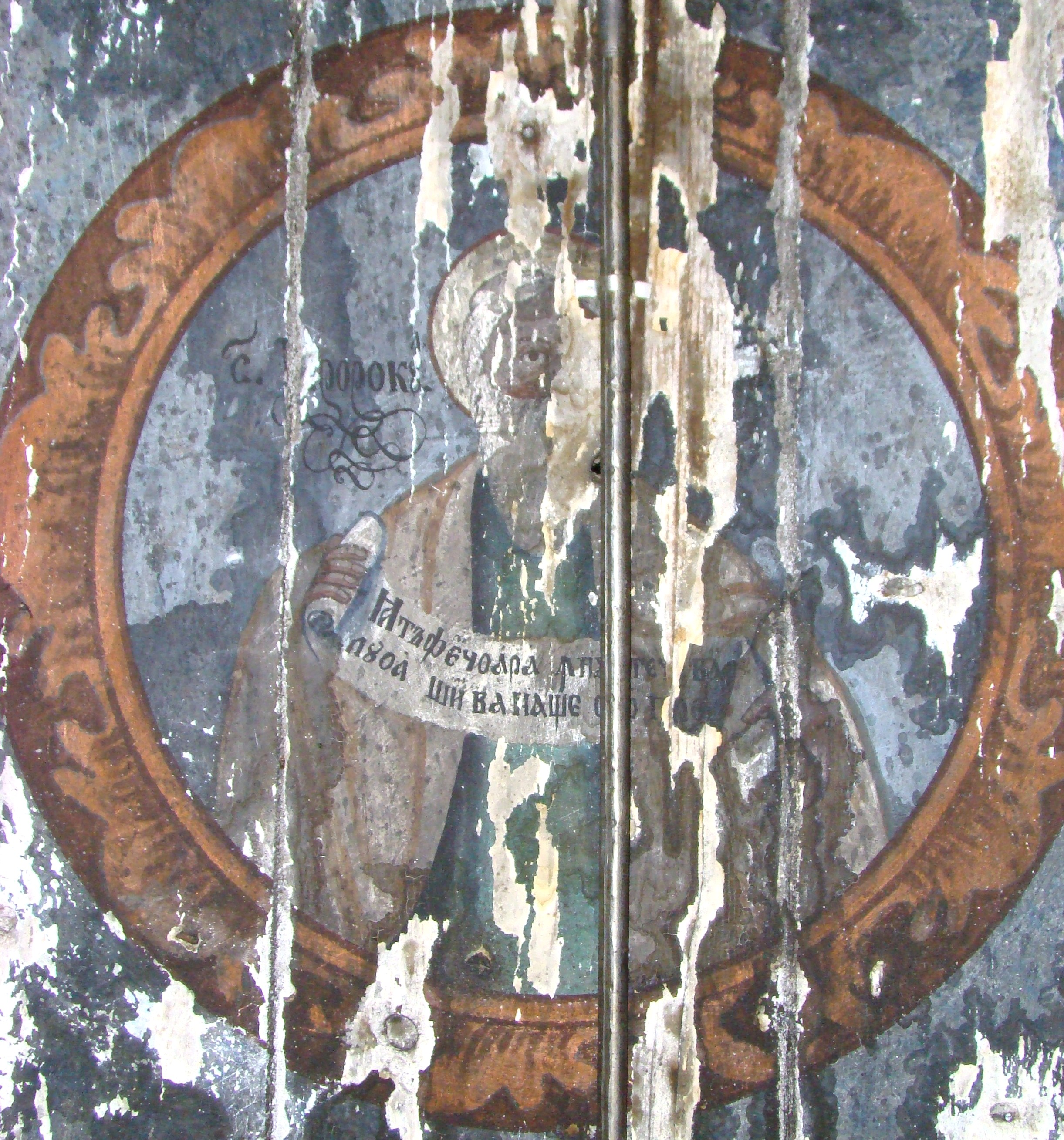
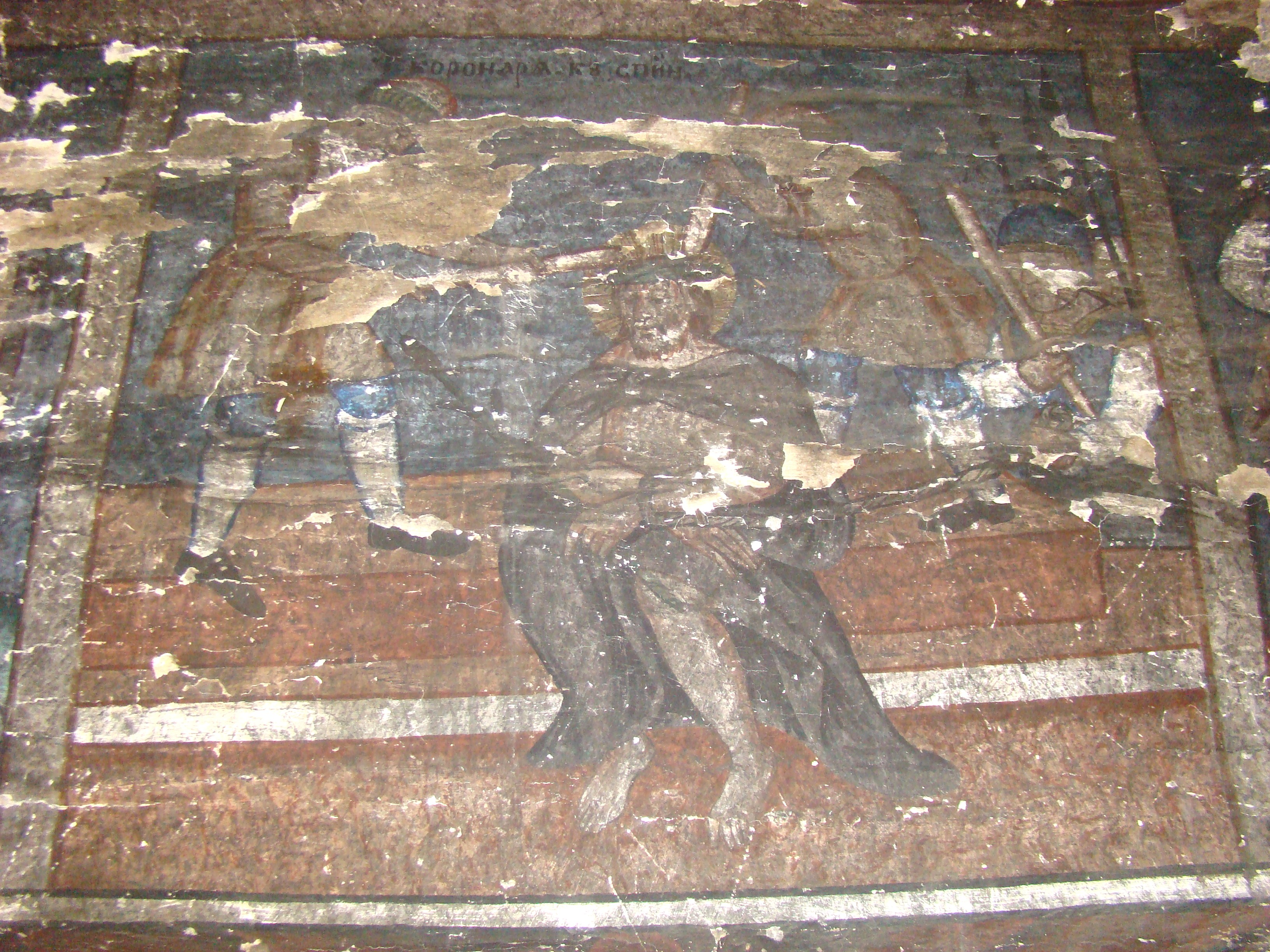
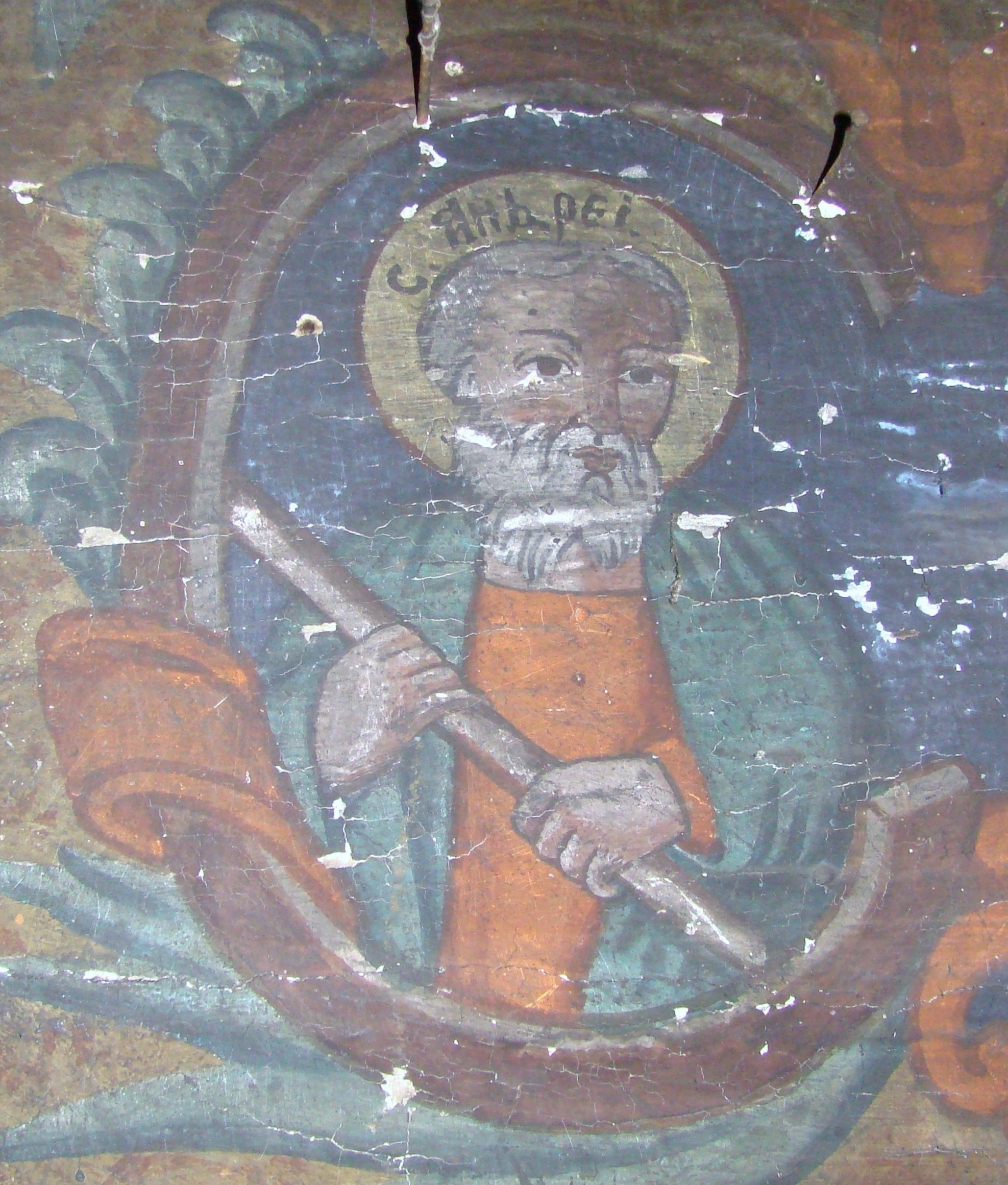
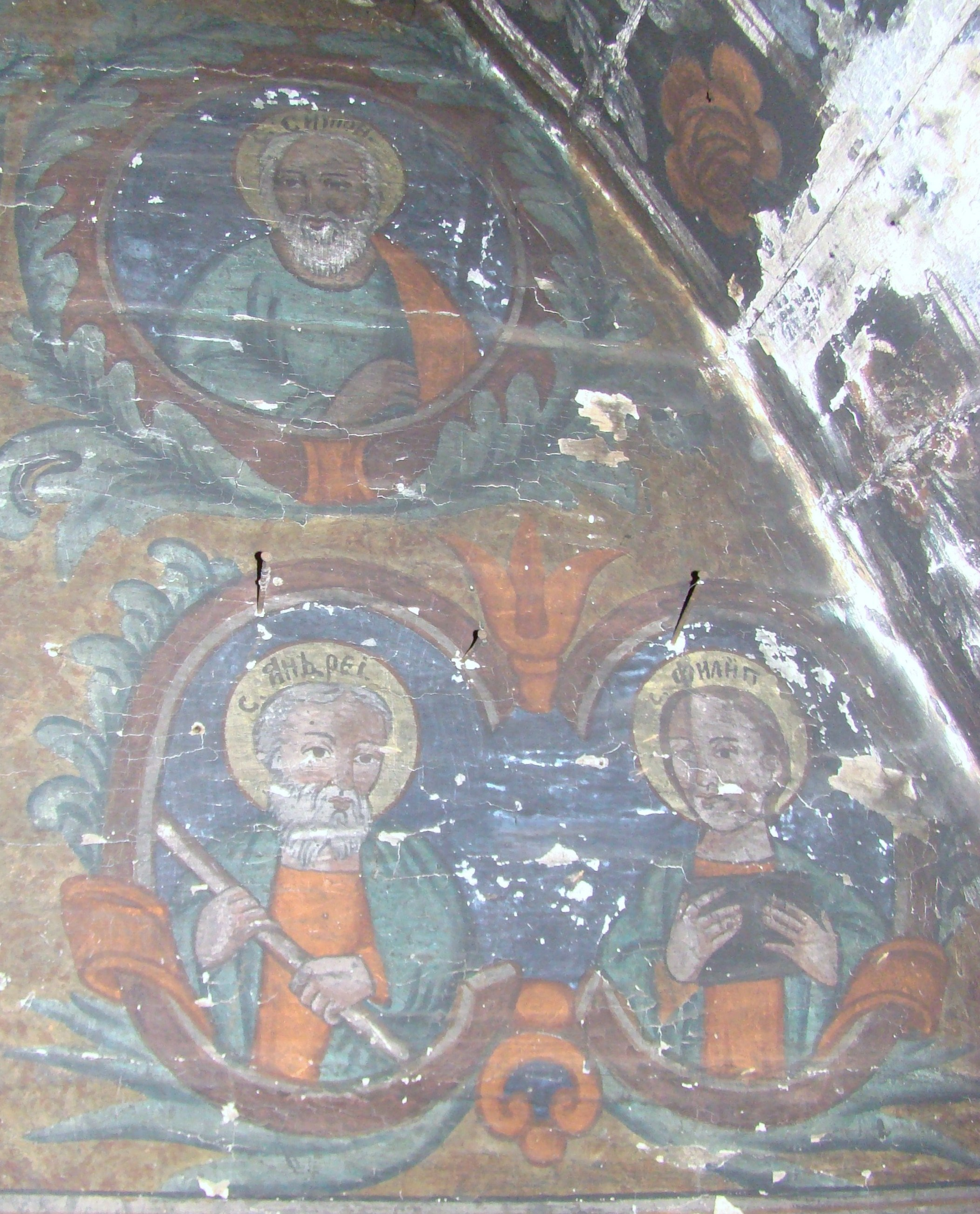
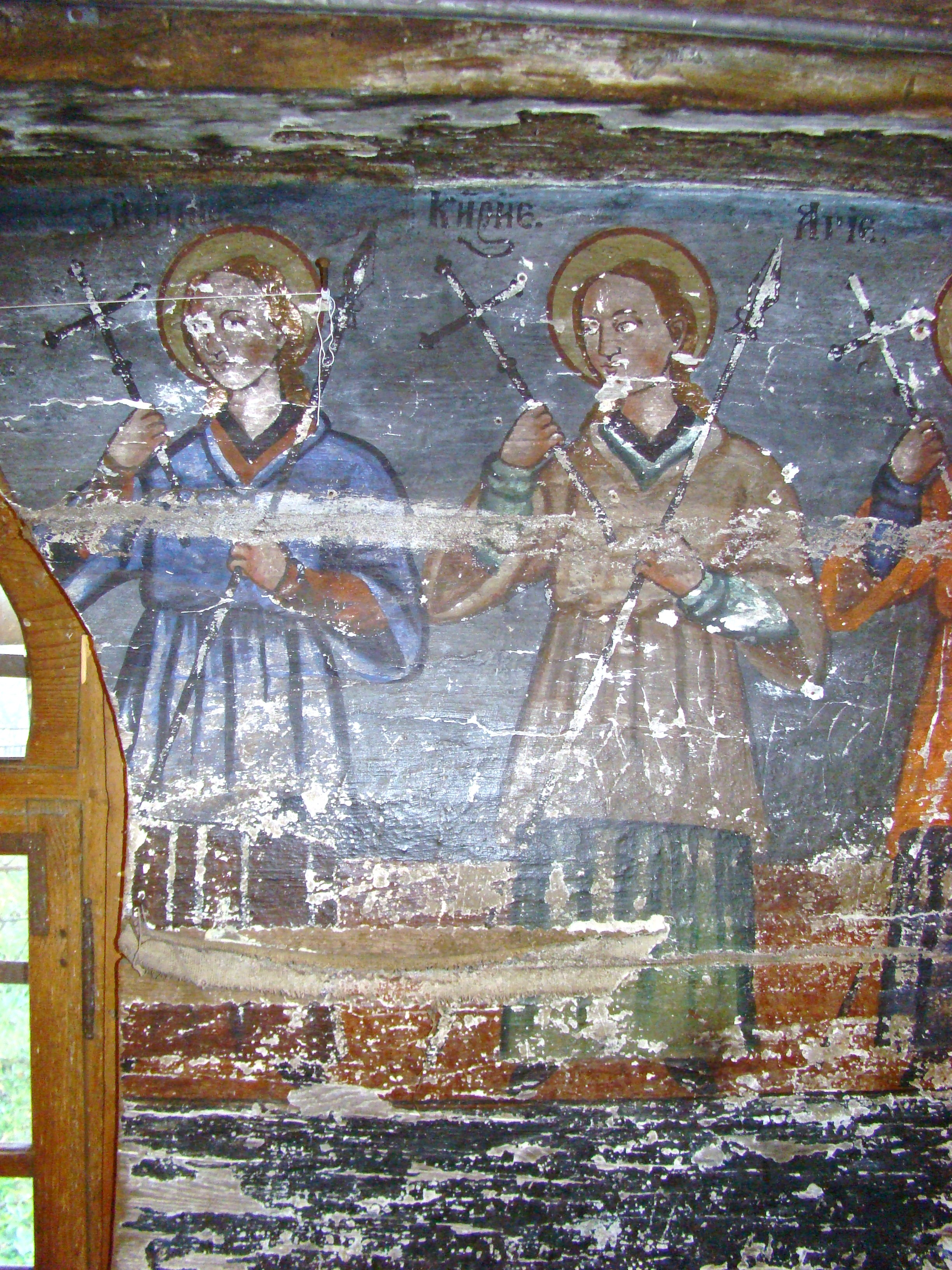
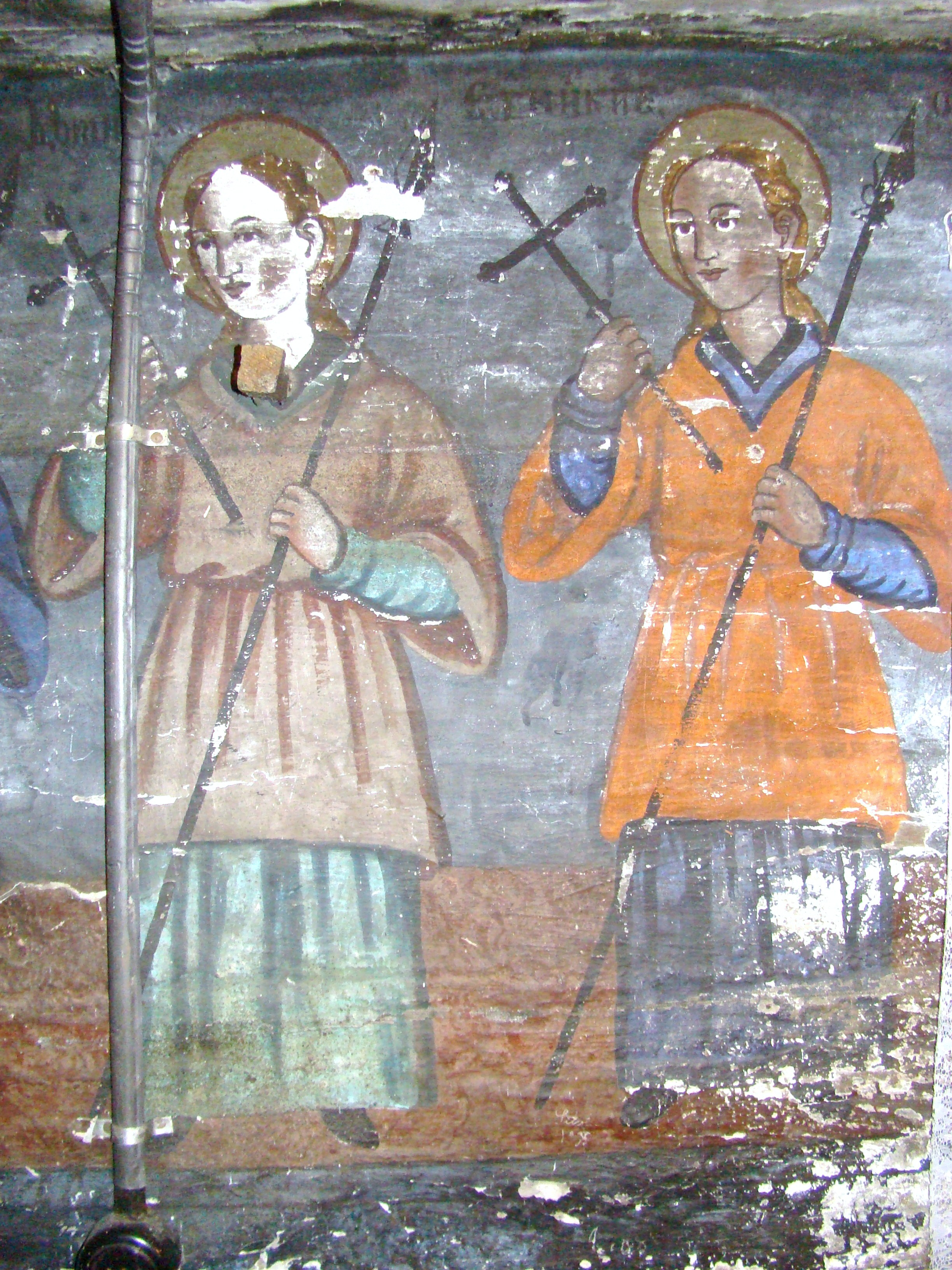
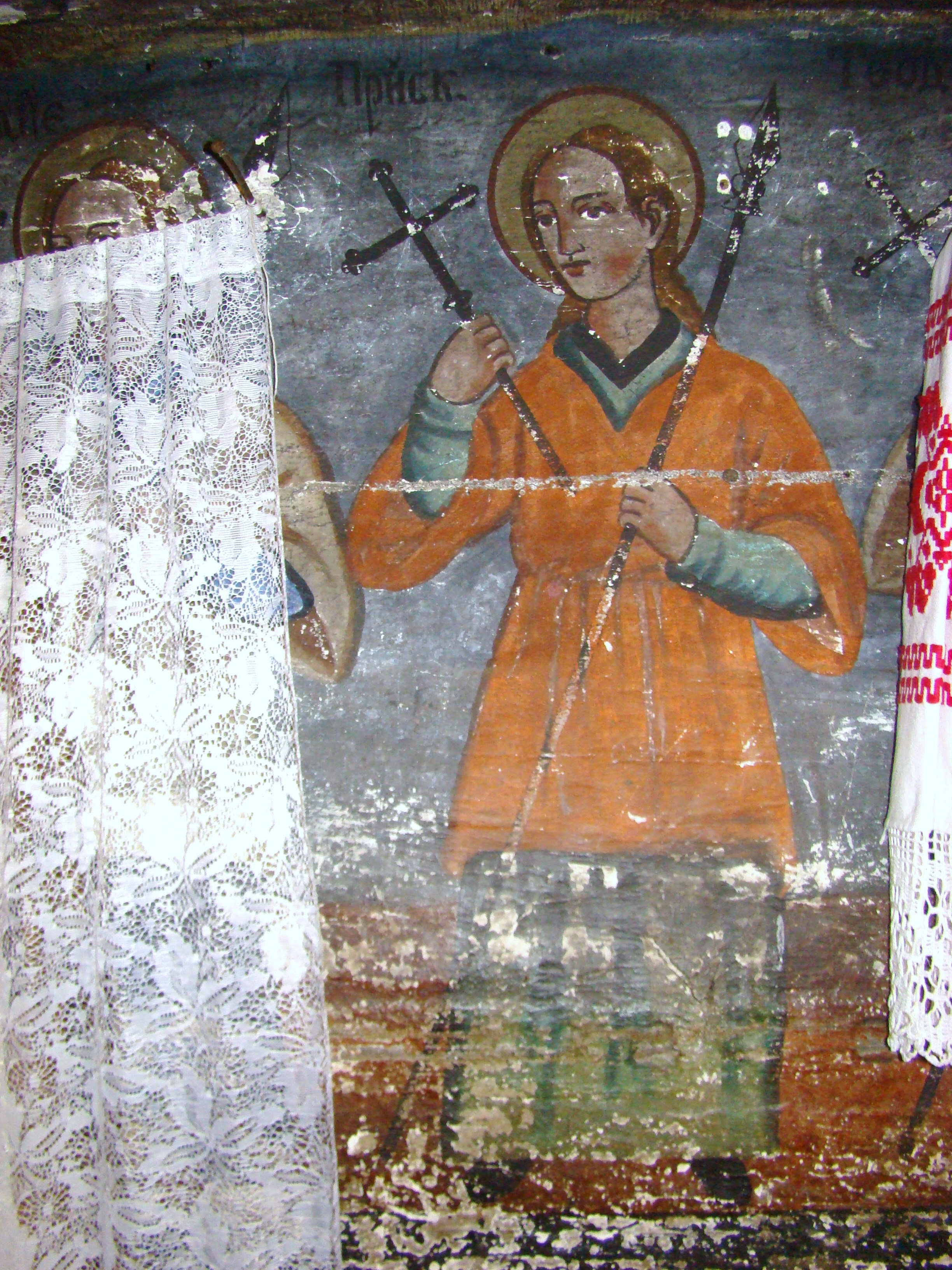
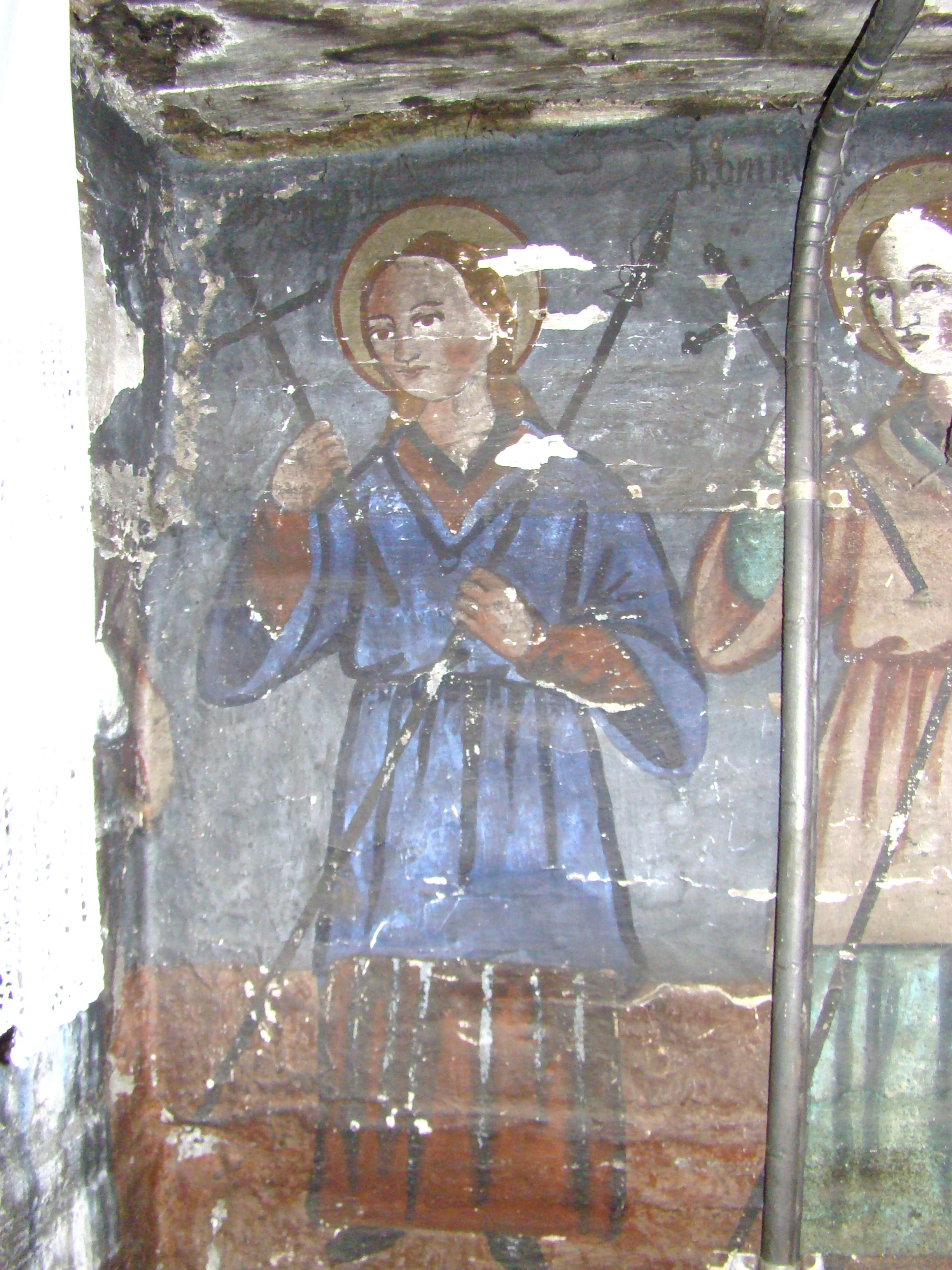
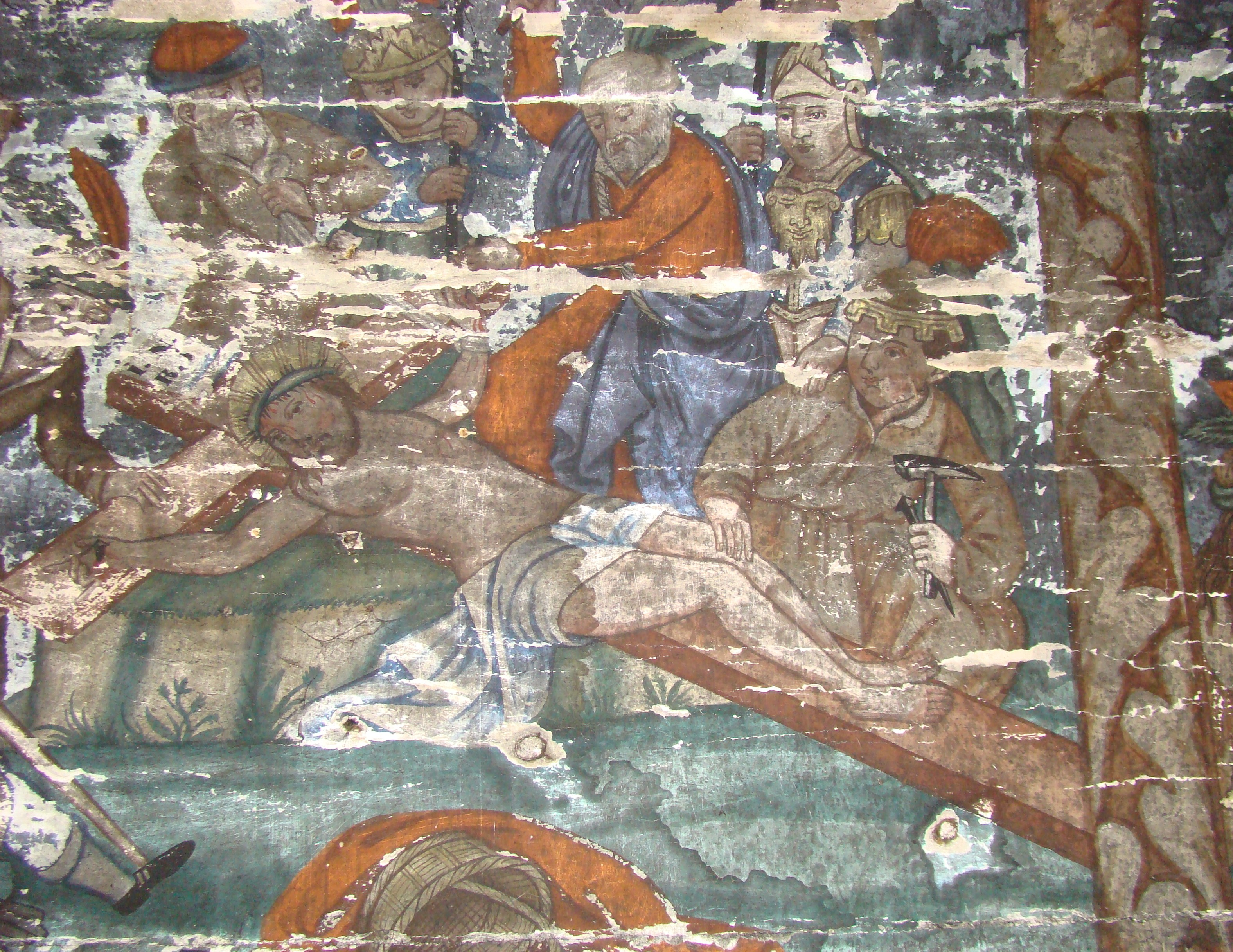
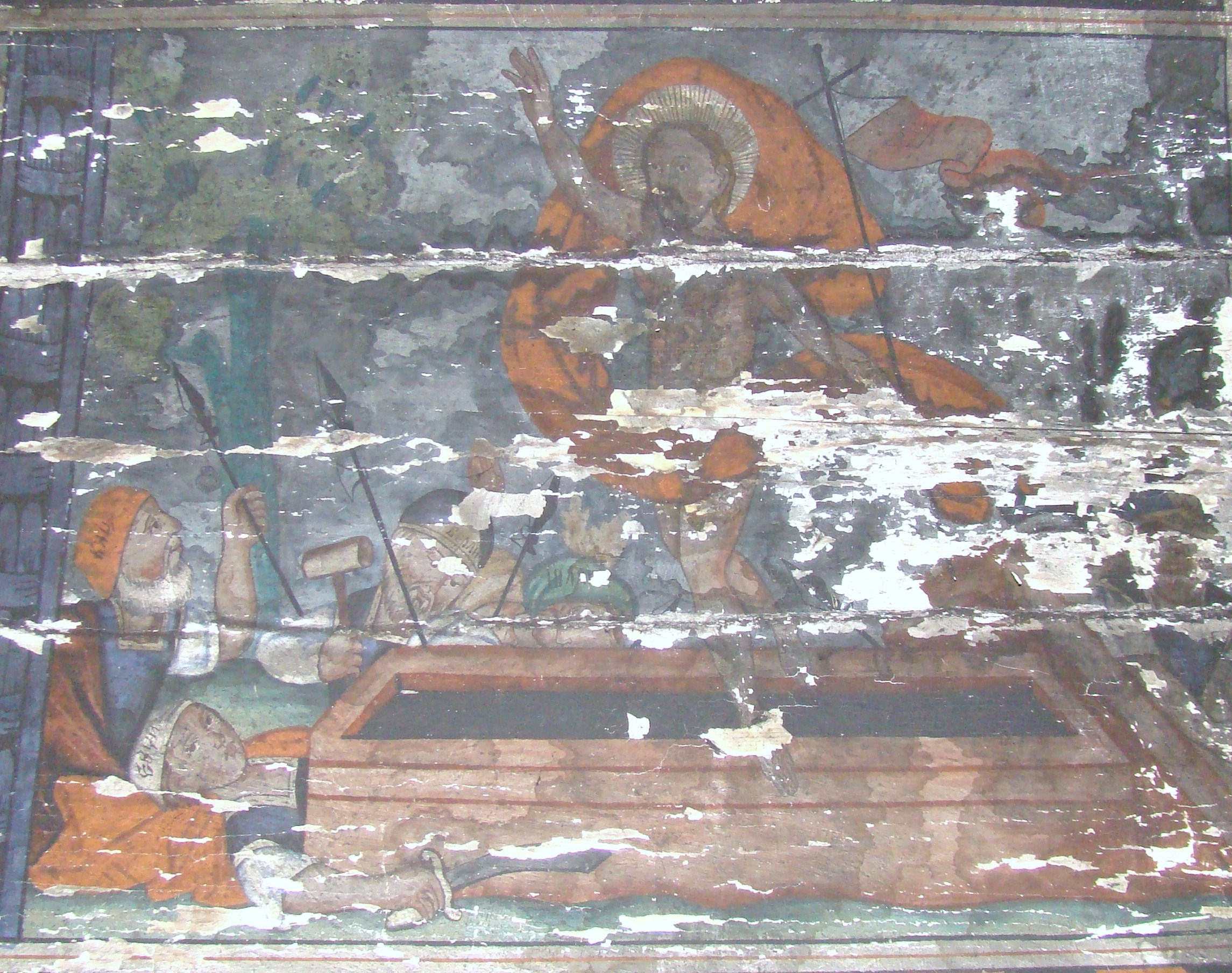
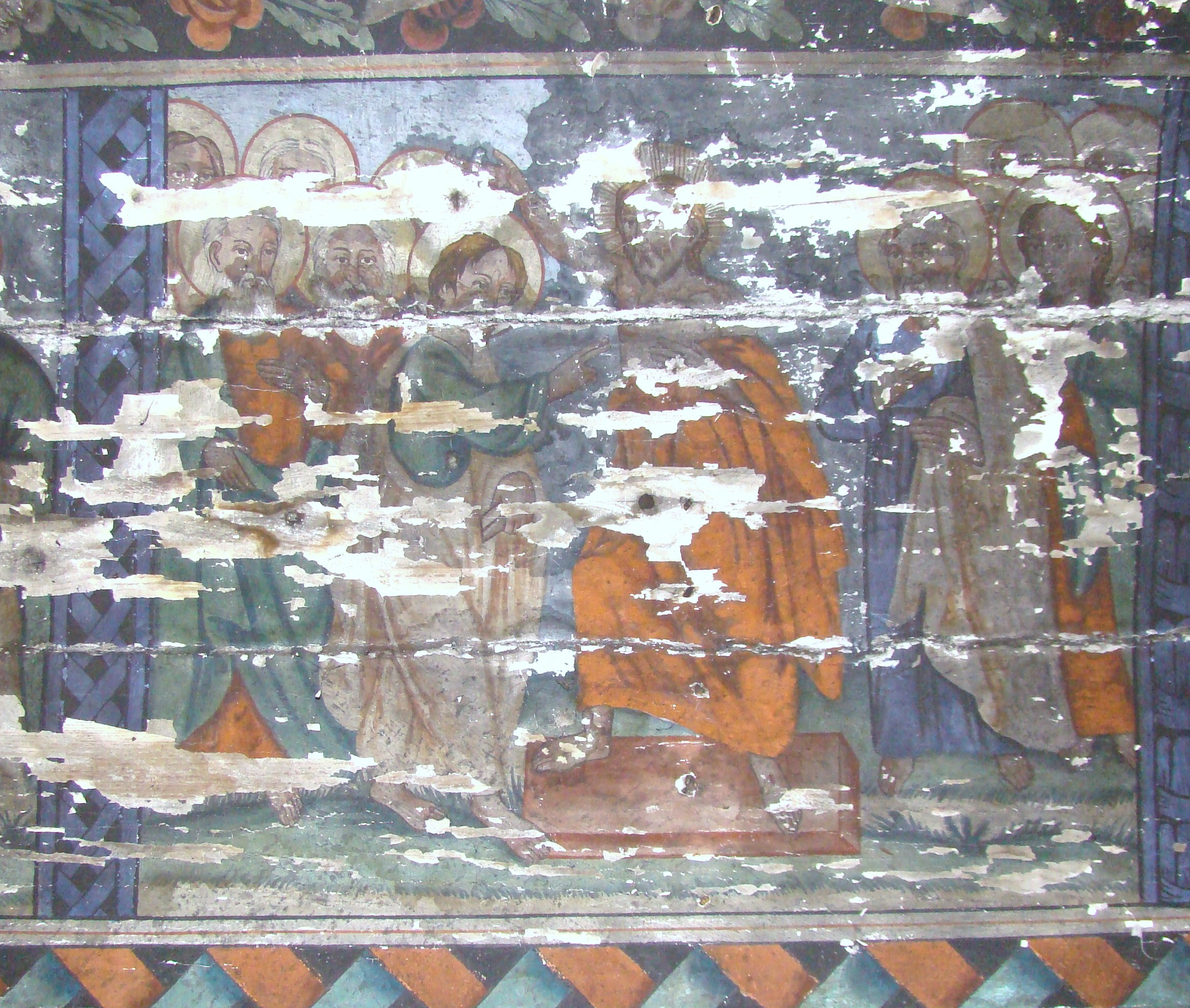
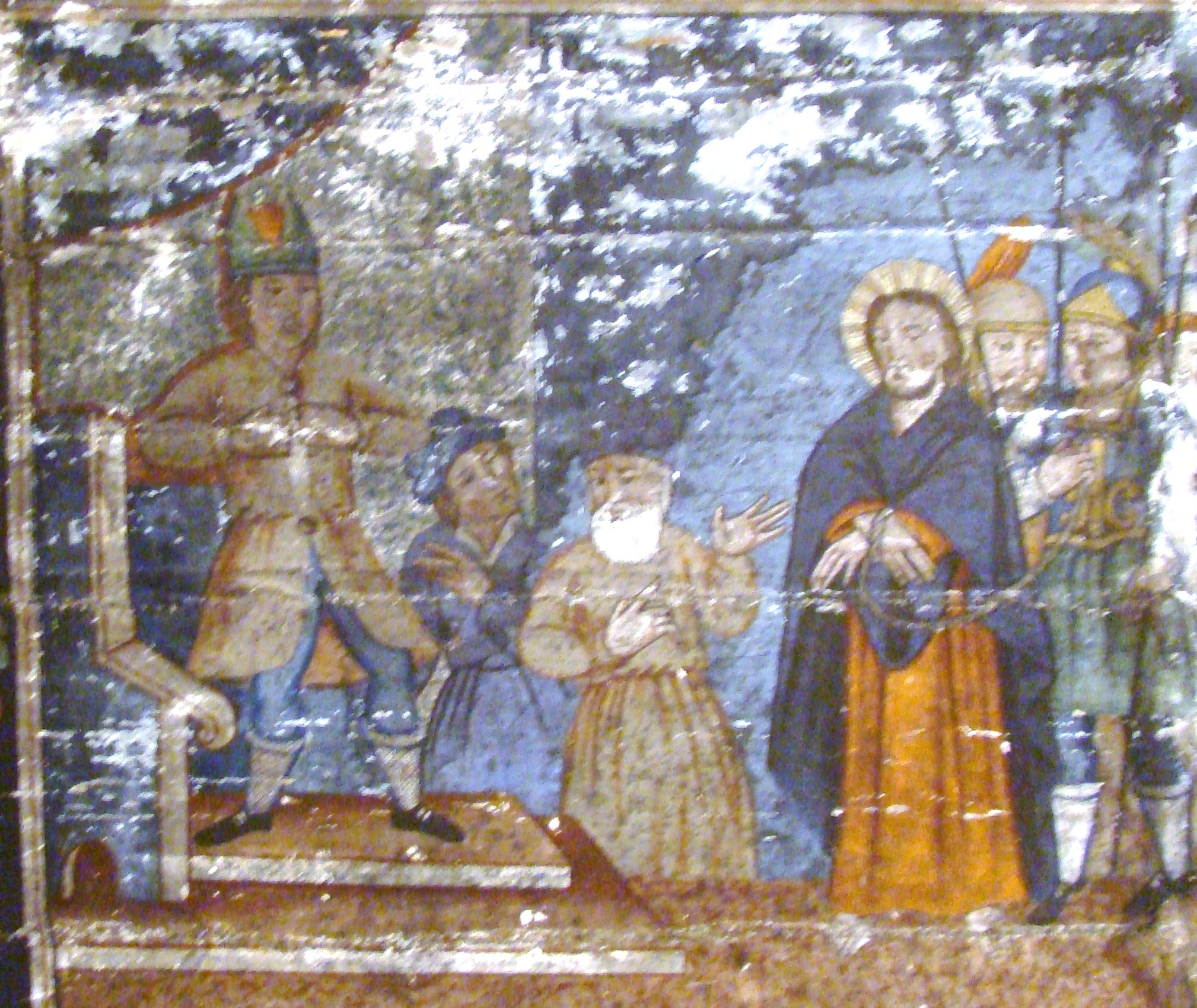
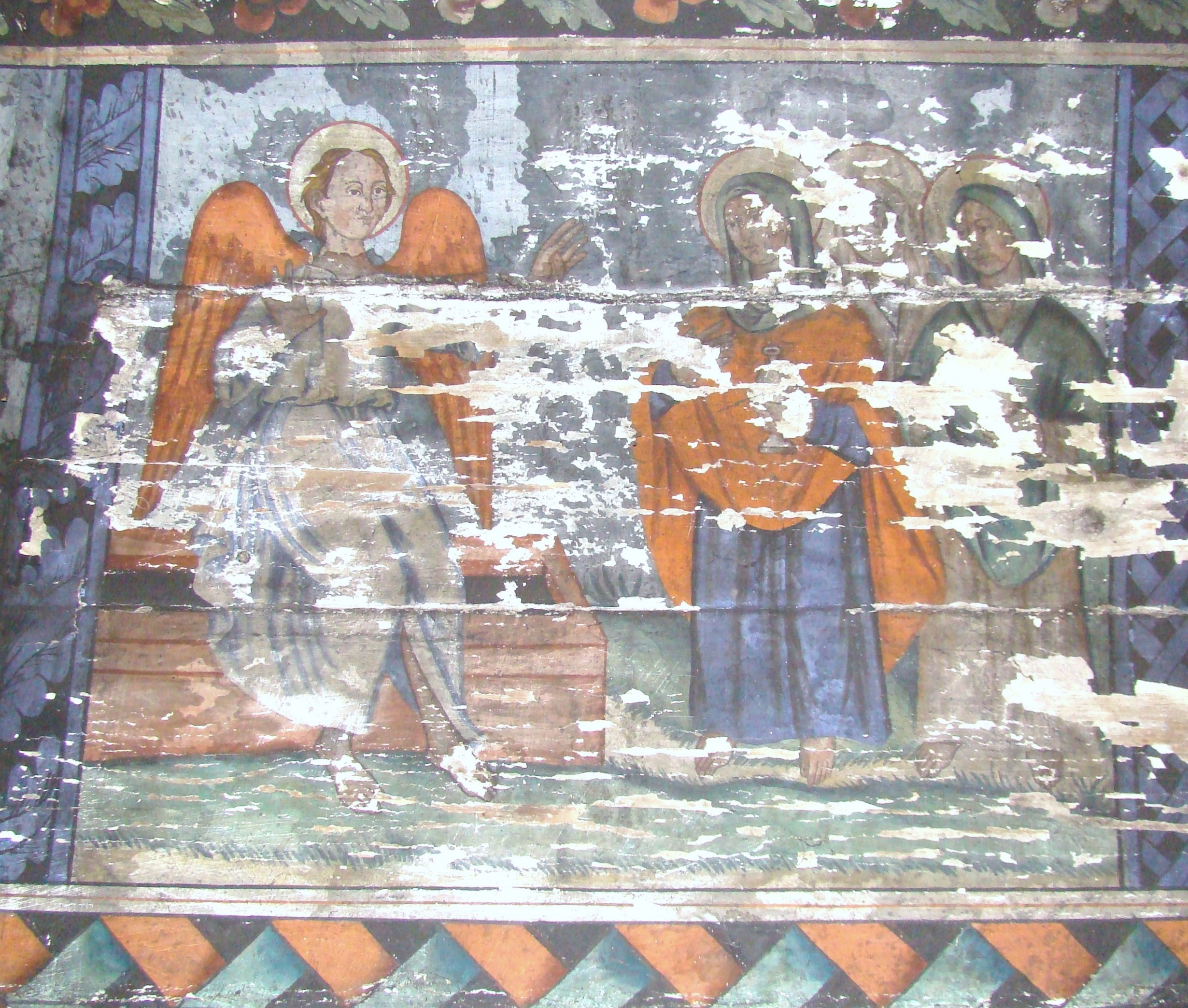
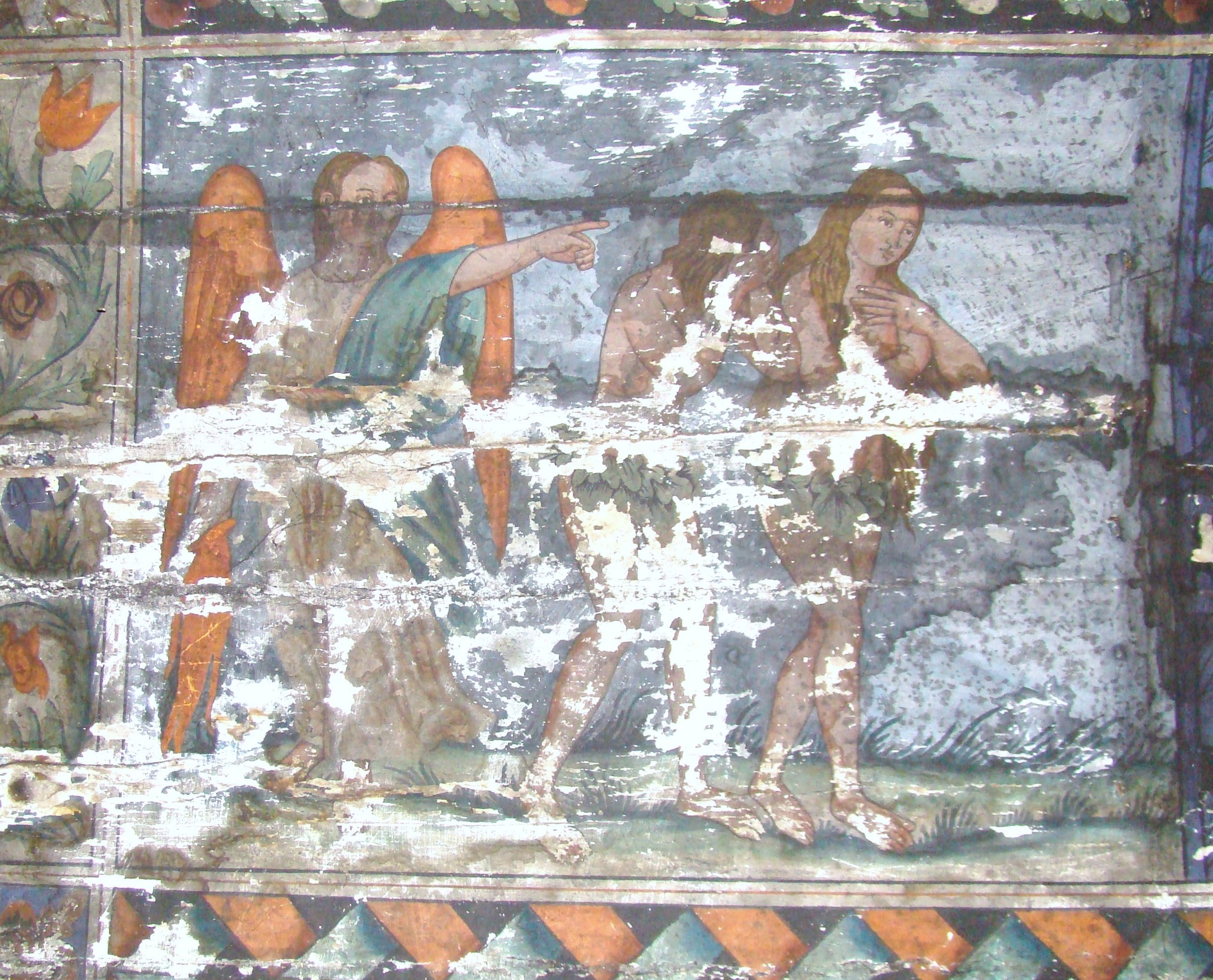
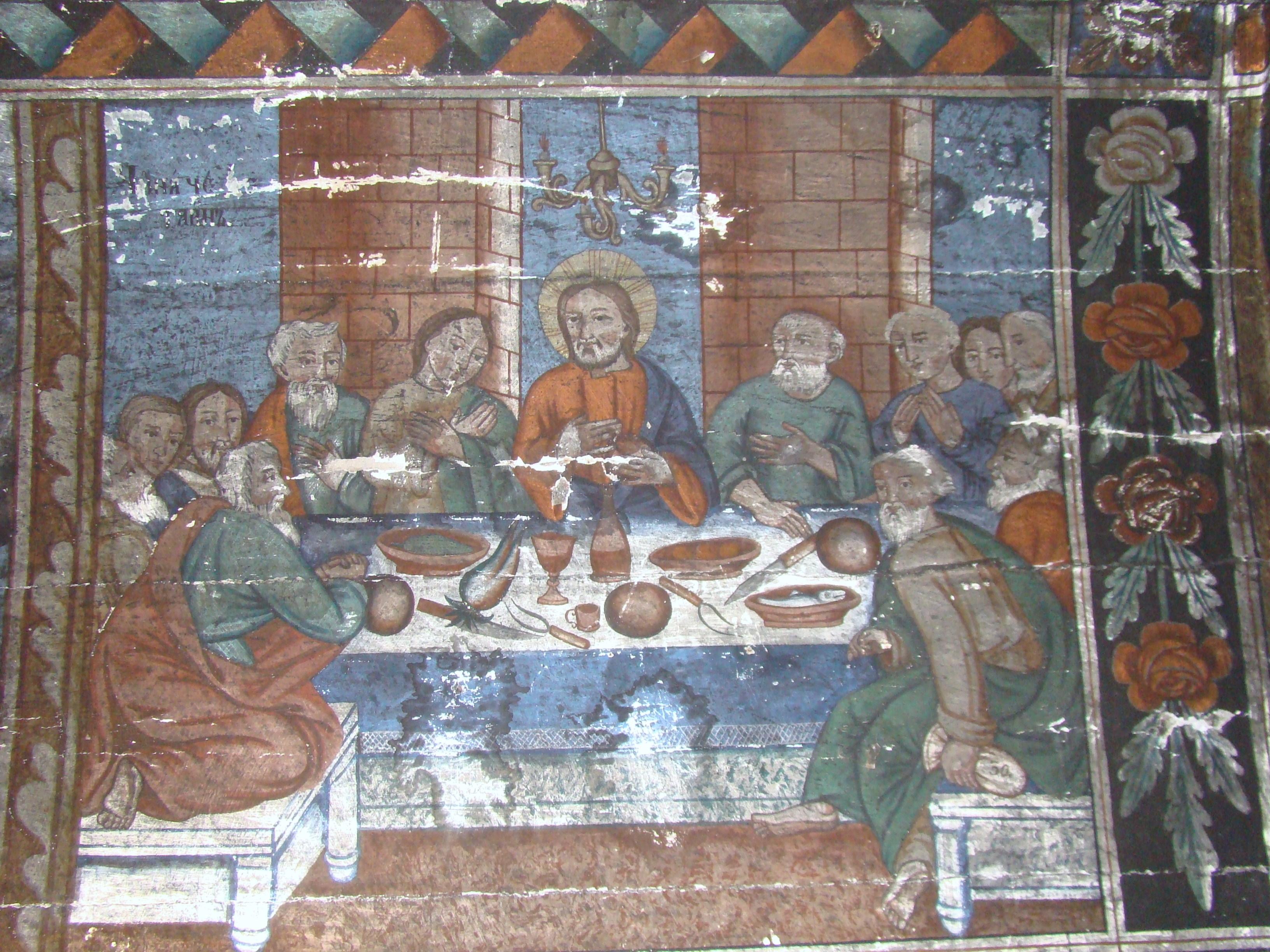
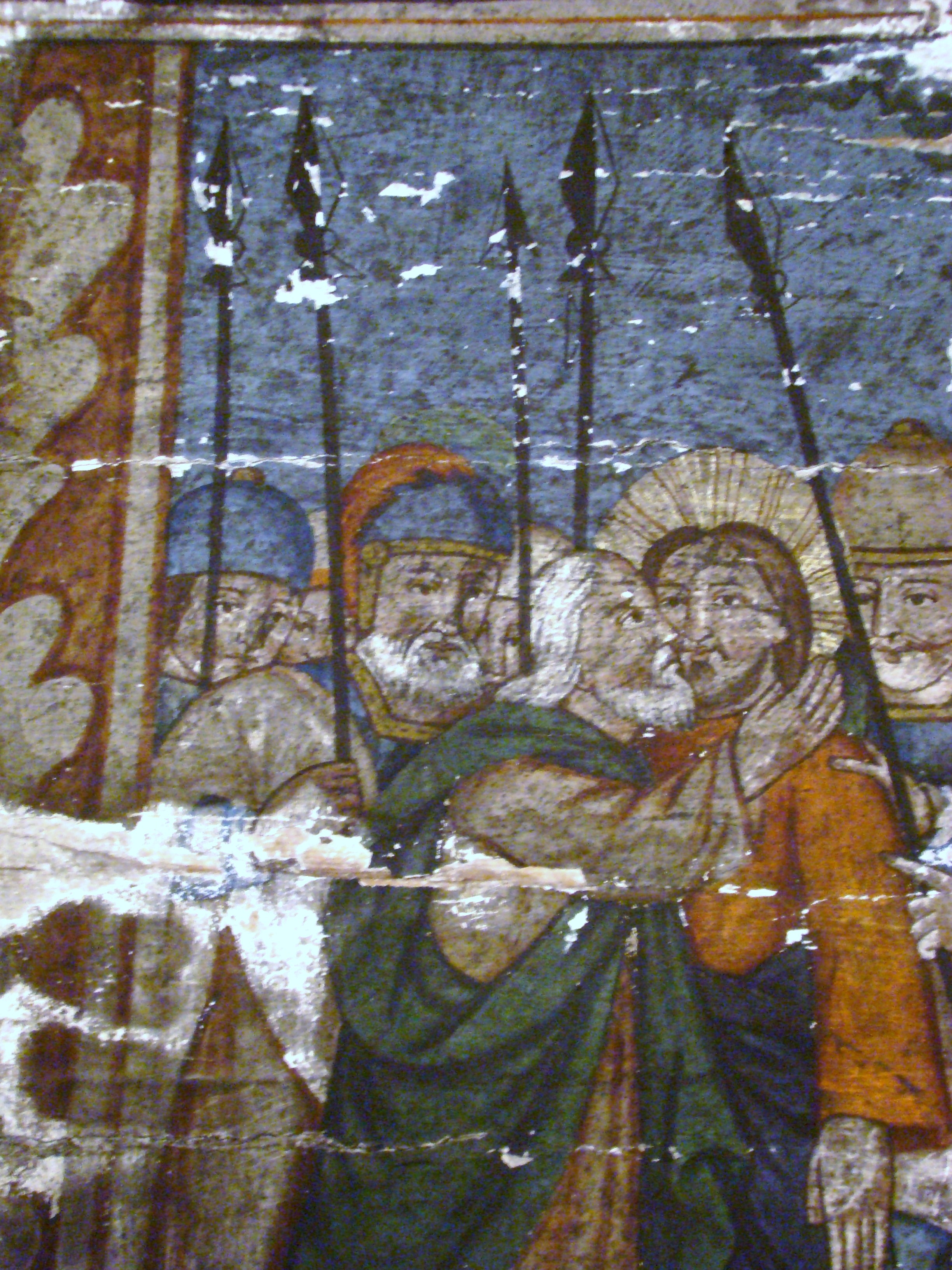
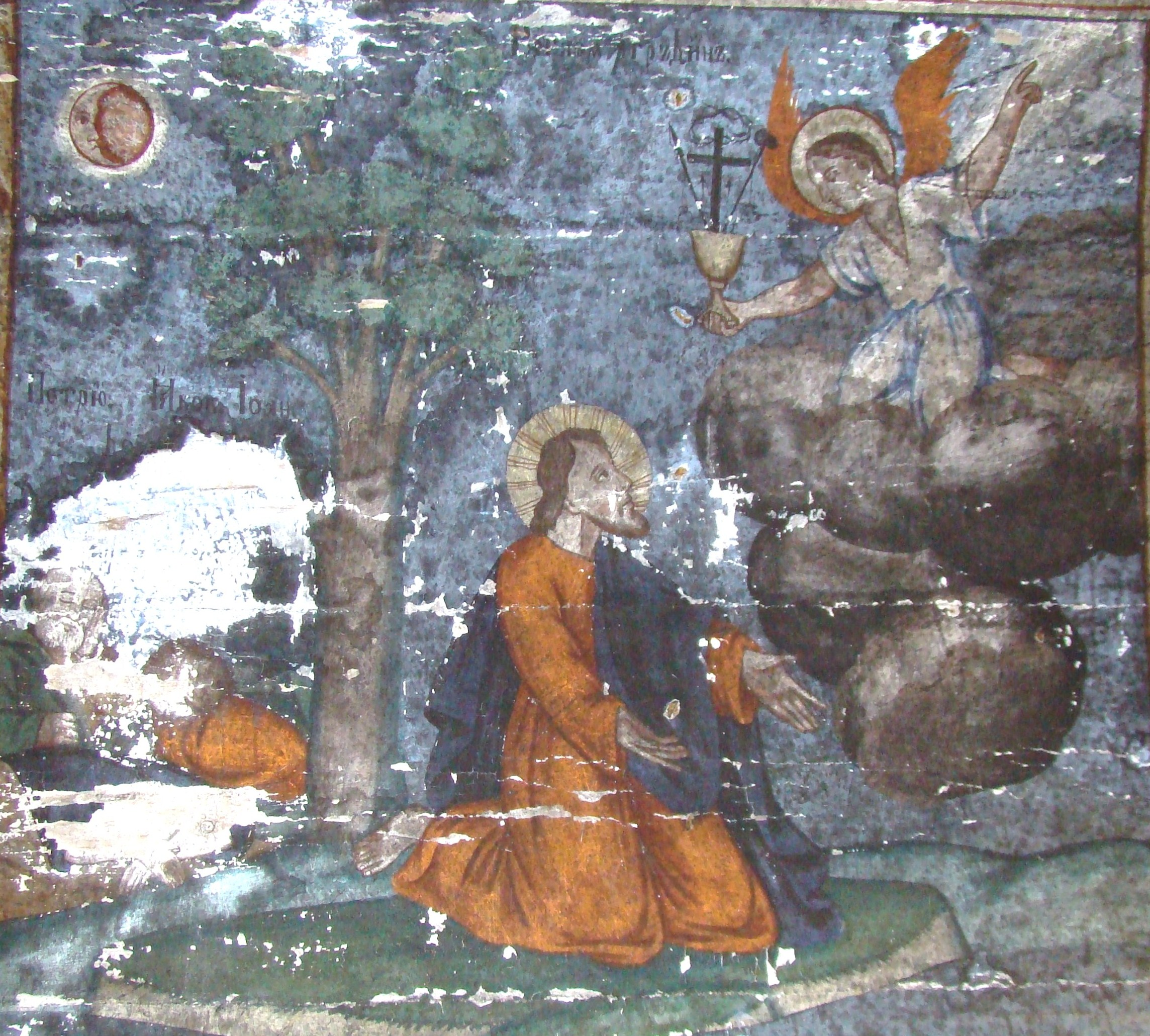
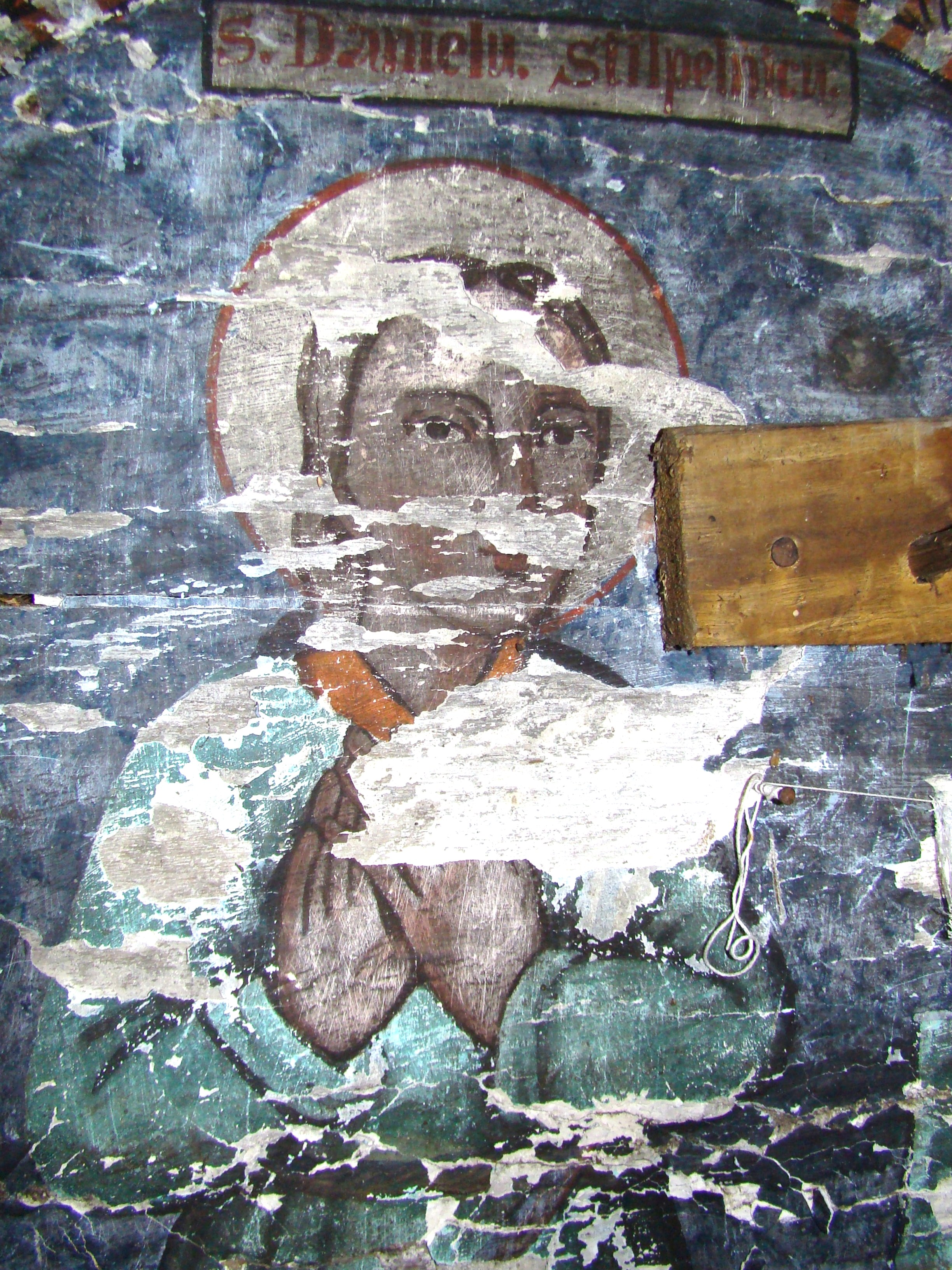
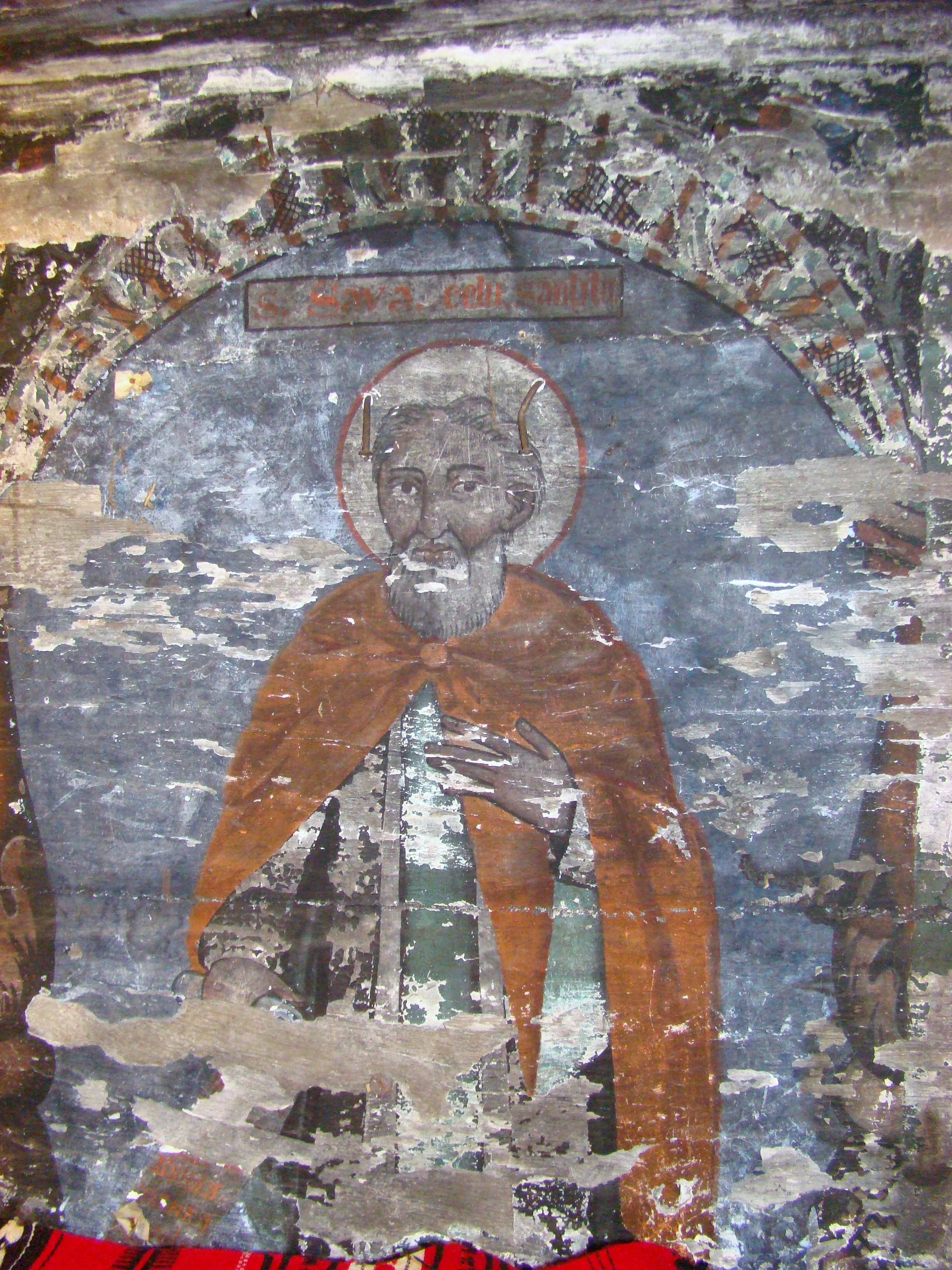
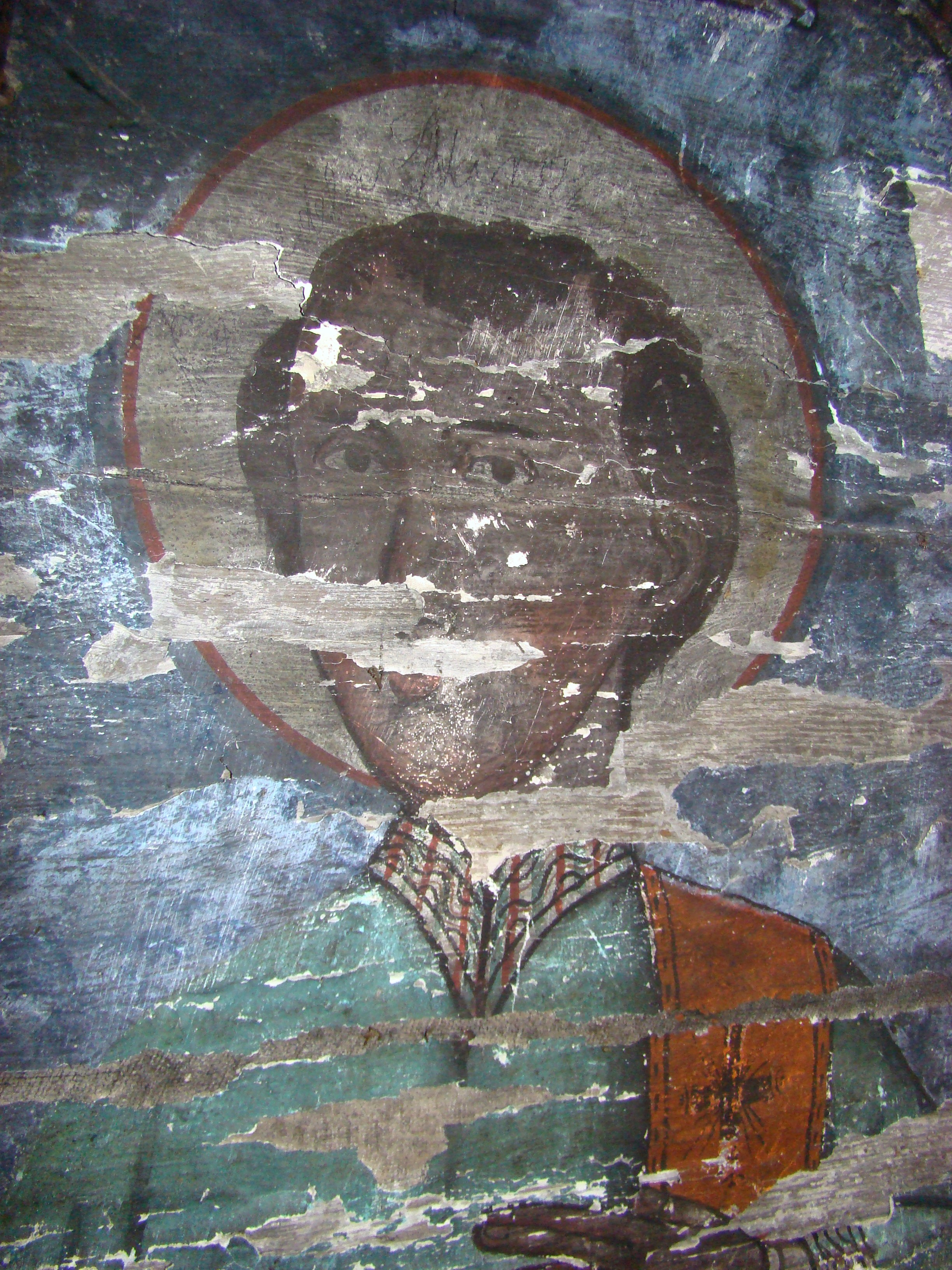
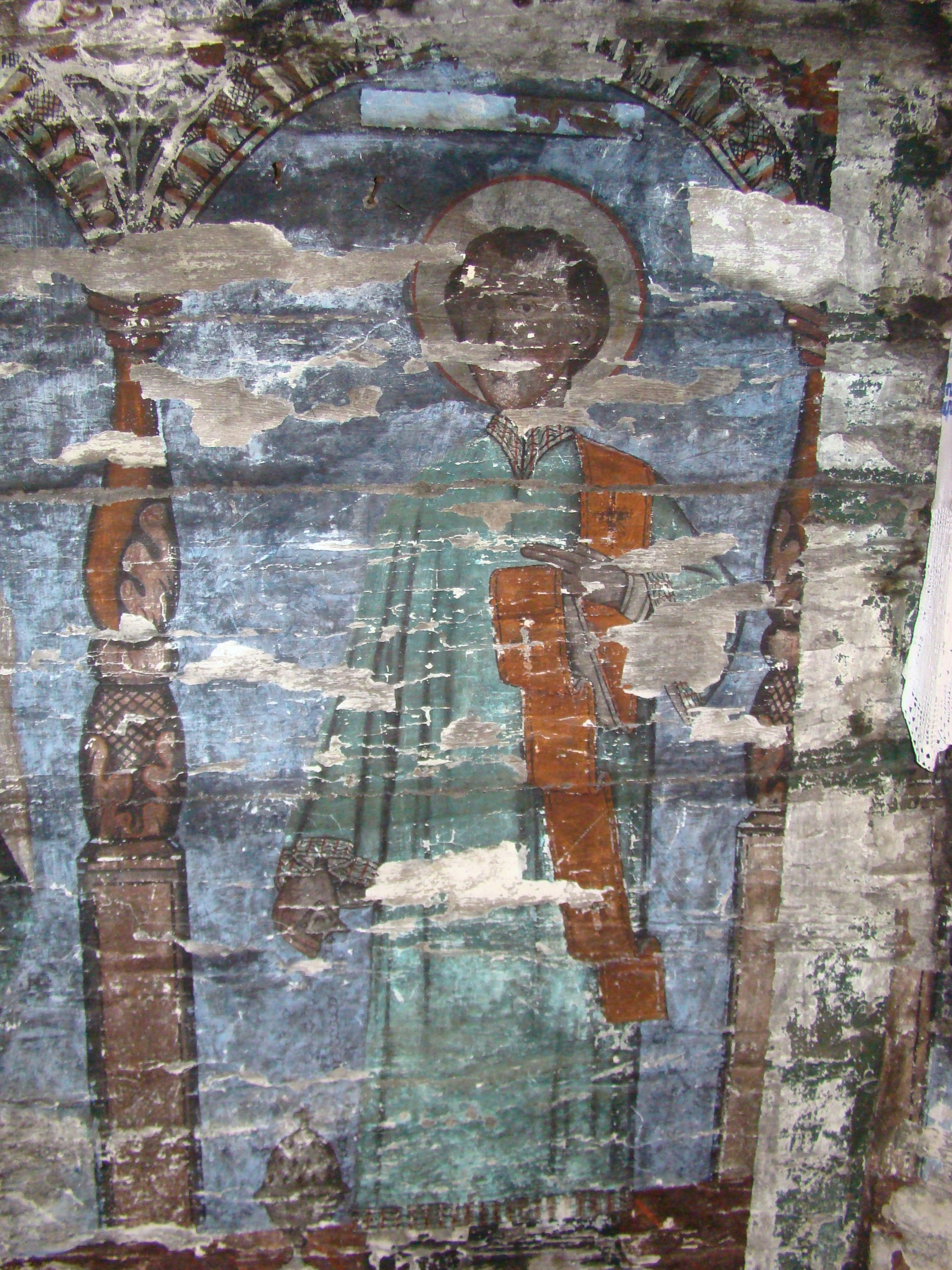
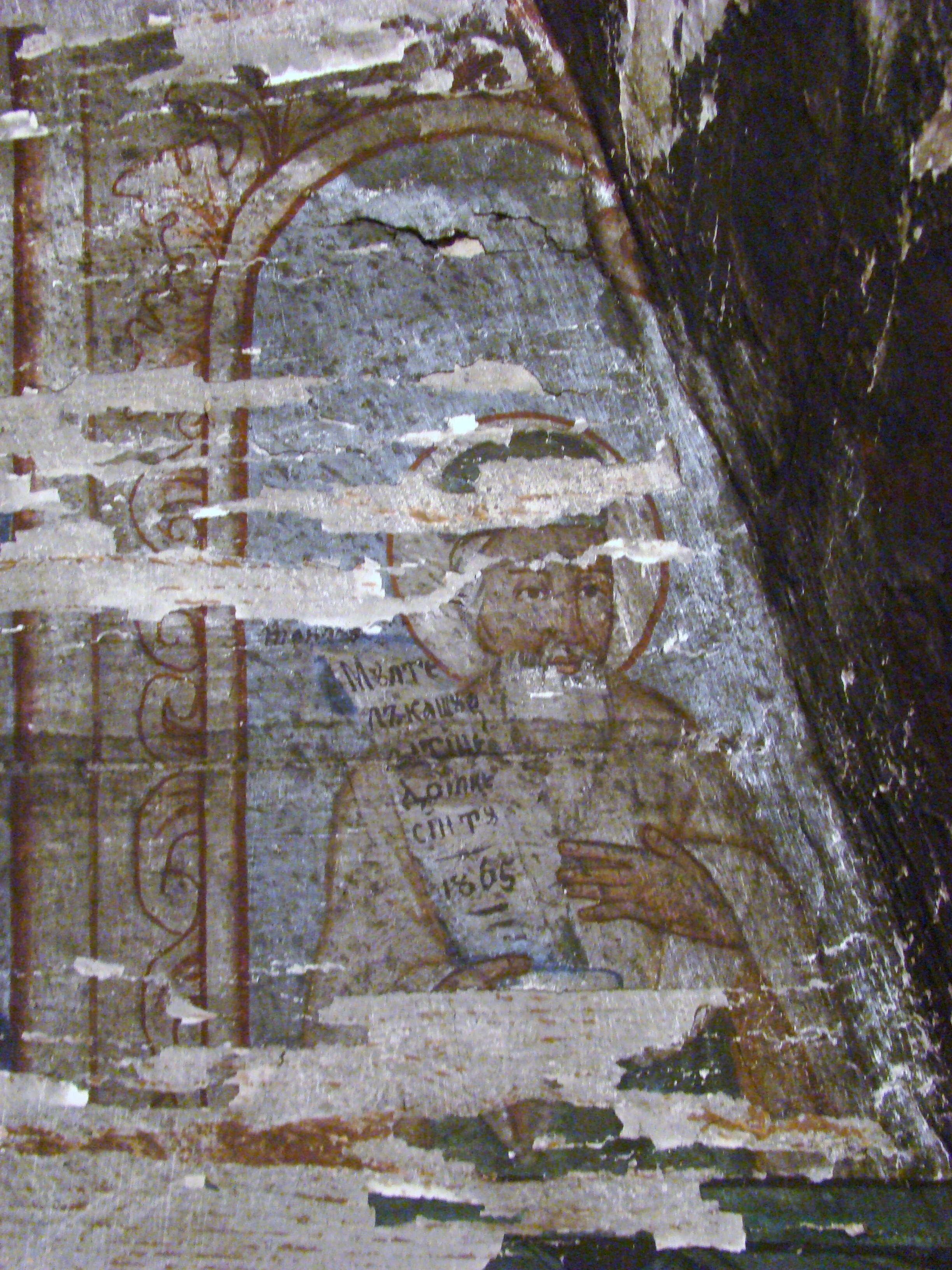
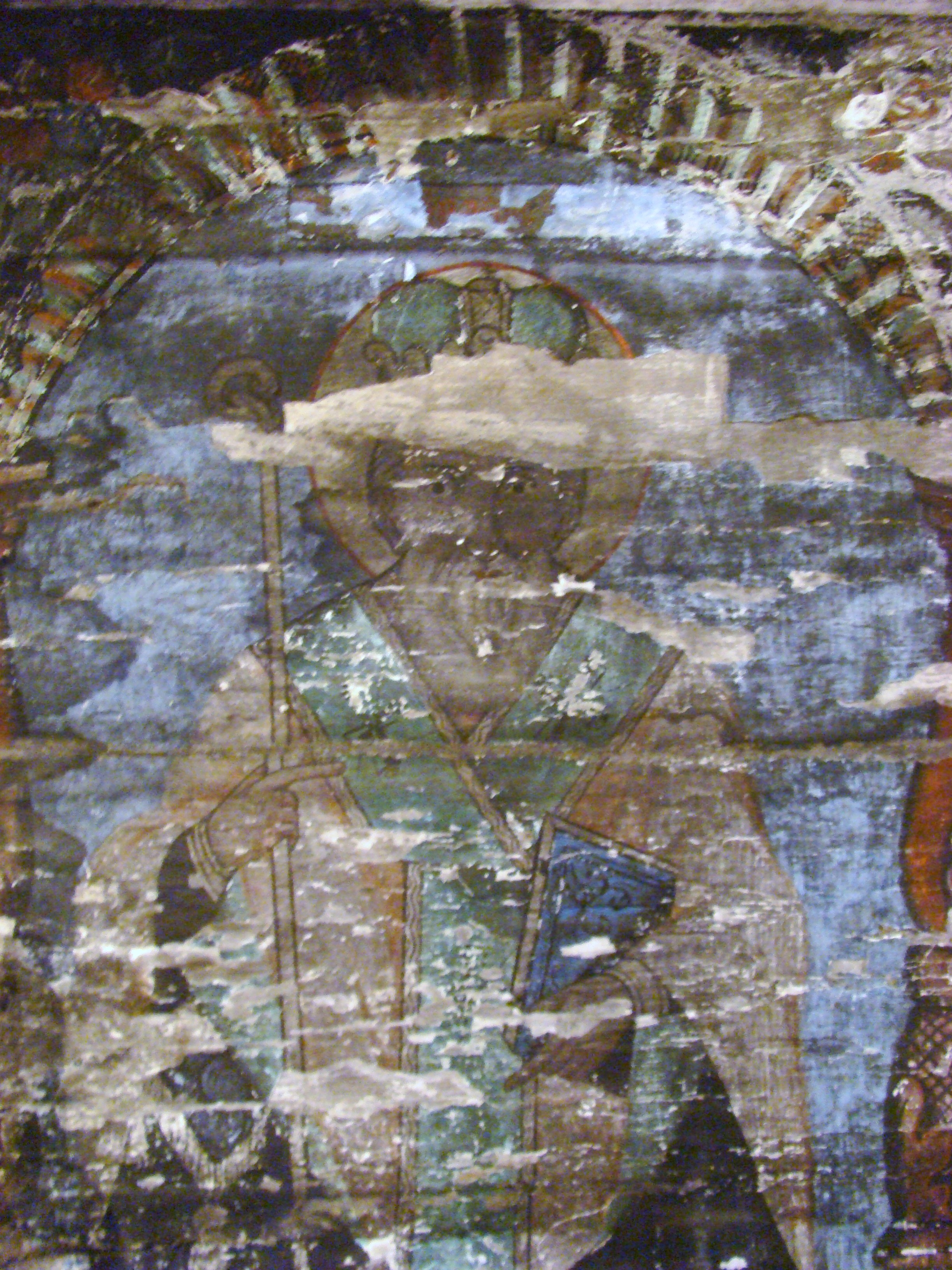
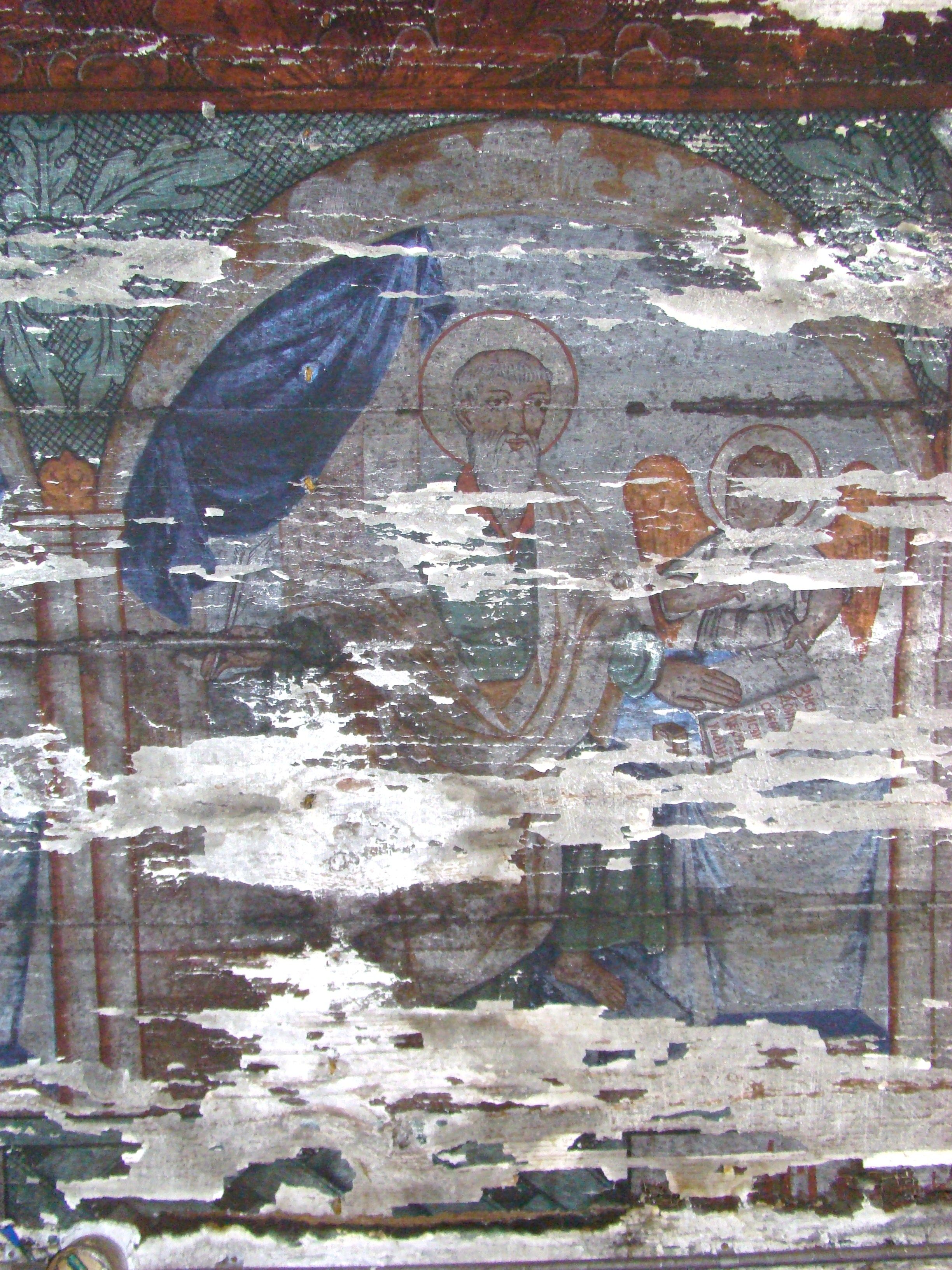
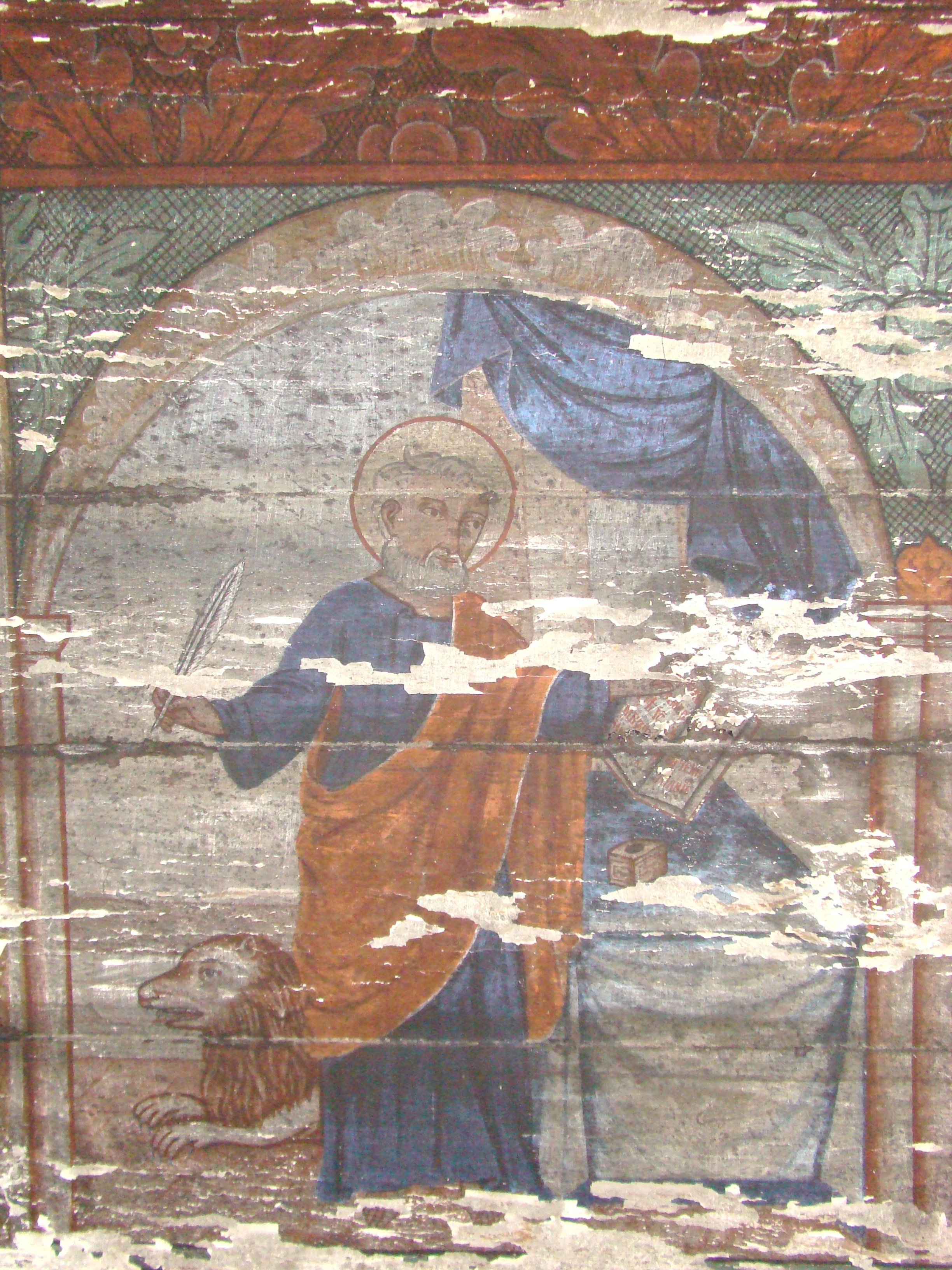
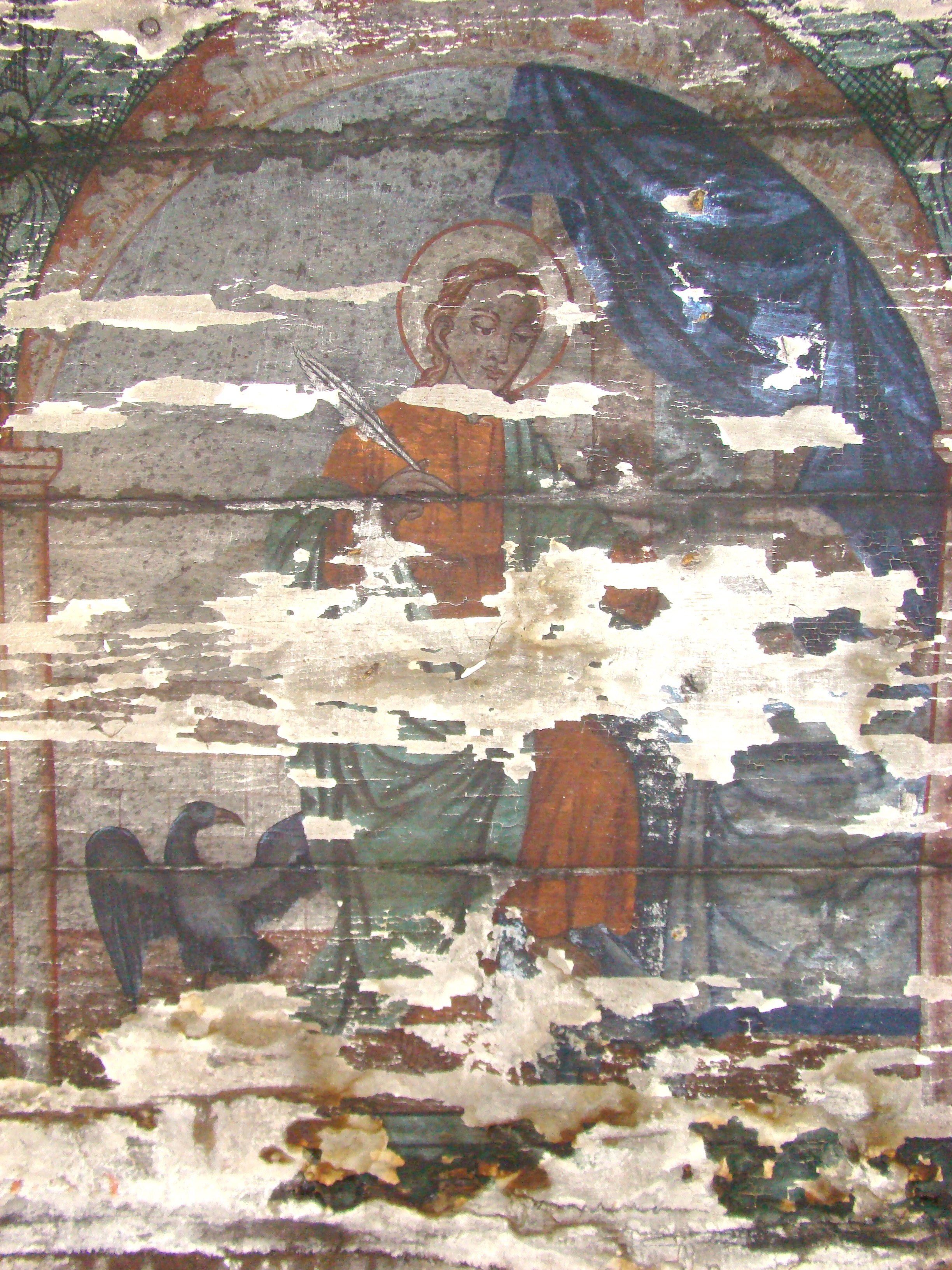
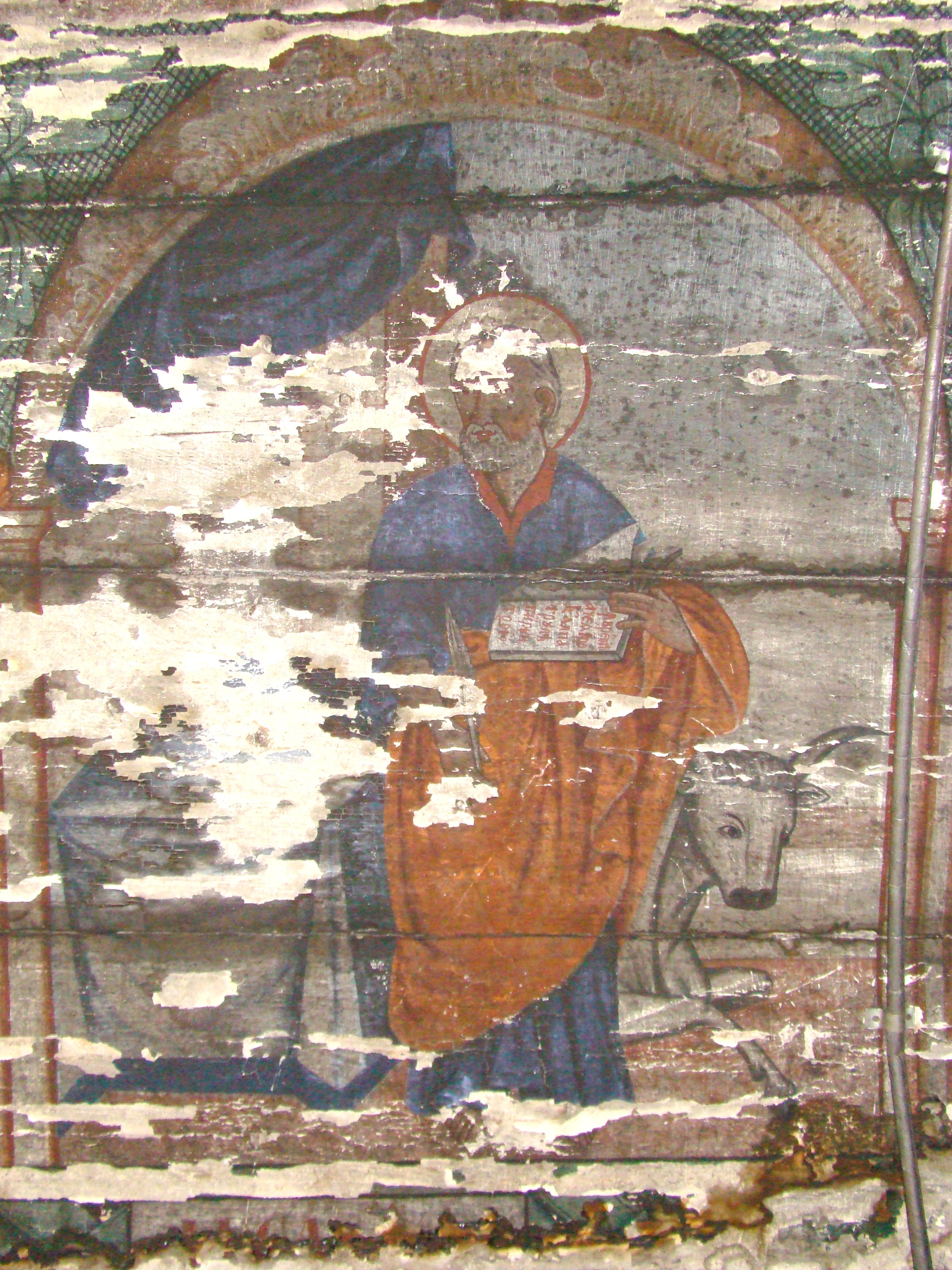
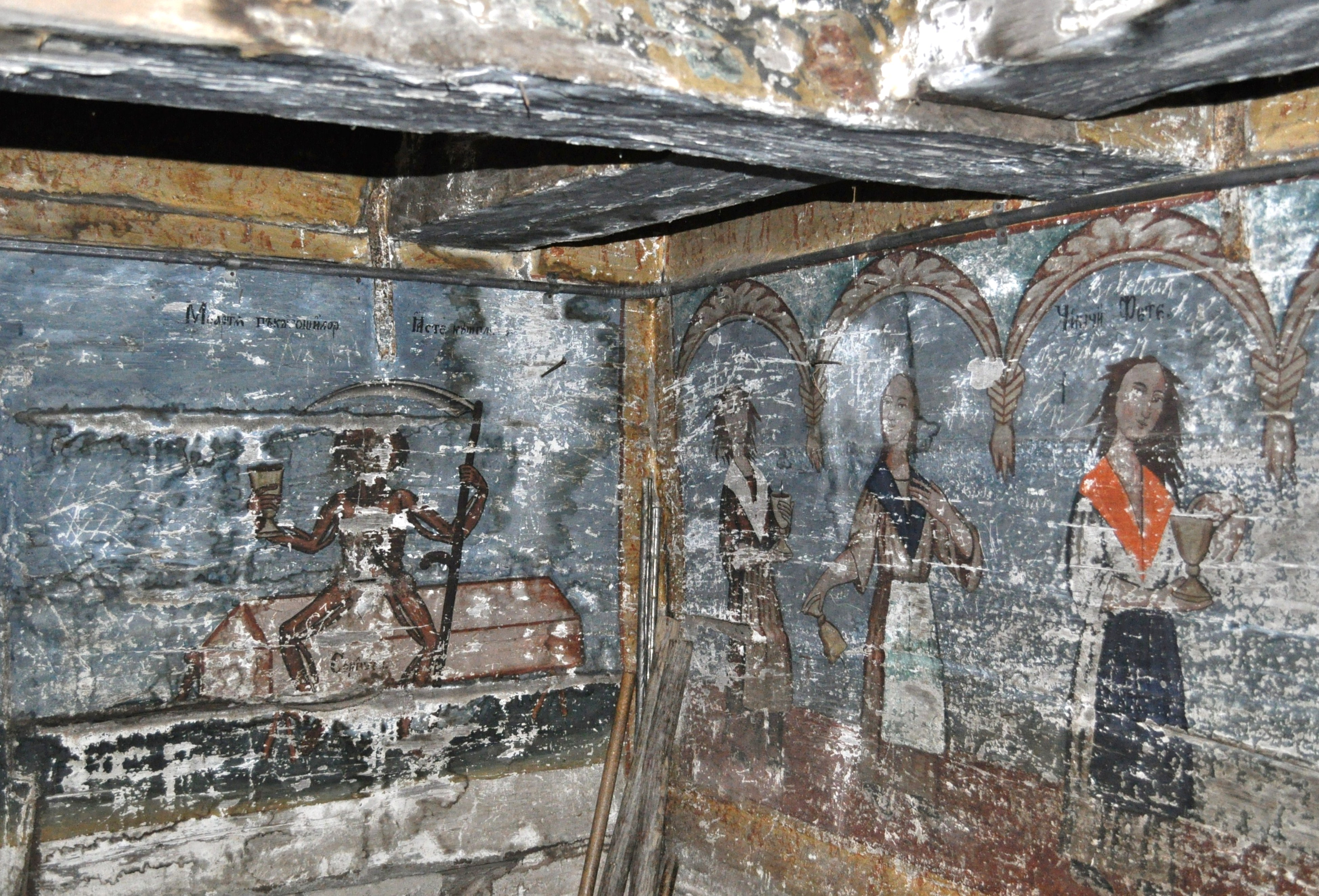
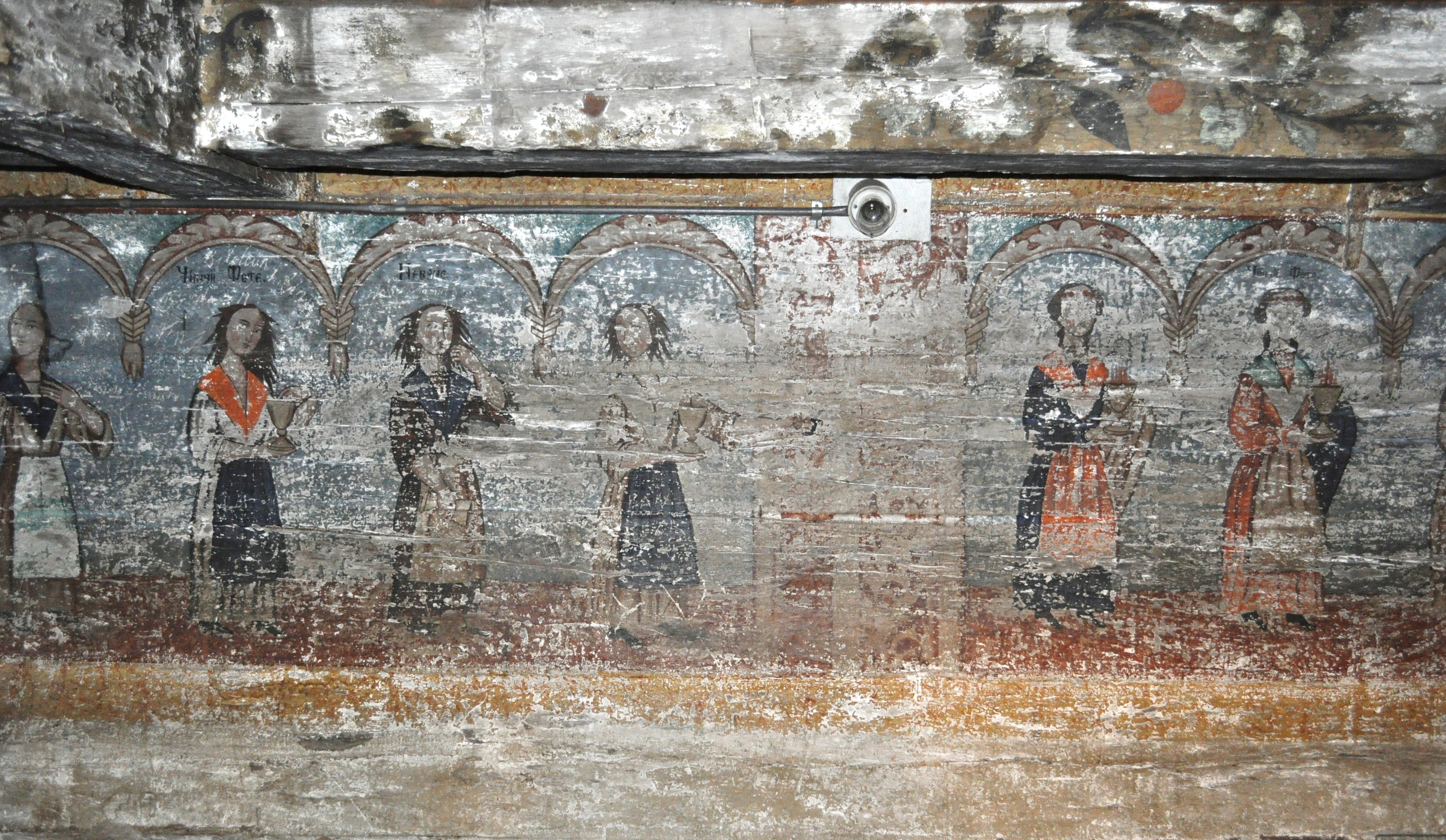
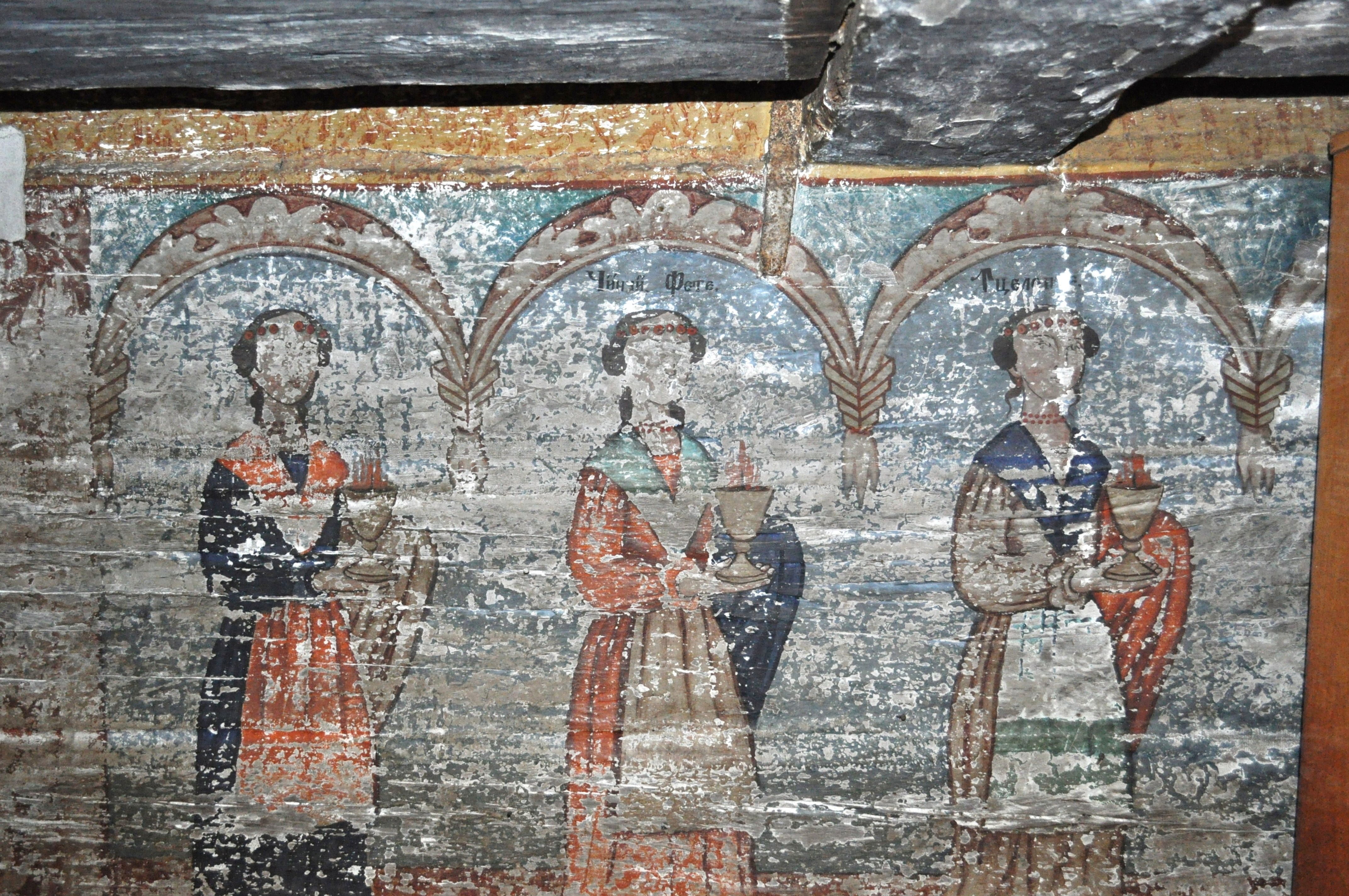
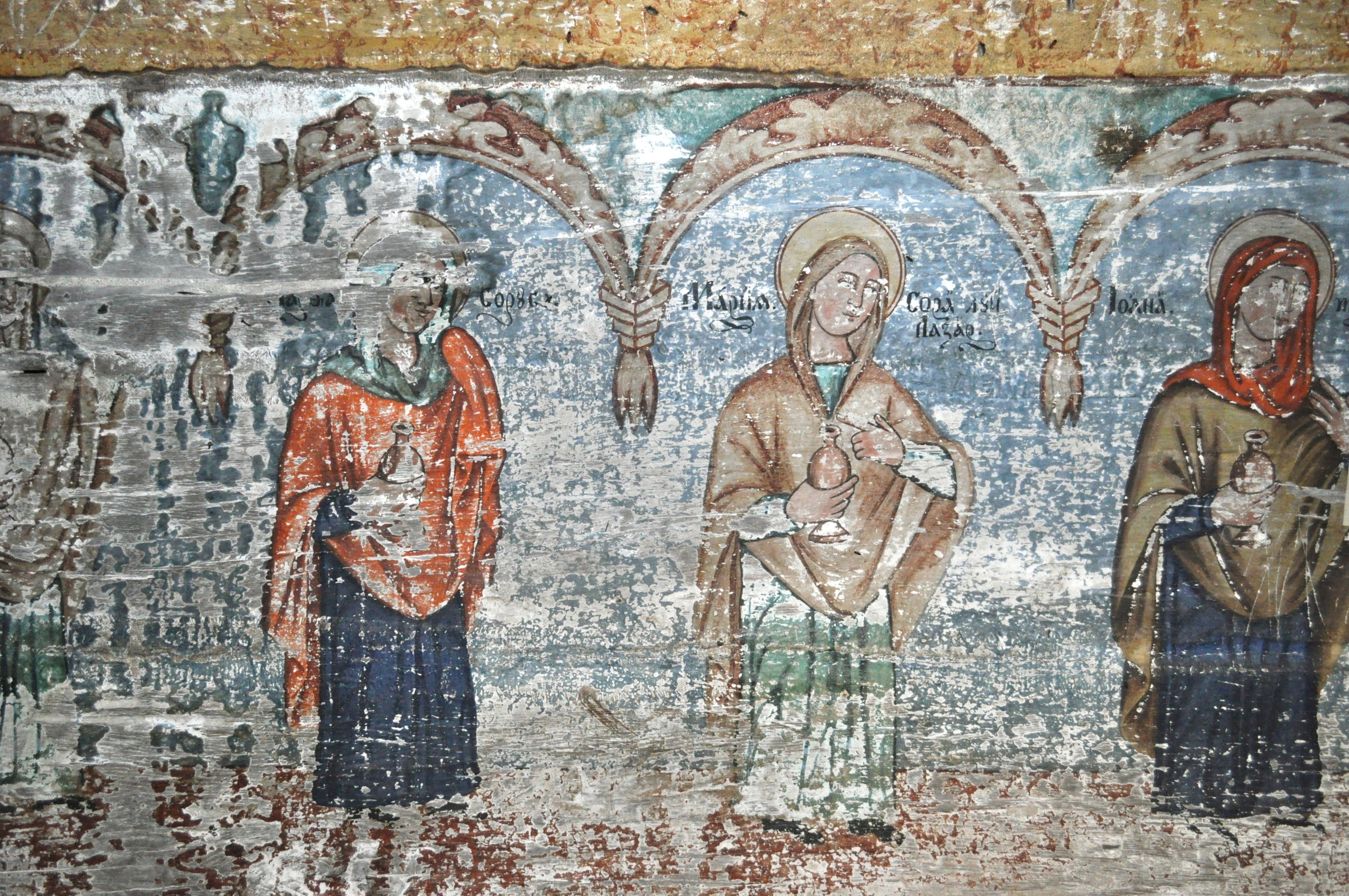
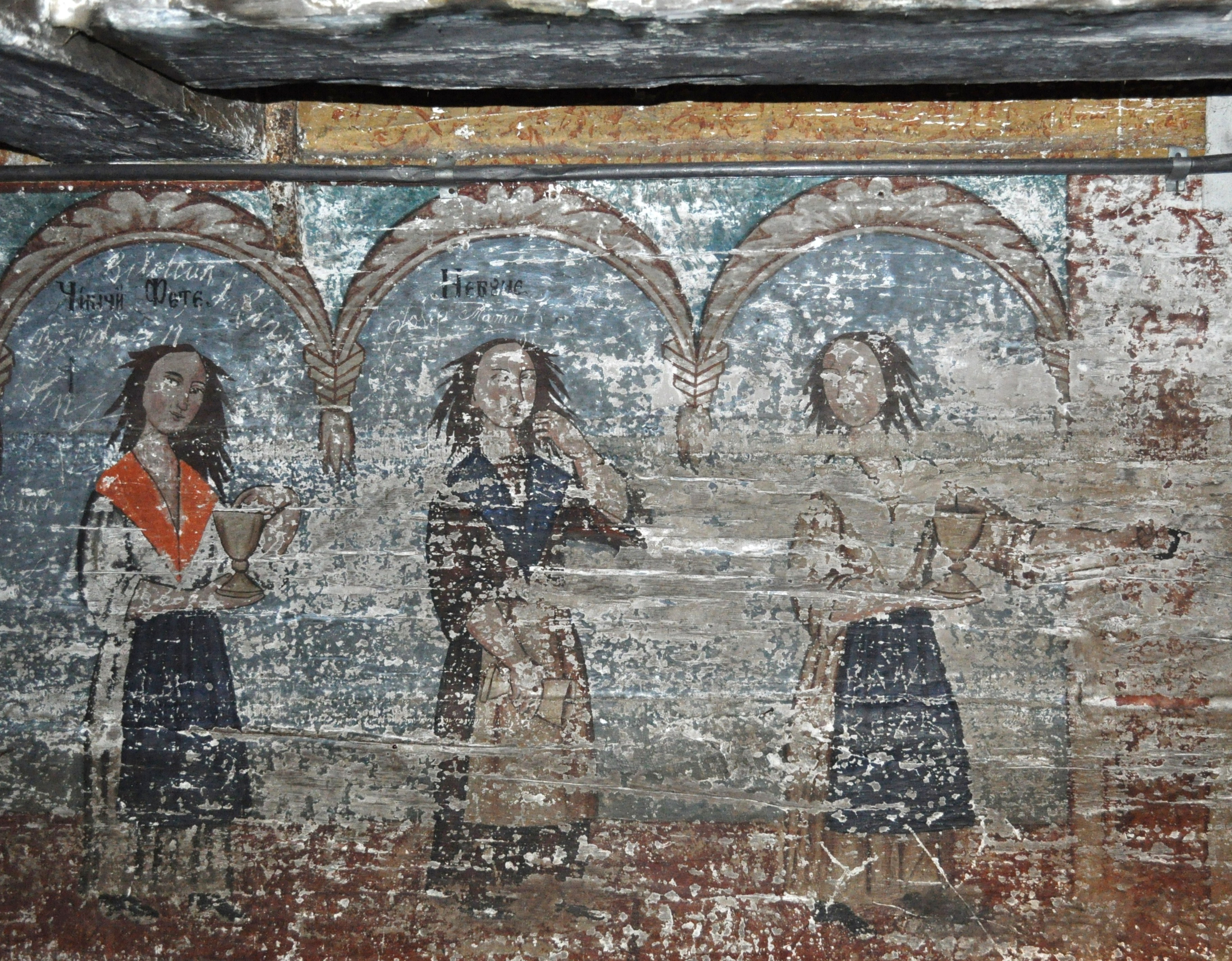
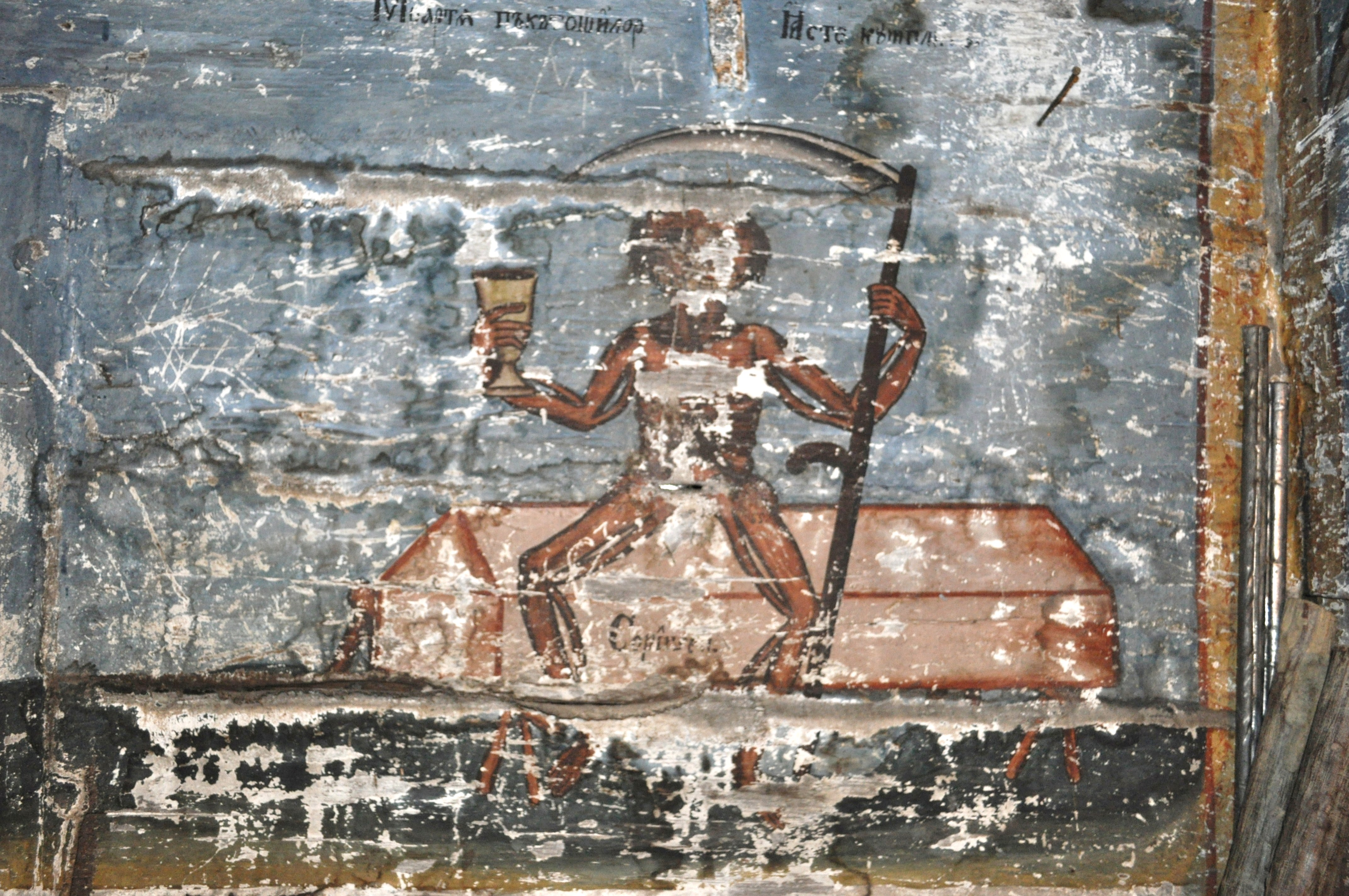
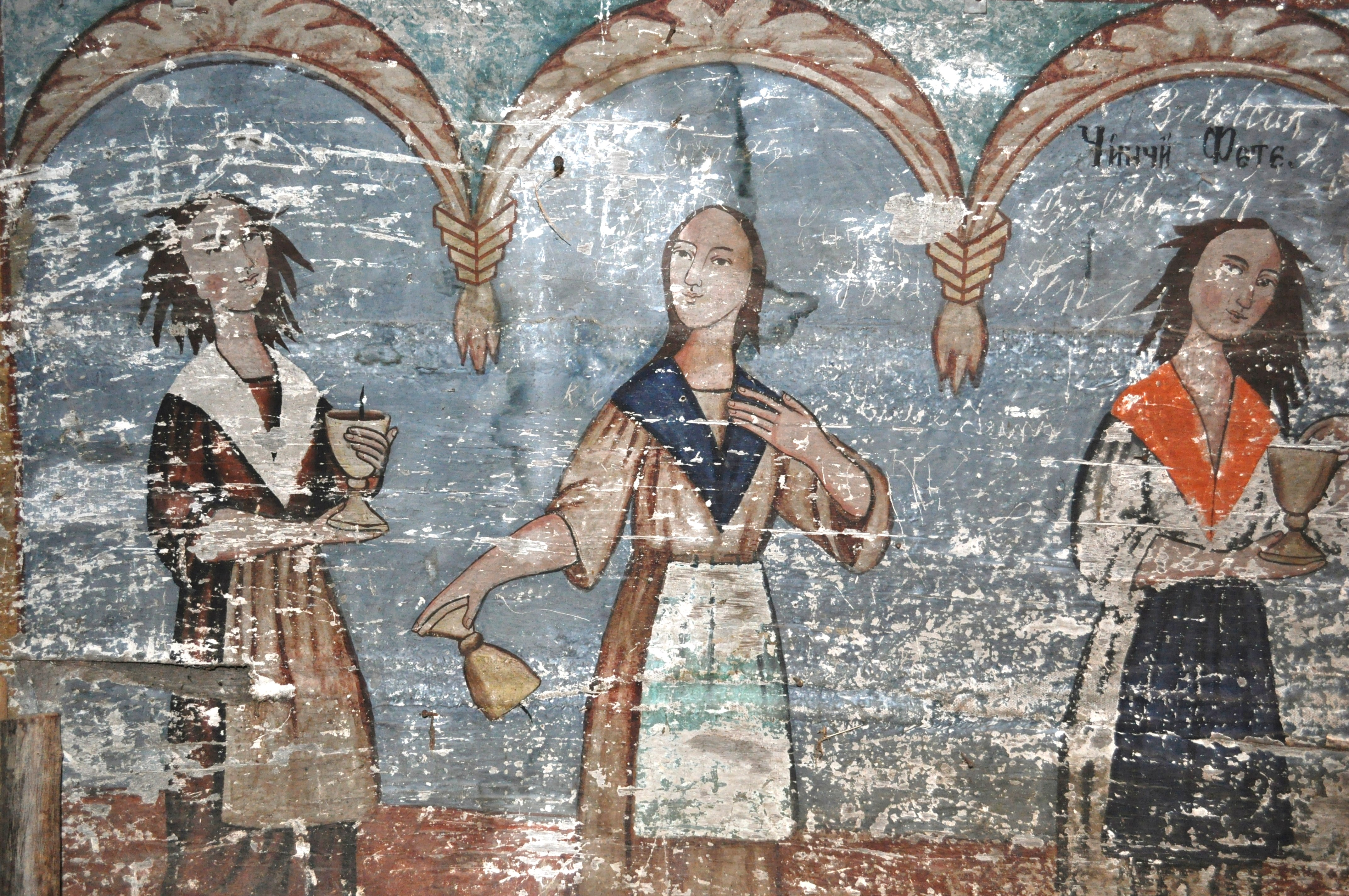
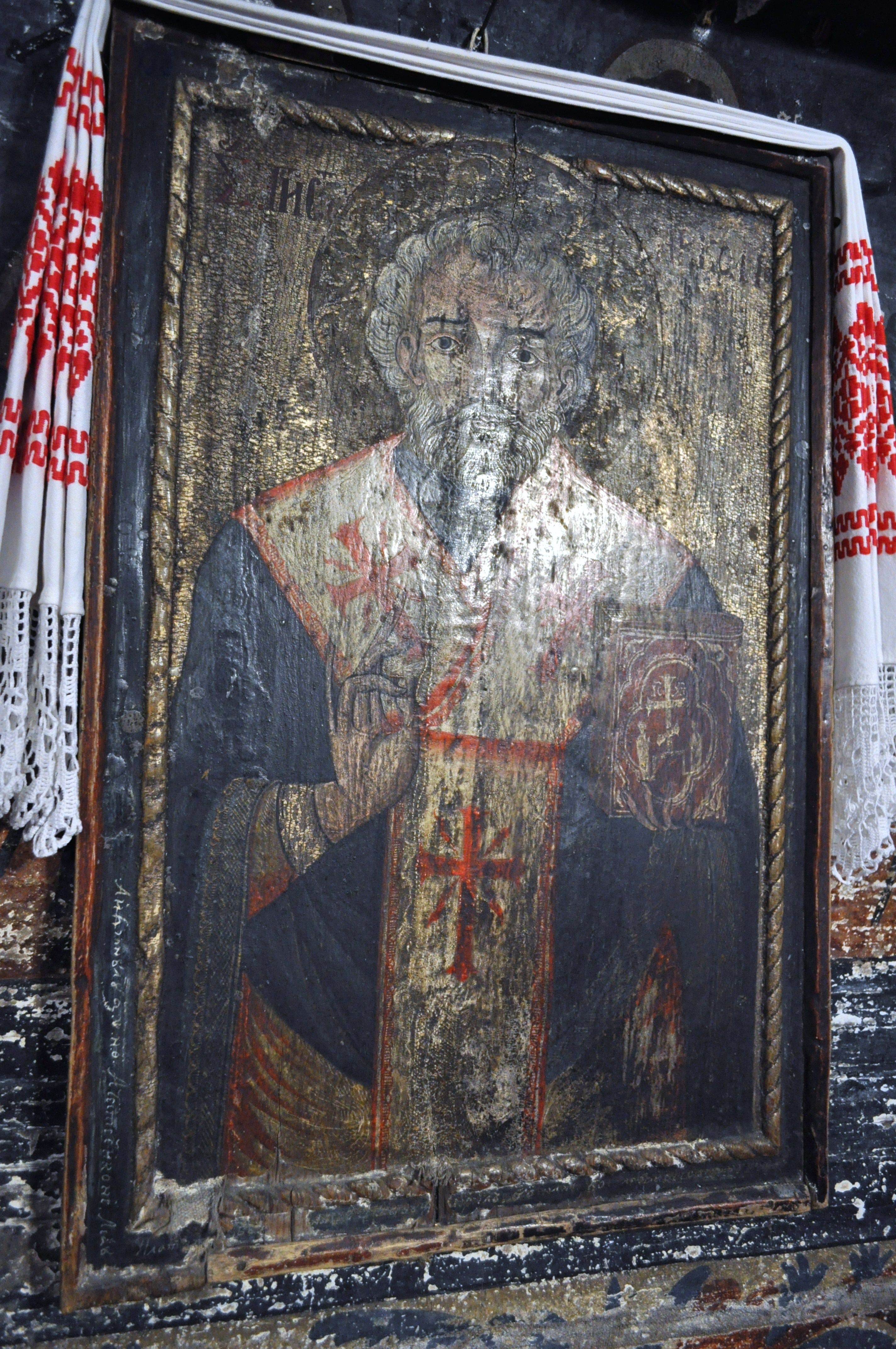
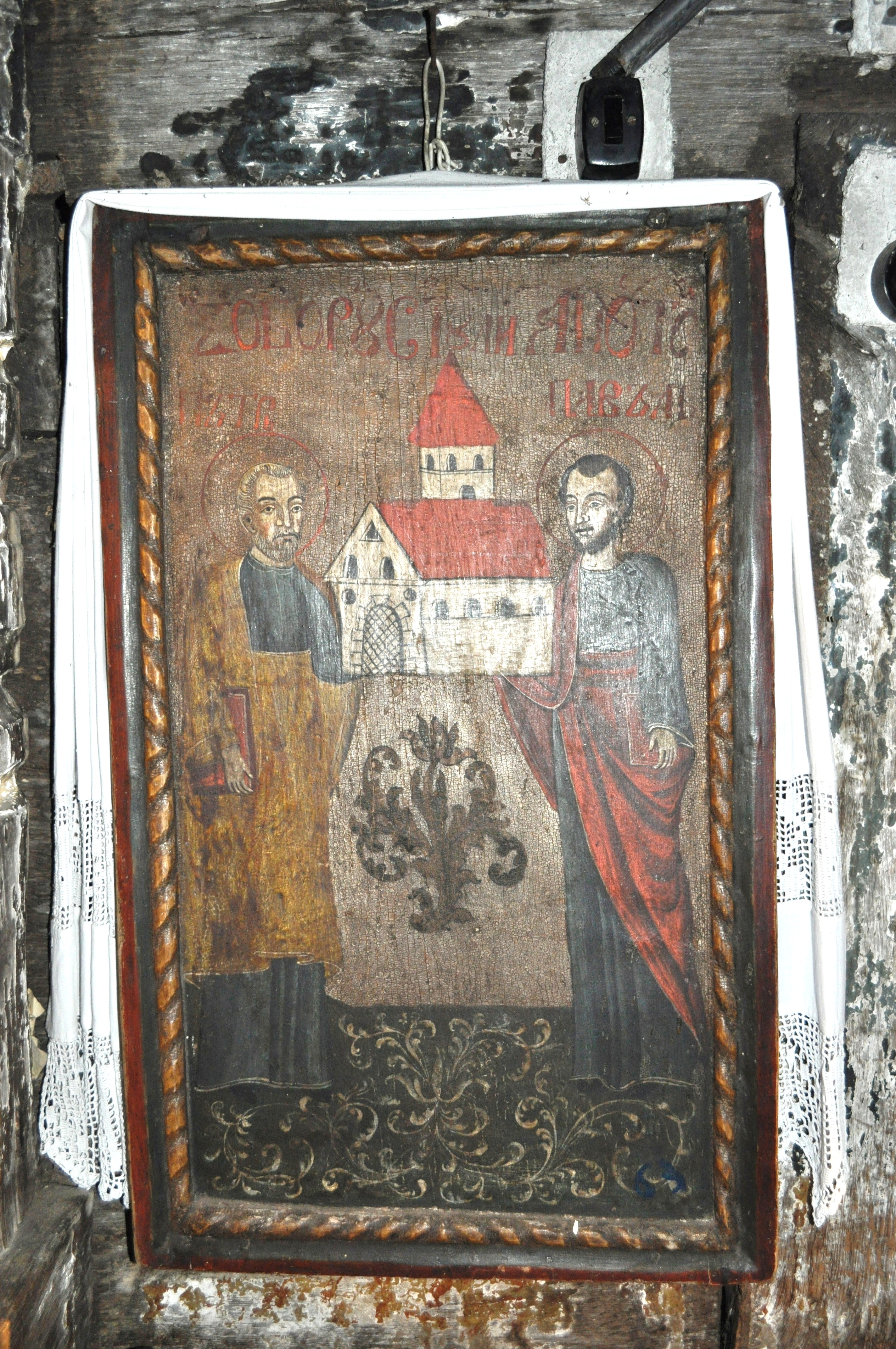
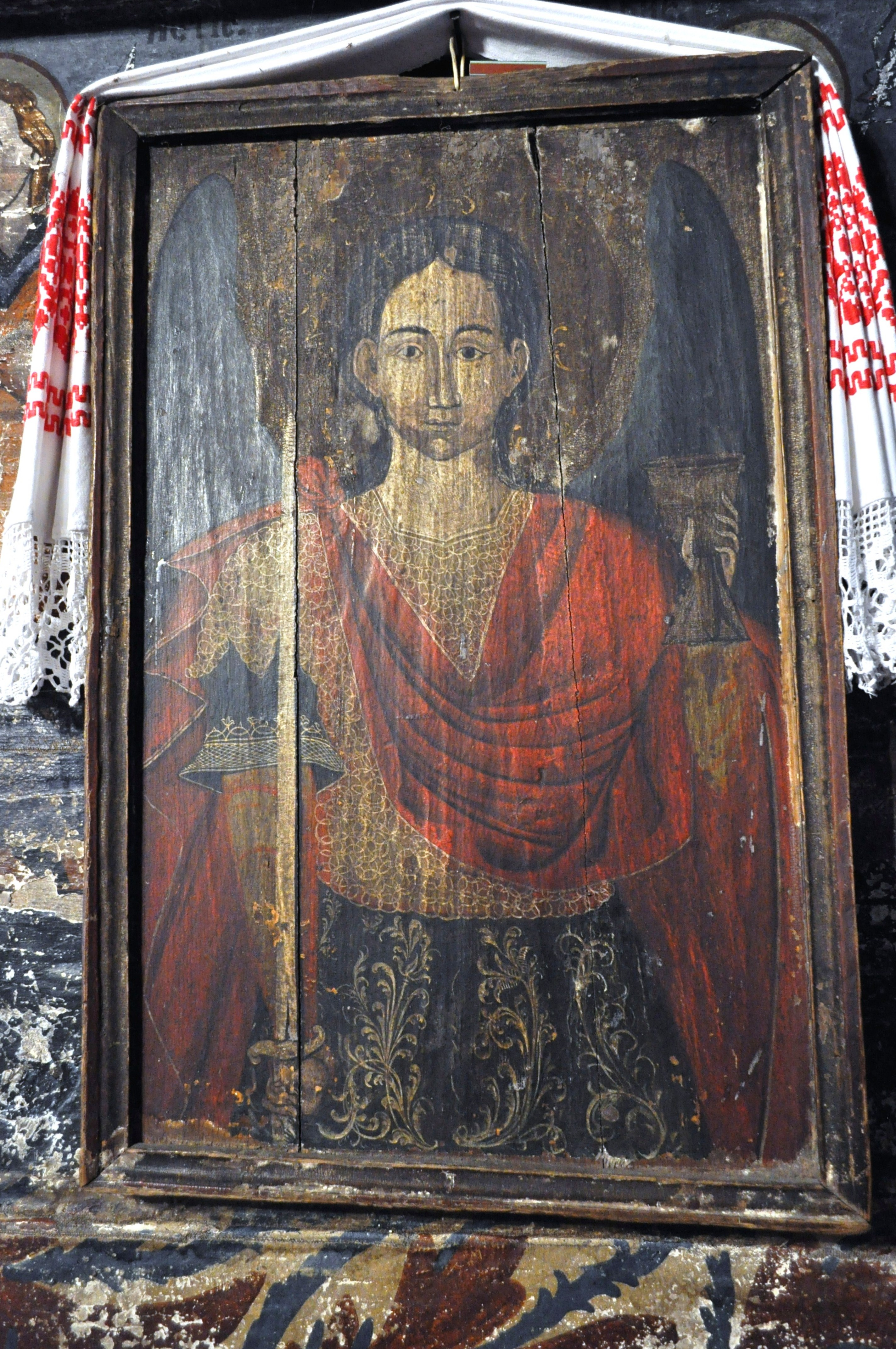
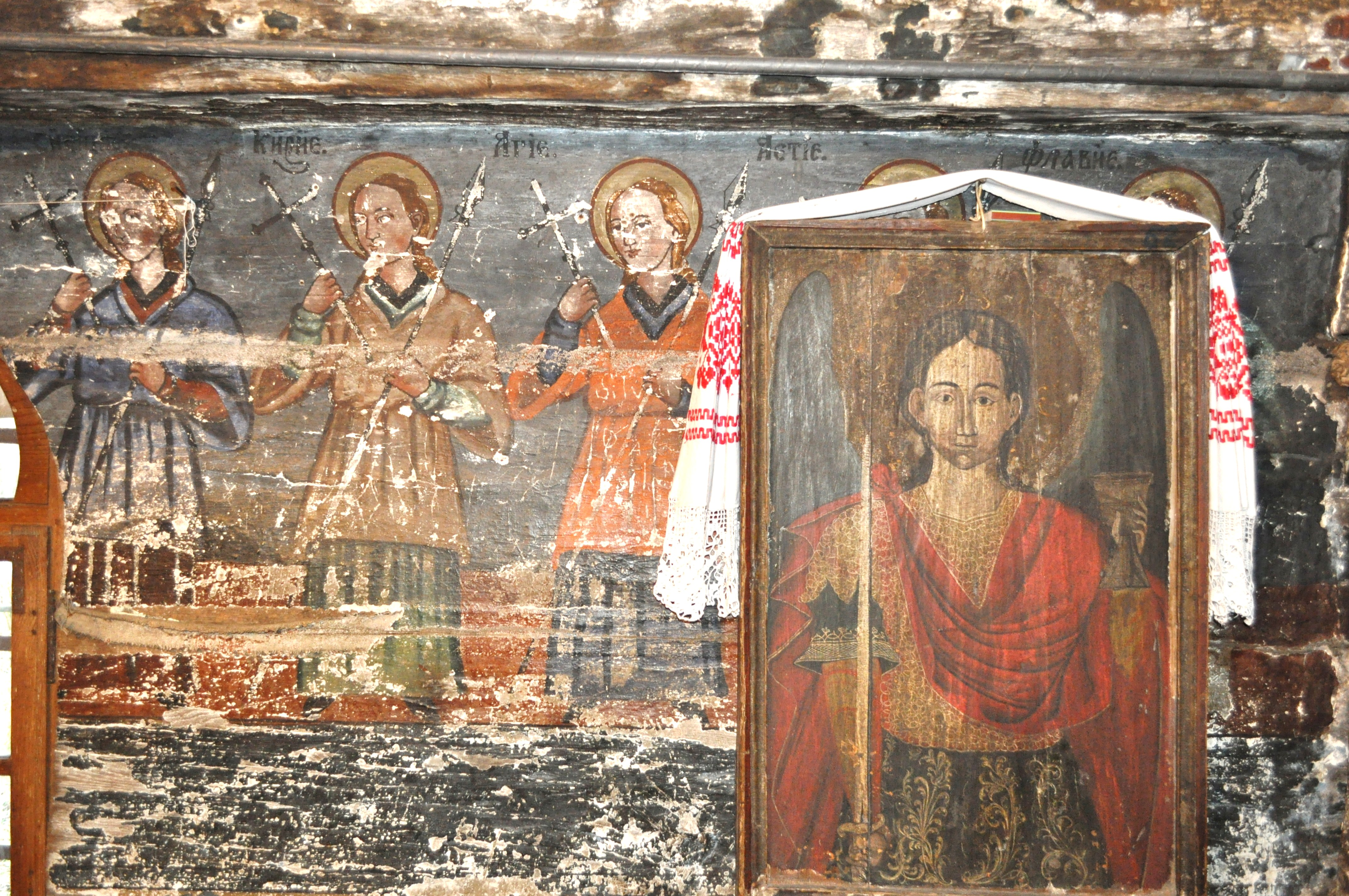
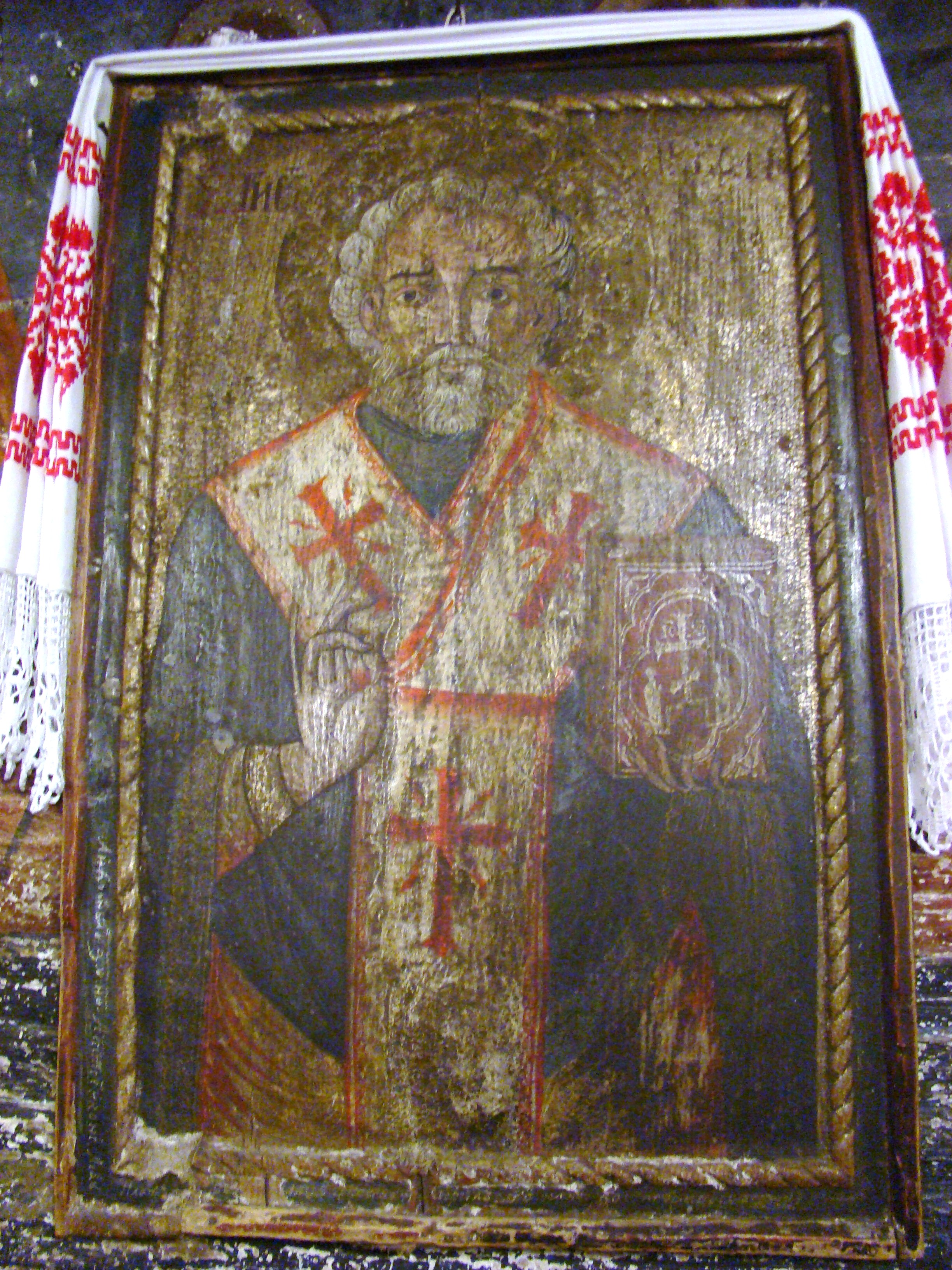
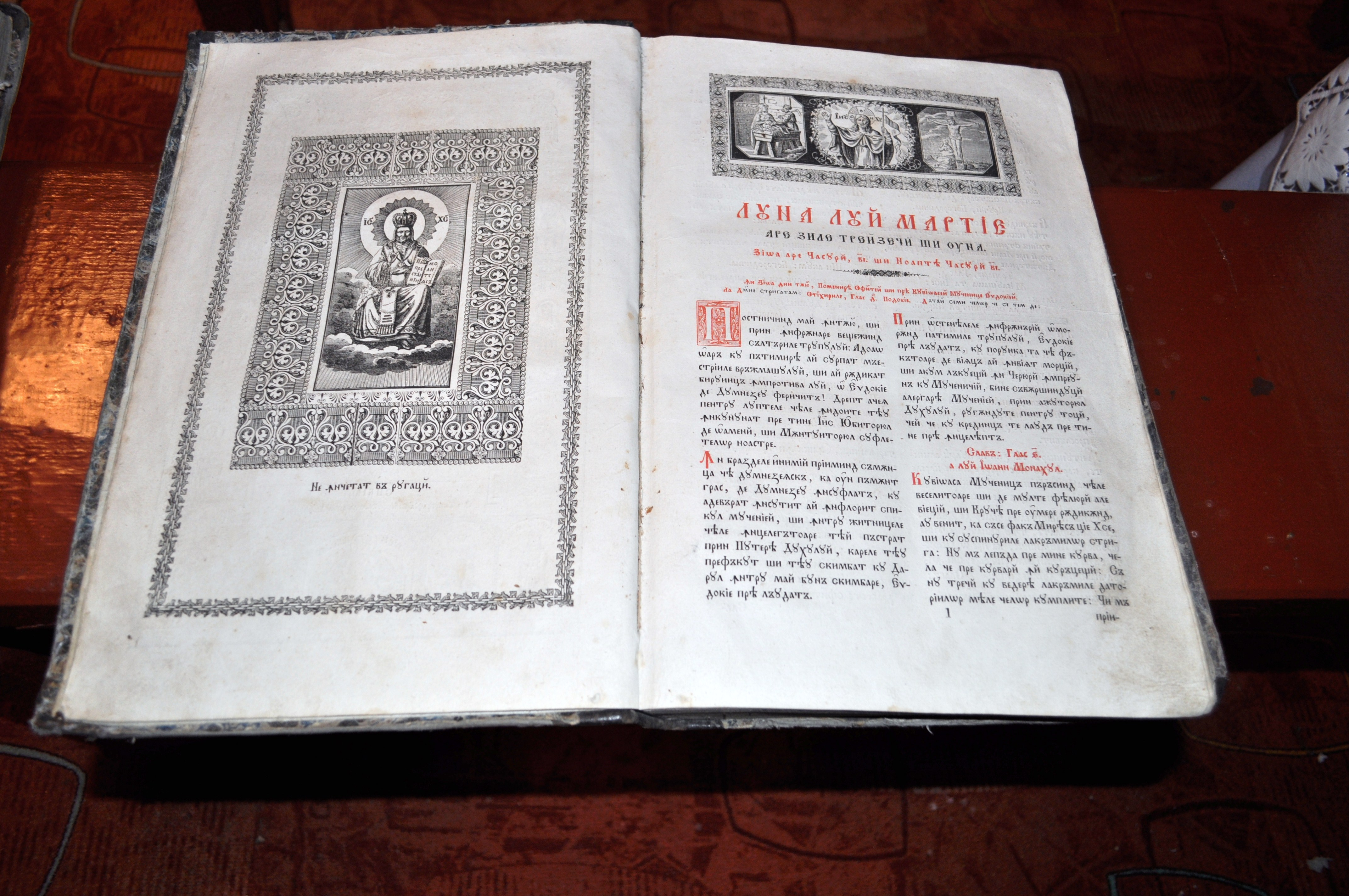
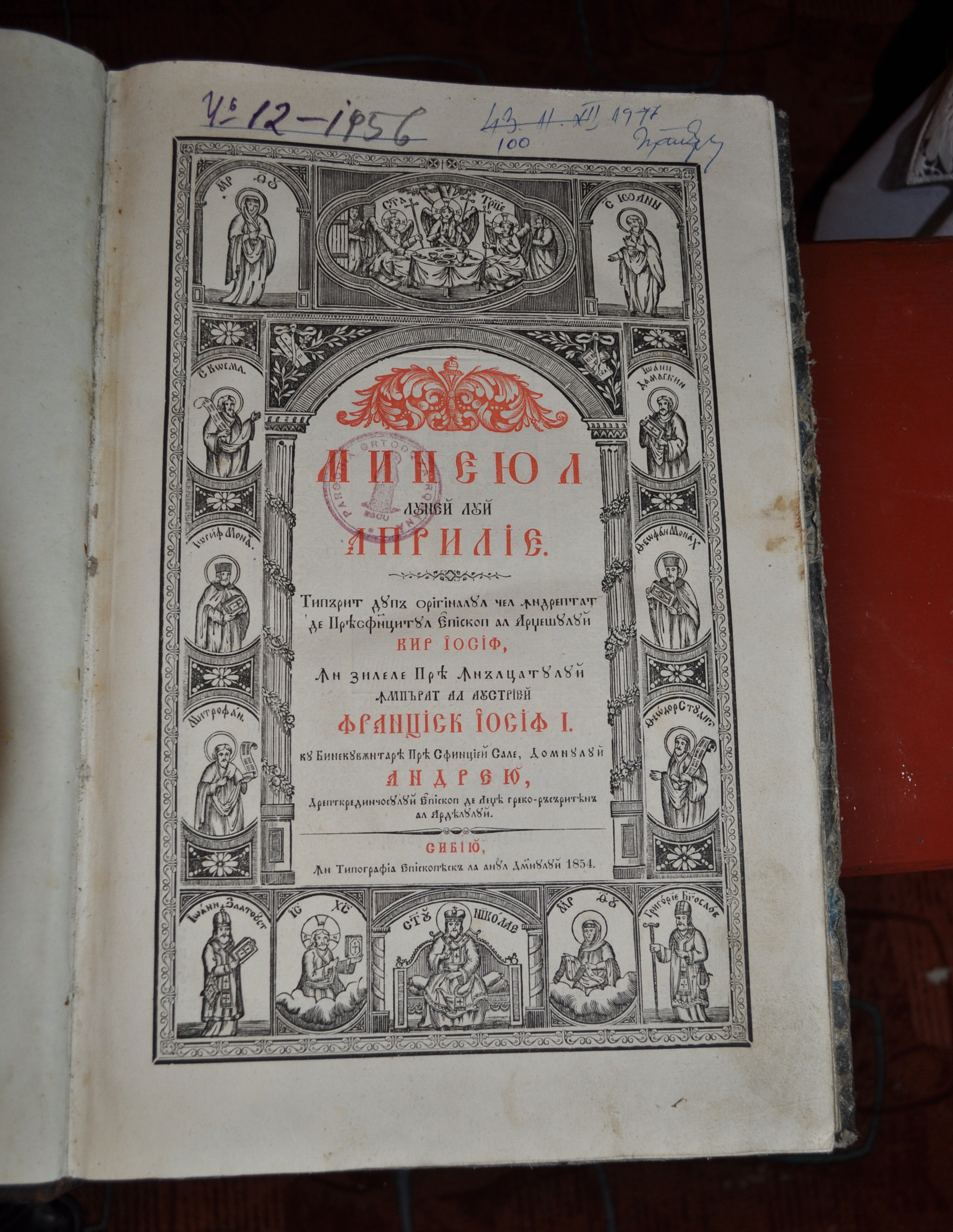
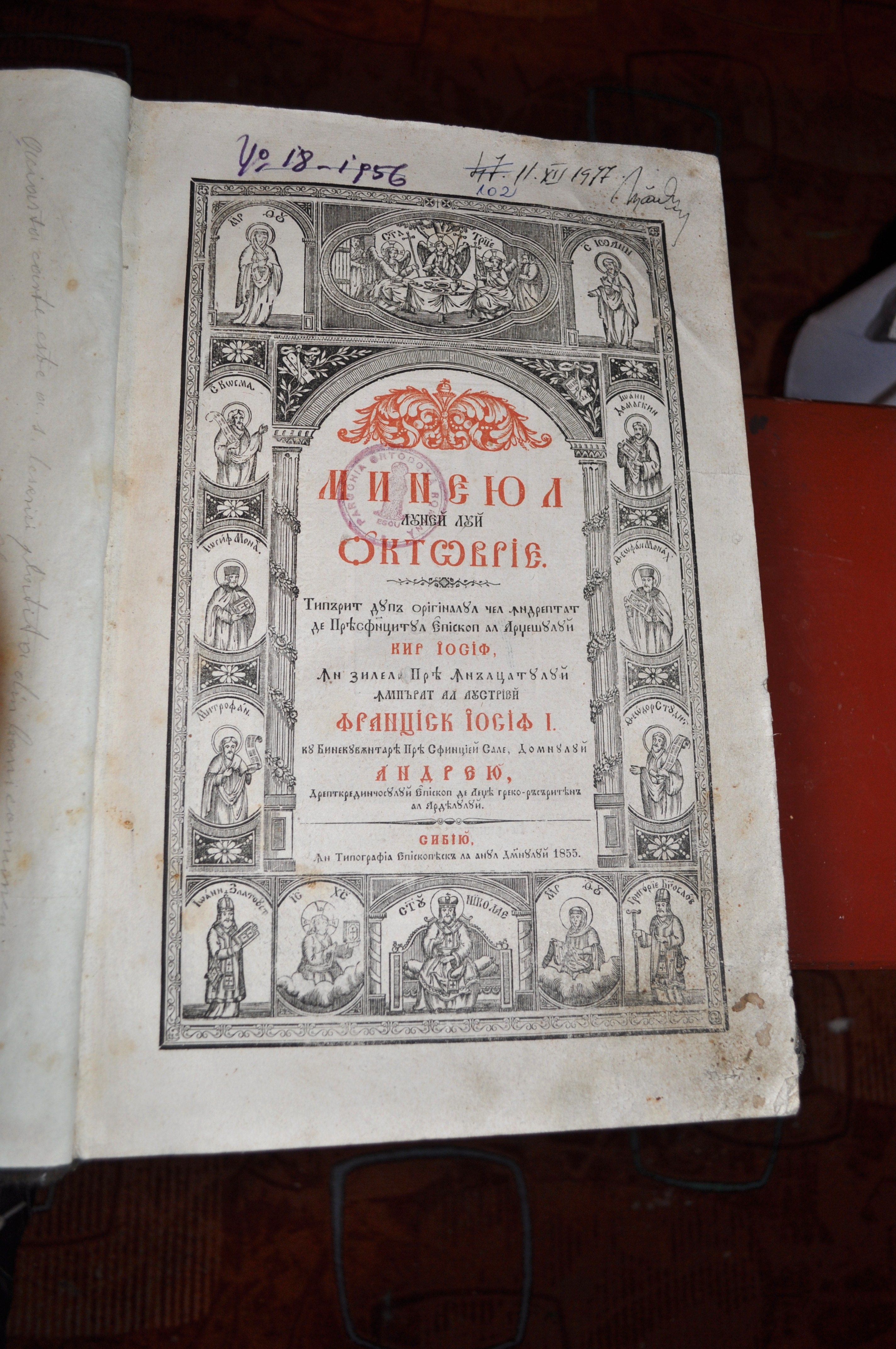
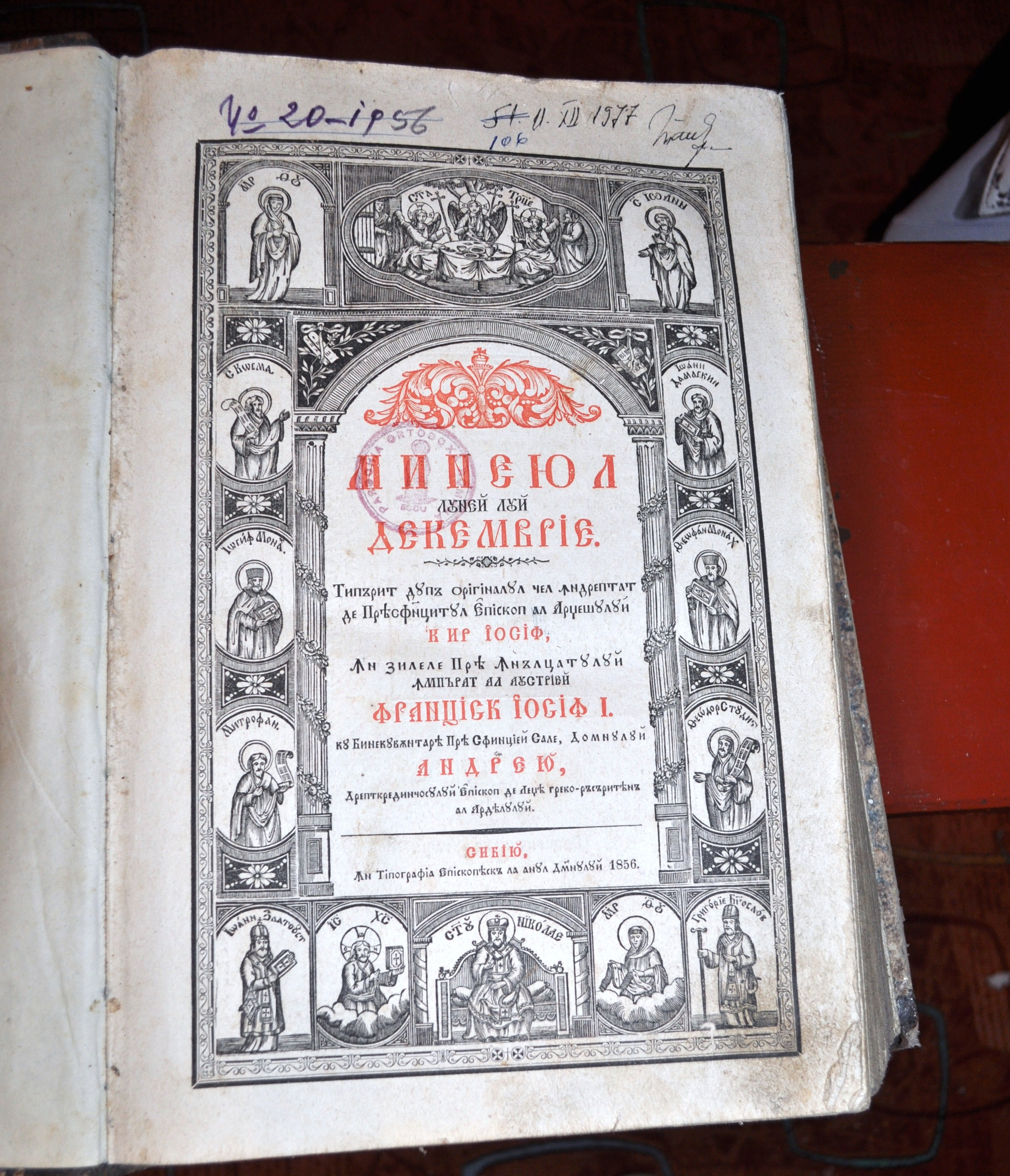
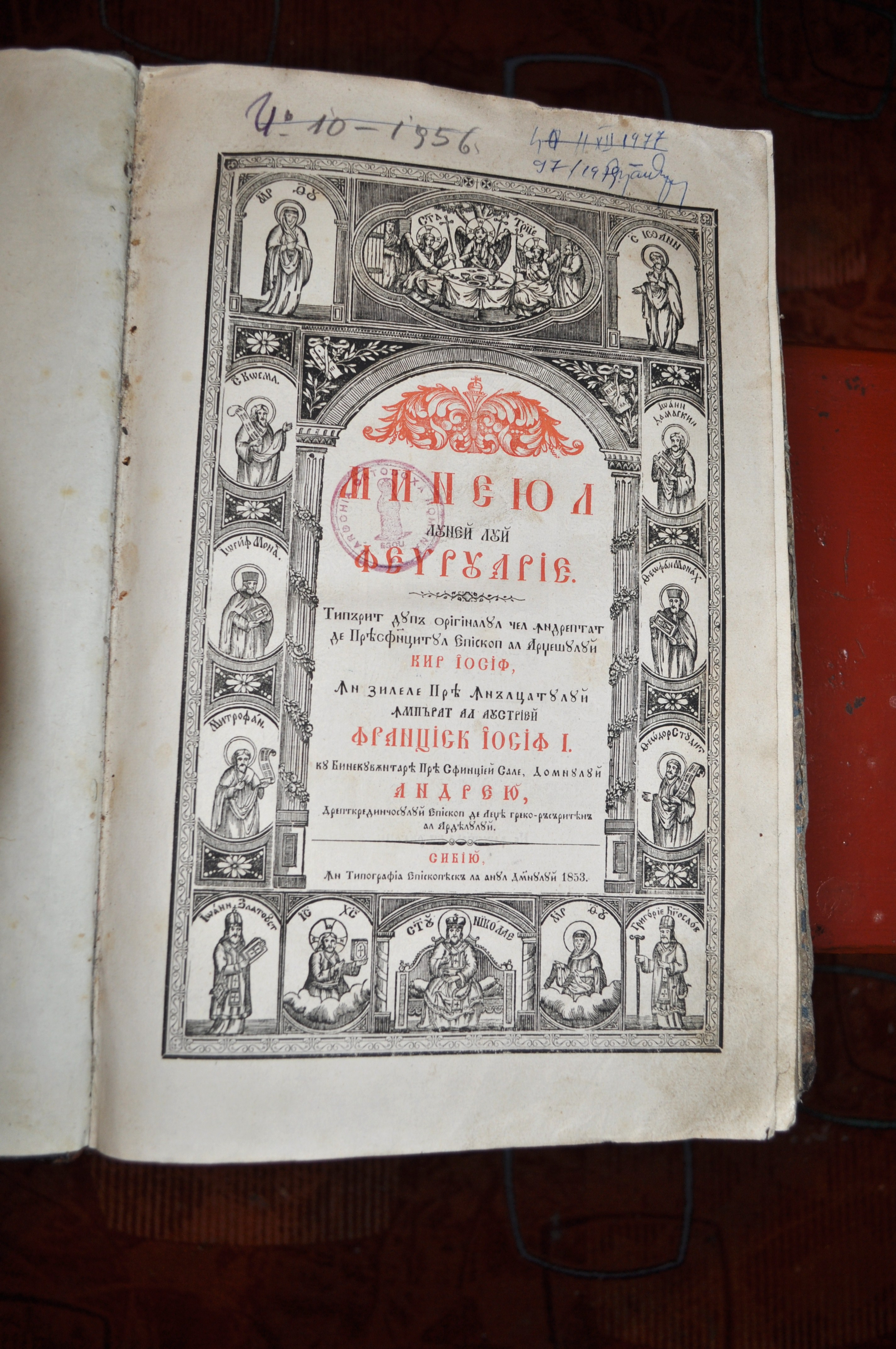
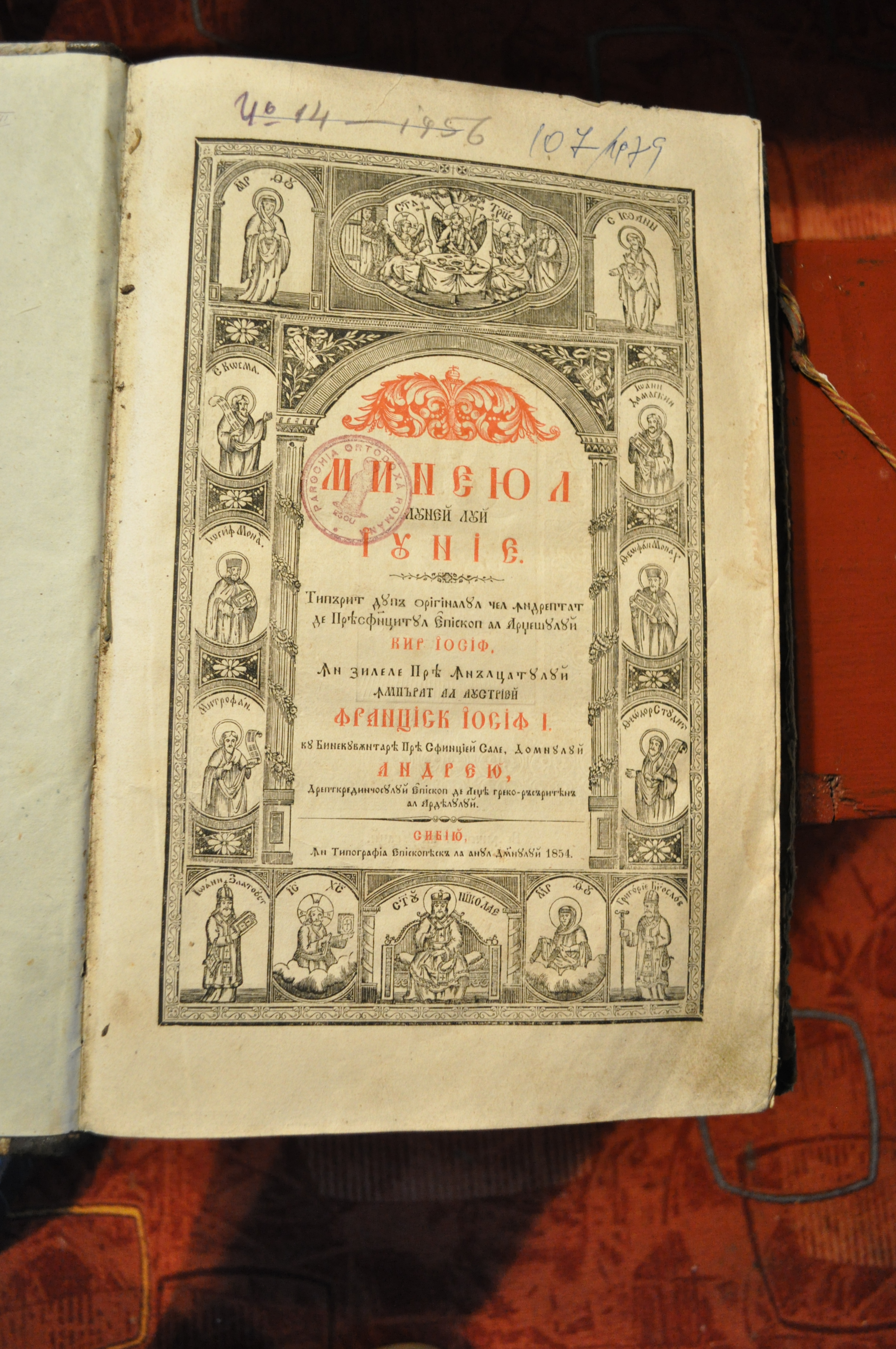
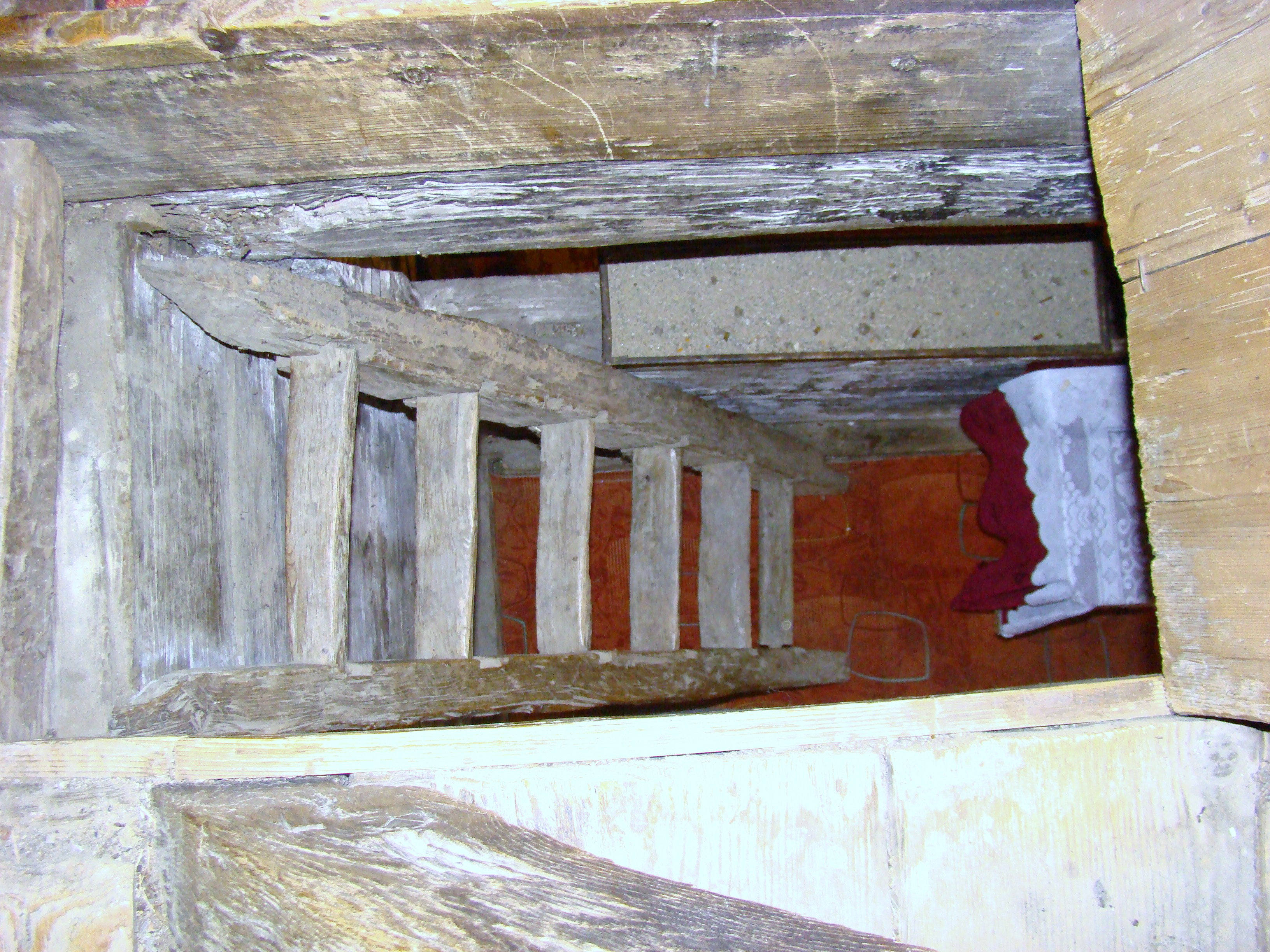
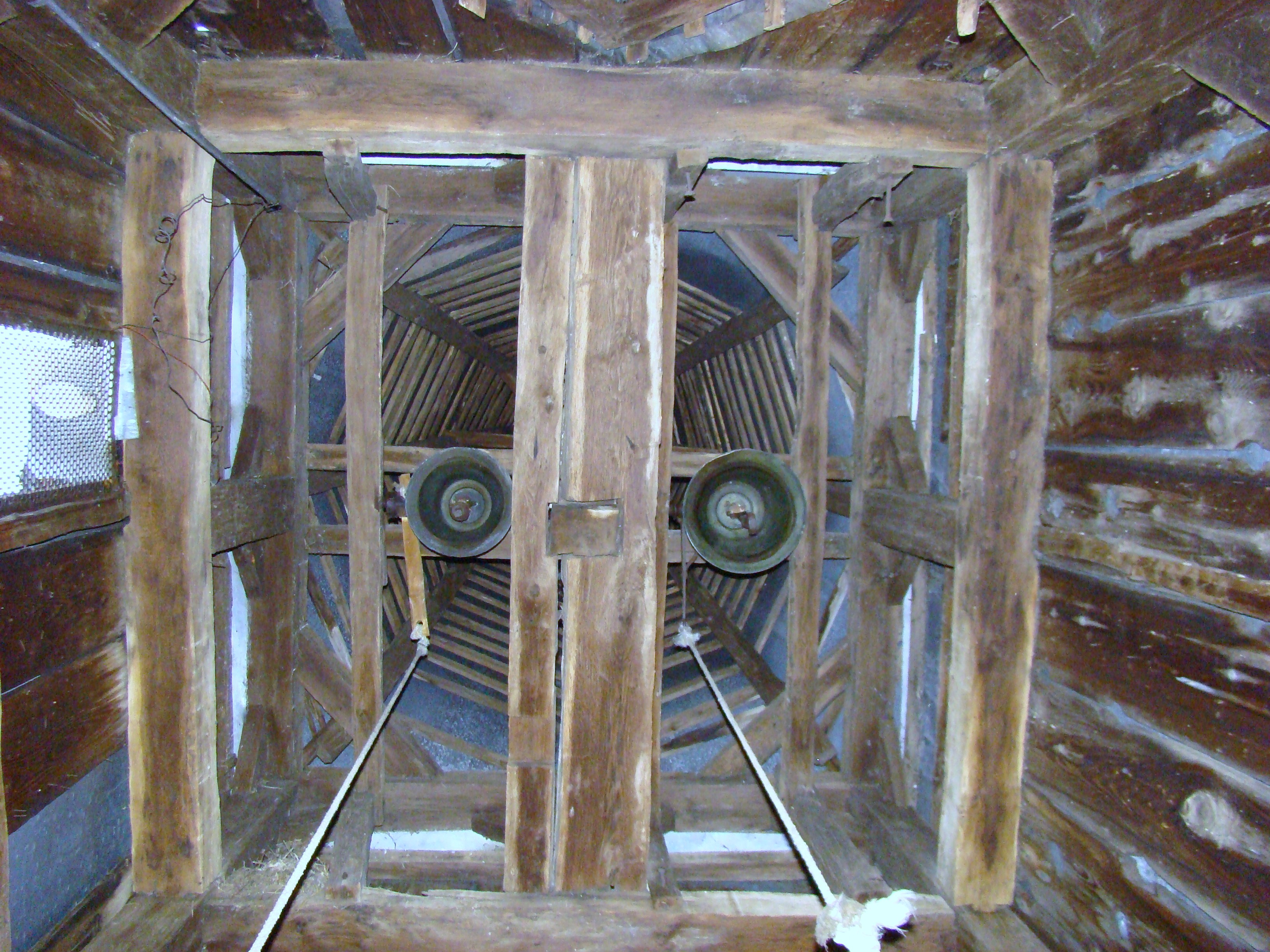
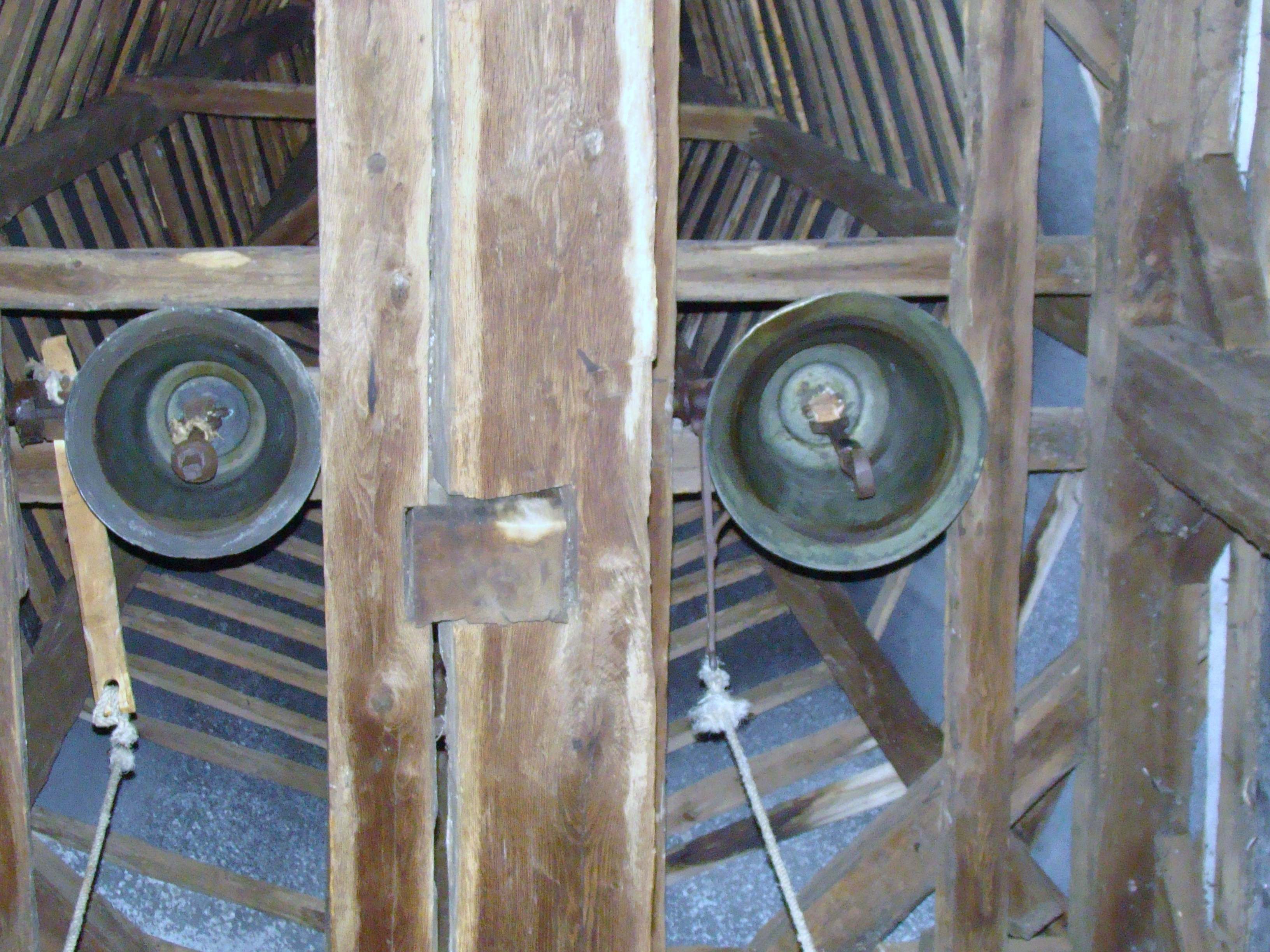